# Proměna (šachy)

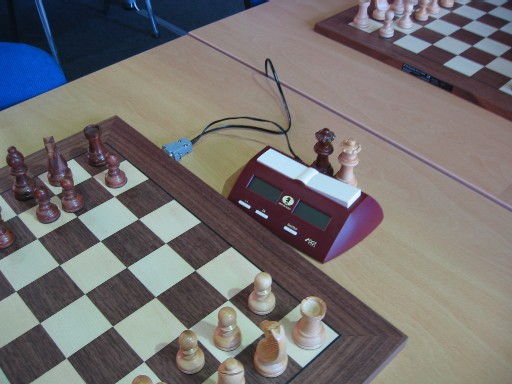
Šachovnice s černou a bílou dámou navíc

Proměna je šachový termín popisující povýšení pěšce, který v průběhu hry dosáhl poslední řady šachovnice, tedy řady nejvzdálenější jeho počátečnímu postavení, na vyšší figuru stejné barvy. Hráč si může libovolně vybrat, zda pěšce promění v dámu, věž, střelce nebo jezdce. Proměna v jinou figuru než dámu se nazývá minoritní proměna. V některých šachových variantách, jako například žravé šachy, může být pěšec proměněn i v krále. V některých variantách exošachu je také možná proměna ve figuru opačné barvy.

## Strategie
Možnost proměnit pěšce je často faktorem, který může zcela zvrátit hru v koncovce, a proto je důležité s ní počítat již v průběhu zahájení a střední hry. Takřka všechny proměny se odehrají právě v koncovce, ale občas se s nimi lze setkat i ve střední hře, velmi výjimečně však také již v zahájení.

## Proměny vzahájení
Proměna pěšce již v zahájení se nevyskytuje příliš často, většinou se tak stane poté, co se jeden ze soupeřů dopustil hrubé chyby. Příkladem může být tzv. Laskerova léčka, která zahrnuje proměnu pěšce na jezdce v 7. tahu.
Partie Schlechter–Perlis z roku 1911 směřovala k proměně pěšce v 11. tahu: 1. d4 d5 2. c4 c6 3. Jf3 Jf6 4. e3 Sf5 5. Db3 Db6 6. cxd5 Dxb3 7. axb3 Sxb1? 8. dxc6! Se4?? (Perlis se vyhnul léčce s 8. ... Jc6! a prohrál o něco pomaleji) 9. Vxa7! Vxa7 10. c7 s hrozbou 11. cxb8D nebo 11. c8D.
|   | a | b | c | d | e | f | g | h |   |
| 8 | a8 černý věž · d8 černý dáma · e8 černý král · f8 černý střelec · h8 černý věž · a7 černý pěšec · b7 černý střelec · d7 černý jezdec · f7 černý pěšec · g7 černý pěšec · h7 černý pěšec · c6 černý pěšec · e6 černý pěšec · f6 černý jezdec · e5 bílý pěšec · b4 černý pěšec · d4 bílý pěšec · c3 bílý jezdec · f3 bílý jezdec · a2 bílý pěšec · b2 bílý pěšec · e2 bílý střelec · f2 bílý pěšec · g2 bílý pěšec · h2 bílý pěšec · a1 bílý věž · c1 bílý střelec · d1 bílý dáma · e1 bílý král · h1 bílý věž | a8 černý věž · d8 černý dáma · e8 černý král · f8 černý střelec · h8 černý věž · a7 černý pěšec · b7 černý střelec · d7 černý jezdec · f7 černý pěšec · g7 černý pěšec · h7 černý pěšec · c6 černý pěšec · e6 černý pěšec · f6 černý jezdec · e5 bílý pěšec · b4 černý pěšec · d4 bílý pěšec · c3 bílý jezdec · f3 bílý jezdec · a2 bílý pěšec · b2 bílý pěšec · e2 bílý střelec · f2 bílý pěšec · g2 bílý pěšec · h2 bílý pěšec · a1 bílý věž · c1 bílý střelec · d1 bílý dáma · e1 bílý král · h1 bílý věž | a8 černý věž · d8 černý dáma · e8 černý král · f8 černý střelec · h8 černý věž · a7 černý pěšec · b7 černý střelec · d7 černý jezdec · f7 černý pěšec · g7 černý pěšec · h7 černý pěšec · c6 černý pěšec · e6 černý pěšec · f6 černý jezdec · e5 bílý pěšec · b4 černý pěšec · d4 bílý pěšec · c3 bílý jezdec · f3 bílý jezdec · a2 bílý pěšec · b2 bílý pěšec · e2 bílý střelec · f2 bílý pěšec · g2 bílý pěšec · h2 bílý pěšec · a1 bílý věž · c1 bílý střelec · d1 bílý dáma · e1 bílý král · h1 bílý věž | a8 černý věž · d8 černý dáma · e8 černý král · f8 černý střelec · h8 černý věž · a7 černý pěšec · b7 černý střelec · d7 černý jezdec · f7 černý pěšec · g7 černý pěšec · h7 černý pěšec · c6 černý pěšec · e6 černý pěšec · f6 černý jezdec · e5 bílý pěšec · b4 černý pěšec · d4 bílý pěšec · c3 bílý jezdec · f3 bílý jezdec · a2 bílý pěšec · b2 bílý pěšec · e2 bílý střelec · f2 bílý pěšec · g2 bílý pěšec · h2 bílý pěšec · a1 bílý věž · c1 bílý střelec · d1 bílý dáma · e1 bílý král · h1 bílý věž | a8 černý věž · d8 černý dáma · e8 černý král · f8 černý střelec · h8 černý věž · a7 černý pěšec · b7 černý střelec · d7 černý jezdec · f7 černý pěšec · g7 černý pěšec · h7 černý pěšec · c6 černý pěšec · e6 černý pěšec · f6 černý jezdec · e5 bílý pěšec · b4 černý pěšec · d4 bílý pěšec · c3 bílý jezdec · f3 bílý jezdec · a2 bílý pěšec · b2 bílý pěšec · e2 bílý střelec · f2 bílý pěšec · g2 bílý pěšec · h2 bílý pěšec · a1 bílý věž · c1 bílý střelec · d1 bílý dáma · e1 bílý král · h1 bílý věž | a8 černý věž · d8 černý dáma · e8 černý král · f8 černý střelec · h8 černý věž · a7 černý pěšec · b7 černý střelec · d7 černý jezdec · f7 černý pěšec · g7 černý pěšec · h7 černý pěšec · c6 černý pěšec · e6 černý pěšec · f6 černý jezdec · e5 bílý pěšec · b4 černý pěšec · d4 bílý pěšec · c3 bílý jezdec · f3 bílý jezdec · a2 bílý pěšec · b2 bílý pěšec · e2 bílý střelec · f2 bílý pěšec · g2 bílý pěšec · h2 bílý pěšec · a1 bílý věž · c1 bílý střelec · d1 bílý dáma · e1 bílý král · h1 bílý věž | a8 černý věž · d8 černý dáma · e8 černý král · f8 černý střelec · h8 černý věž · a7 černý pěšec · b7 černý střelec · d7 černý jezdec · f7 černý pěšec · g7 černý pěšec · h7 černý pěšec · c6 černý pěšec · e6 černý pěšec · f6 černý jezdec · e5 bílý pěšec · b4 černý pěšec · d4 bílý pěšec · c3 bílý jezdec · f3 bílý jezdec · a2 bílý pěšec · b2 bílý pěšec · e2 bílý střelec · f2 bílý pěšec · g2 bílý pěšec · h2 bílý pěšec · a1 bílý věž · c1 bílý střelec · d1 bílý dáma · e1 bílý král · h1 bílý věž | a8 černý věž · d8 černý dáma · e8 černý král · f8 černý střelec · h8 černý věž · a7 černý pěšec · b7 černý střelec · d7 černý jezdec · f7 černý pěšec · g7 černý pěšec · h7 černý pěšec · c6 černý pěšec · e6 černý pěšec · f6 černý jezdec · e5 bílý pěšec · b4 černý pěšec · d4 bílý pěšec · c3 bílý jezdec · f3 bílý jezdec · a2 bílý pěšec · b2 bílý pěšec · e2 bílý střelec · f2 bílý pěšec · g2 bílý pěšec · h2 bílý pěšec · a1 bílý věž · c1 bílý střelec · d1 bílý dáma · e1 bílý král · h1 bílý věž | 8 |
| 7 | a8 černý věž · d8 černý dáma · e8 černý král · f8 černý střelec · h8 černý věž · a7 černý pěšec · b7 černý střelec · d7 černý jezdec · f7 černý pěšec · g7 černý pěšec · h7 černý pěšec · c6 černý pěšec · e6 černý pěšec · f6 černý jezdec · e5 bílý pěšec · b4 černý pěšec · d4 bílý pěšec · c3 bílý jezdec · f3 bílý jezdec · a2 bílý pěšec · b2 bílý pěšec · e2 bílý střelec · f2 bílý pěšec · g2 bílý pěšec · h2 bílý pěšec · a1 bílý věž · c1 bílý střelec · d1 bílý dáma · e1 bílý král · h1 bílý věž | a8 černý věž · d8 černý dáma · e8 černý král · f8 černý střelec · h8 černý věž · a7 černý pěšec · b7 černý střelec · d7 černý jezdec · f7 černý pěšec · g7 černý pěšec · h7 černý pěšec · c6 černý pěšec · e6 černý pěšec · f6 černý jezdec · e5 bílý pěšec · b4 černý pěšec · d4 bílý pěšec · c3 bílý jezdec · f3 bílý jezdec · a2 bílý pěšec · b2 bílý pěšec · e2 bílý střelec · f2 bílý pěšec · g2 bílý pěšec · h2 bílý pěšec · a1 bílý věž · c1 bílý střelec · d1 bílý dáma · e1 bílý král · h1 bílý věž | a8 černý věž · d8 černý dáma · e8 černý král · f8 černý střelec · h8 černý věž · a7 černý pěšec · b7 černý střelec · d7 černý jezdec · f7 černý pěšec · g7 černý pěšec · h7 černý pěšec · c6 černý pěšec · e6 černý pěšec · f6 černý jezdec · e5 bílý pěšec · b4 černý pěšec · d4 bílý pěšec · c3 bílý jezdec · f3 bílý jezdec · a2 bílý pěšec · b2 bílý pěšec · e2 bílý střelec · f2 bílý pěšec · g2 bílý pěšec · h2 bílý pěšec · a1 bílý věž · c1 bílý střelec · d1 bílý dáma · e1 bílý král · h1 bílý věž | a8 černý věž · d8 černý dáma · e8 černý král · f8 černý střelec · h8 černý věž · a7 černý pěšec · b7 černý střelec · d7 černý jezdec · f7 černý pěšec · g7 černý pěšec · h7 černý pěšec · c6 černý pěšec · e6 černý pěšec · f6 černý jezdec · e5 bílý pěšec · b4 černý pěšec · d4 bílý pěšec · c3 bílý jezdec · f3 bílý jezdec · a2 bílý pěšec · b2 bílý pěšec · e2 bílý střelec · f2 bílý pěšec · g2 bílý pěšec · h2 bílý pěšec · a1 bílý věž · c1 bílý střelec · d1 bílý dáma · e1 bílý král · h1 bílý věž | a8 černý věž · d8 černý dáma · e8 černý král · f8 černý střelec · h8 černý věž · a7 černý pěšec · b7 černý střelec · d7 černý jezdec · f7 černý pěšec · g7 černý pěšec · h7 černý pěšec · c6 černý pěšec · e6 černý pěšec · f6 černý jezdec · e5 bílý pěšec · b4 černý pěšec · d4 bílý pěšec · c3 bílý jezdec · f3 bílý jezdec · a2 bílý pěšec · b2 bílý pěšec · e2 bílý střelec · f2 bílý pěšec · g2 bílý pěšec · h2 bílý pěšec · a1 bílý věž · c1 bílý střelec · d1 bílý dáma · e1 bílý král · h1 bílý věž | a8 černý věž · d8 černý dáma · e8 černý král · f8 černý střelec · h8 černý věž · a7 černý pěšec · b7 černý střelec · d7 černý jezdec · f7 černý pěšec · g7 černý pěšec · h7 černý pěšec · c6 černý pěšec · e6 černý pěšec · f6 černý jezdec · e5 bílý pěšec · b4 černý pěšec · d4 bílý pěšec · c3 bílý jezdec · f3 bílý jezdec · a2 bílý pěšec · b2 bílý pěšec · e2 bílý střelec · f2 bílý pěšec · g2 bílý pěšec · h2 bílý pěšec · a1 bílý věž · c1 bílý střelec · d1 bílý dáma · e1 bílý král · h1 bílý věž | a8 černý věž · d8 černý dáma · e8 černý král · f8 černý střelec · h8 černý věž · a7 černý pěšec · b7 černý střelec · d7 černý jezdec · f7 černý pěšec · g7 černý pěšec · h7 černý pěšec · c6 černý pěšec · e6 černý pěšec · f6 černý jezdec · e5 bílý pěšec · b4 černý pěšec · d4 bílý pěšec · c3 bílý jezdec · f3 bílý jezdec · a2 bílý pěšec · b2 bílý pěšec · e2 bílý střelec · f2 bílý pěšec · g2 bílý pěšec · h2 bílý pěšec · a1 bílý věž · c1 bílý střelec · d1 bílý dáma · e1 bílý král · h1 bílý věž | a8 černý věž · d8 černý dáma · e8 černý král · f8 černý střelec · h8 černý věž · a7 černý pěšec · b7 černý střelec · d7 černý jezdec · f7 černý pěšec · g7 černý pěšec · h7 černý pěšec · c6 černý pěšec · e6 černý pěšec · f6 černý jezdec · e5 bílý pěšec · b4 černý pěšec · d4 bílý pěšec · c3 bílý jezdec · f3 bílý jezdec · a2 bílý pěšec · b2 bílý pěšec · e2 bílý střelec · f2 bílý pěšec · g2 bílý pěšec · h2 bílý pěšec · a1 bílý věž · c1 bílý střelec · d1 bílý dáma · e1 bílý král · h1 bílý věž | 7 |
| 6 | a8 černý věž · d8 černý dáma · e8 černý král · f8 černý střelec · h8 černý věž · a7 černý pěšec · b7 černý střelec · d7 černý jezdec · f7 černý pěšec · g7 černý pěšec · h7 černý pěšec · c6 černý pěšec · e6 černý pěšec · f6 černý jezdec · e5 bílý pěšec · b4 černý pěšec · d4 bílý pěšec · c3 bílý jezdec · f3 bílý jezdec · a2 bílý pěšec · b2 bílý pěšec · e2 bílý střelec · f2 bílý pěšec · g2 bílý pěšec · h2 bílý pěšec · a1 bílý věž · c1 bílý střelec · d1 bílý dáma · e1 bílý král · h1 bílý věž | a8 černý věž · d8 černý dáma · e8 černý král · f8 černý střelec · h8 černý věž · a7 černý pěšec · b7 černý střelec · d7 černý jezdec · f7 černý pěšec · g7 černý pěšec · h7 černý pěšec · c6 černý pěšec · e6 černý pěšec · f6 černý jezdec · e5 bílý pěšec · b4 černý pěšec · d4 bílý pěšec · c3 bílý jezdec · f3 bílý jezdec · a2 bílý pěšec · b2 bílý pěšec · e2 bílý střelec · f2 bílý pěšec · g2 bílý pěšec · h2 bílý pěšec · a1 bílý věž · c1 bílý střelec · d1 bílý dáma · e1 bílý král · h1 bílý věž | a8 černý věž · d8 černý dáma · e8 černý král · f8 černý střelec · h8 černý věž · a7 černý pěšec · b7 černý střelec · d7 černý jezdec · f7 černý pěšec · g7 černý pěšec · h7 černý pěšec · c6 černý pěšec · e6 černý pěšec · f6 černý jezdec · e5 bílý pěšec · b4 černý pěšec · d4 bílý pěšec · c3 bílý jezdec · f3 bílý jezdec · a2 bílý pěšec · b2 bílý pěšec · e2 bílý střelec · f2 bílý pěšec · g2 bílý pěšec · h2 bílý pěšec · a1 bílý věž · c1 bílý střelec · d1 bílý dáma · e1 bílý král · h1 bílý věž | a8 černý věž · d8 černý dáma · e8 černý král · f8 černý střelec · h8 černý věž · a7 černý pěšec · b7 černý střelec · d7 černý jezdec · f7 černý pěšec · g7 černý pěšec · h7 černý pěšec · c6 černý pěšec · e6 černý pěšec · f6 černý jezdec · e5 bílý pěšec · b4 černý pěšec · d4 bílý pěšec · c3 bílý jezdec · f3 bílý jezdec · a2 bílý pěšec · b2 bílý pěšec · e2 bílý střelec · f2 bílý pěšec · g2 bílý pěšec · h2 bílý pěšec · a1 bílý věž · c1 bílý střelec · d1 bílý dáma · e1 bílý král · h1 bílý věž | a8 černý věž · d8 černý dáma · e8 černý král · f8 černý střelec · h8 černý věž · a7 černý pěšec · b7 černý střelec · d7 černý jezdec · f7 černý pěšec · g7 černý pěšec · h7 černý pěšec · c6 černý pěšec · e6 černý pěšec · f6 černý jezdec · e5 bílý pěšec · b4 černý pěšec · d4 bílý pěšec · c3 bílý jezdec · f3 bílý jezdec · a2 bílý pěšec · b2 bílý pěšec · e2 bílý střelec · f2 bílý pěšec · g2 bílý pěšec · h2 bílý pěšec · a1 bílý věž · c1 bílý střelec · d1 bílý dáma · e1 bílý král · h1 bílý věž | a8 černý věž · d8 černý dáma · e8 černý král · f8 černý střelec · h8 černý věž · a7 černý pěšec · b7 černý střelec · d7 černý jezdec · f7 černý pěšec · g7 černý pěšec · h7 černý pěšec · c6 černý pěšec · e6 černý pěšec · f6 černý jezdec · e5 bílý pěšec · b4 černý pěšec · d4 bílý pěšec · c3 bílý jezdec · f3 bílý jezdec · a2 bílý pěšec · b2 bílý pěšec · e2 bílý střelec · f2 bílý pěšec · g2 bílý pěšec · h2 bílý pěšec · a1 bílý věž · c1 bílý střelec · d1 bílý dáma · e1 bílý král · h1 bílý věž | a8 černý věž · d8 černý dáma · e8 černý král · f8 černý střelec · h8 černý věž · a7 černý pěšec · b7 černý střelec · d7 černý jezdec · f7 černý pěšec · g7 černý pěšec · h7 černý pěšec · c6 černý pěšec · e6 černý pěšec · f6 černý jezdec · e5 bílý pěšec · b4 černý pěšec · d4 bílý pěšec · c3 bílý jezdec · f3 bílý jezdec · a2 bílý pěšec · b2 bílý pěšec · e2 bílý střelec · f2 bílý pěšec · g2 bílý pěšec · h2 bílý pěšec · a1 bílý věž · c1 bílý střelec · d1 bílý dáma · e1 bílý král · h1 bílý věž | a8 černý věž · d8 černý dáma · e8 černý král · f8 černý střelec · h8 černý věž · a7 černý pěšec · b7 černý střelec · d7 černý jezdec · f7 černý pěšec · g7 černý pěšec · h7 černý pěšec · c6 černý pěšec · e6 černý pěšec · f6 černý jezdec · e5 bílý pěšec · b4 černý pěšec · d4 bílý pěšec · c3 bílý jezdec · f3 bílý jezdec · a2 bílý pěšec · b2 bílý pěšec · e2 bílý střelec · f2 bílý pěšec · g2 bílý pěšec · h2 bílý pěšec · a1 bílý věž · c1 bílý střelec · d1 bílý dáma · e1 bílý král · h1 bílý věž | 6 |
| 5 | a8 černý věž · d8 černý dáma · e8 černý král · f8 černý střelec · h8 černý věž · a7 černý pěšec · b7 černý střelec · d7 černý jezdec · f7 černý pěšec · g7 černý pěšec · h7 černý pěšec · c6 černý pěšec · e6 černý pěšec · f6 černý jezdec · e5 bílý pěšec · b4 černý pěšec · d4 bílý pěšec · c3 bílý jezdec · f3 bílý jezdec · a2 bílý pěšec · b2 bílý pěšec · e2 bílý střelec · f2 bílý pěšec · g2 bílý pěšec · h2 bílý pěšec · a1 bílý věž · c1 bílý střelec · d1 bílý dáma · e1 bílý král · h1 bílý věž | a8 černý věž · d8 černý dáma · e8 černý král · f8 černý střelec · h8 černý věž · a7 černý pěšec · b7 černý střelec · d7 černý jezdec · f7 černý pěšec · g7 černý pěšec · h7 černý pěšec · c6 černý pěšec · e6 černý pěšec · f6 černý jezdec · e5 bílý pěšec · b4 černý pěšec · d4 bílý pěšec · c3 bílý jezdec · f3 bílý jezdec · a2 bílý pěšec · b2 bílý pěšec · e2 bílý střelec · f2 bílý pěšec · g2 bílý pěšec · h2 bílý pěšec · a1 bílý věž · c1 bílý střelec · d1 bílý dáma · e1 bílý král · h1 bílý věž | a8 černý věž · d8 černý dáma · e8 černý král · f8 černý střelec · h8 černý věž · a7 černý pěšec · b7 černý střelec · d7 černý jezdec · f7 černý pěšec · g7 černý pěšec · h7 černý pěšec · c6 černý pěšec · e6 černý pěšec · f6 černý jezdec · e5 bílý pěšec · b4 černý pěšec · d4 bílý pěšec · c3 bílý jezdec · f3 bílý jezdec · a2 bílý pěšec · b2 bílý pěšec · e2 bílý střelec · f2 bílý pěšec · g2 bílý pěšec · h2 bílý pěšec · a1 bílý věž · c1 bílý střelec · d1 bílý dáma · e1 bílý král · h1 bílý věž | a8 černý věž · d8 černý dáma · e8 černý král · f8 černý střelec · h8 černý věž · a7 černý pěšec · b7 černý střelec · d7 černý jezdec · f7 černý pěšec · g7 černý pěšec · h7 černý pěšec · c6 černý pěšec · e6 černý pěšec · f6 černý jezdec · e5 bílý pěšec · b4 černý pěšec · d4 bílý pěšec · c3 bílý jezdec · f3 bílý jezdec · a2 bílý pěšec · b2 bílý pěšec · e2 bílý střelec · f2 bílý pěšec · g2 bílý pěšec · h2 bílý pěšec · a1 bílý věž · c1 bílý střelec · d1 bílý dáma · e1 bílý král · h1 bílý věž | a8 černý věž · d8 černý dáma · e8 černý král · f8 černý střelec · h8 černý věž · a7 černý pěšec · b7 černý střelec · d7 černý jezdec · f7 černý pěšec · g7 černý pěšec · h7 černý pěšec · c6 černý pěšec · e6 černý pěšec · f6 černý jezdec · e5 bílý pěšec · b4 černý pěšec · d4 bílý pěšec · c3 bílý jezdec · f3 bílý jezdec · a2 bílý pěšec · b2 bílý pěšec · e2 bílý střelec · f2 bílý pěšec · g2 bílý pěšec · h2 bílý pěšec · a1 bílý věž · c1 bílý střelec · d1 bílý dáma · e1 bílý král · h1 bílý věž | a8 černý věž · d8 černý dáma · e8 černý král · f8 černý střelec · h8 černý věž · a7 černý pěšec · b7 černý střelec · d7 černý jezdec · f7 černý pěšec · g7 černý pěšec · h7 černý pěšec · c6 černý pěšec · e6 černý pěšec · f6 černý jezdec · e5 bílý pěšec · b4 černý pěšec · d4 bílý pěšec · c3 bílý jezdec · f3 bílý jezdec · a2 bílý pěšec · b2 bílý pěšec · e2 bílý střelec · f2 bílý pěšec · g2 bílý pěšec · h2 bílý pěšec · a1 bílý věž · c1 bílý střelec · d1 bílý dáma · e1 bílý král · h1 bílý věž | a8 černý věž · d8 černý dáma · e8 černý král · f8 černý střelec · h8 černý věž · a7 černý pěšec · b7 černý střelec · d7 černý jezdec · f7 černý pěšec · g7 černý pěšec · h7 černý pěšec · c6 černý pěšec · e6 černý pěšec · f6 černý jezdec · e5 bílý pěšec · b4 černý pěšec · d4 bílý pěšec · c3 bílý jezdec · f3 bílý jezdec · a2 bílý pěšec · b2 bílý pěšec · e2 bílý střelec · f2 bílý pěšec · g2 bílý pěšec · h2 bílý pěšec · a1 bílý věž · c1 bílý střelec · d1 bílý dáma · e1 bílý král · h1 bílý věž | a8 černý věž · d8 černý dáma · e8 černý král · f8 černý střelec · h8 černý věž · a7 černý pěšec · b7 černý střelec · d7 černý jezdec · f7 černý pěšec · g7 černý pěšec · h7 černý pěšec · c6 černý pěšec · e6 černý pěšec · f6 černý jezdec · e5 bílý pěšec · b4 černý pěšec · d4 bílý pěšec · c3 bílý jezdec · f3 bílý jezdec · a2 bílý pěšec · b2 bílý pěšec · e2 bílý střelec · f2 bílý pěšec · g2 bílý pěšec · h2 bílý pěšec · a1 bílý věž · c1 bílý střelec · d1 bílý dáma · e1 bílý král · h1 bílý věž | 5 |
| 4 | a8 černý věž · d8 černý dáma · e8 černý král · f8 černý střelec · h8 černý věž · a7 černý pěšec · b7 černý střelec · d7 černý jezdec · f7 černý pěšec · g7 černý pěšec · h7 černý pěšec · c6 černý pěšec · e6 černý pěšec · f6 černý jezdec · e5 bílý pěšec · b4 černý pěšec · d4 bílý pěšec · c3 bílý jezdec · f3 bílý jezdec · a2 bílý pěšec · b2 bílý pěšec · e2 bílý střelec · f2 bílý pěšec · g2 bílý pěšec · h2 bílý pěšec · a1 bílý věž · c1 bílý střelec · d1 bílý dáma · e1 bílý král · h1 bílý věž | a8 černý věž · d8 černý dáma · e8 černý král · f8 černý střelec · h8 černý věž · a7 černý pěšec · b7 černý střelec · d7 černý jezdec · f7 černý pěšec · g7 černý pěšec · h7 černý pěšec · c6 černý pěšec · e6 černý pěšec · f6 černý jezdec · e5 bílý pěšec · b4 černý pěšec · d4 bílý pěšec · c3 bílý jezdec · f3 bílý jezdec · a2 bílý pěšec · b2 bílý pěšec · e2 bílý střelec · f2 bílý pěšec · g2 bílý pěšec · h2 bílý pěšec · a1 bílý věž · c1 bílý střelec · d1 bílý dáma · e1 bílý král · h1 bílý věž | a8 černý věž · d8 černý dáma · e8 černý král · f8 černý střelec · h8 černý věž · a7 černý pěšec · b7 černý střelec · d7 černý jezdec · f7 černý pěšec · g7 černý pěšec · h7 černý pěšec · c6 černý pěšec · e6 černý pěšec · f6 černý jezdec · e5 bílý pěšec · b4 černý pěšec · d4 bílý pěšec · c3 bílý jezdec · f3 bílý jezdec · a2 bílý pěšec · b2 bílý pěšec · e2 bílý střelec · f2 bílý pěšec · g2 bílý pěšec · h2 bílý pěšec · a1 bílý věž · c1 bílý střelec · d1 bílý dáma · e1 bílý král · h1 bílý věž | a8 černý věž · d8 černý dáma · e8 černý král · f8 černý střelec · h8 černý věž · a7 černý pěšec · b7 černý střelec · d7 černý jezdec · f7 černý pěšec · g7 černý pěšec · h7 černý pěšec · c6 černý pěšec · e6 černý pěšec · f6 černý jezdec · e5 bílý pěšec · b4 černý pěšec · d4 bílý pěšec · c3 bílý jezdec · f3 bílý jezdec · a2 bílý pěšec · b2 bílý pěšec · e2 bílý střelec · f2 bílý pěšec · g2 bílý pěšec · h2 bílý pěšec · a1 bílý věž · c1 bílý střelec · d1 bílý dáma · e1 bílý král · h1 bílý věž | a8 černý věž · d8 černý dáma · e8 černý král · f8 černý střelec · h8 černý věž · a7 černý pěšec · b7 černý střelec · d7 černý jezdec · f7 černý pěšec · g7 černý pěšec · h7 černý pěšec · c6 černý pěšec · e6 černý pěšec · f6 černý jezdec · e5 bílý pěšec · b4 černý pěšec · d4 bílý pěšec · c3 bílý jezdec · f3 bílý jezdec · a2 bílý pěšec · b2 bílý pěšec · e2 bílý střelec · f2 bílý pěšec · g2 bílý pěšec · h2 bílý pěšec · a1 bílý věž · c1 bílý střelec · d1 bílý dáma · e1 bílý král · h1 bílý věž | a8 černý věž · d8 černý dáma · e8 černý král · f8 černý střelec · h8 černý věž · a7 černý pěšec · b7 černý střelec · d7 černý jezdec · f7 černý pěšec · g7 černý pěšec · h7 černý pěšec · c6 černý pěšec · e6 černý pěšec · f6 černý jezdec · e5 bílý pěšec · b4 černý pěšec · d4 bílý pěšec · c3 bílý jezdec · f3 bílý jezdec · a2 bílý pěšec · b2 bílý pěšec · e2 bílý střelec · f2 bílý pěšec · g2 bílý pěšec · h2 bílý pěšec · a1 bílý věž · c1 bílý střelec · d1 bílý dáma · e1 bílý král · h1 bílý věž | a8 černý věž · d8 černý dáma · e8 černý král · f8 černý střelec · h8 černý věž · a7 černý pěšec · b7 černý střelec · d7 černý jezdec · f7 černý pěšec · g7 černý pěšec · h7 černý pěšec · c6 černý pěšec · e6 černý pěšec · f6 černý jezdec · e5 bílý pěšec · b4 černý pěšec · d4 bílý pěšec · c3 bílý jezdec · f3 bílý jezdec · a2 bílý pěšec · b2 bílý pěšec · e2 bílý střelec · f2 bílý pěšec · g2 bílý pěšec · h2 bílý pěšec · a1 bílý věž · c1 bílý střelec · d1 bílý dáma · e1 bílý král · h1 bílý věž | a8 černý věž · d8 černý dáma · e8 černý král · f8 černý střelec · h8 černý věž · a7 černý pěšec · b7 černý střelec · d7 černý jezdec · f7 černý pěšec · g7 černý pěšec · h7 černý pěšec · c6 černý pěšec · e6 černý pěšec · f6 černý jezdec · e5 bílý pěšec · b4 černý pěšec · d4 bílý pěšec · c3 bílý jezdec · f3 bílý jezdec · a2 bílý pěšec · b2 bílý pěšec · e2 bílý střelec · f2 bílý pěšec · g2 bílý pěšec · h2 bílý pěšec · a1 bílý věž · c1 bílý střelec · d1 bílý dáma · e1 bílý král · h1 bílý věž | 4 |
| 3 | a8 černý věž · d8 černý dáma · e8 černý král · f8 černý střelec · h8 černý věž · a7 černý pěšec · b7 černý střelec · d7 černý jezdec · f7 černý pěšec · g7 černý pěšec · h7 černý pěšec · c6 černý pěšec · e6 černý pěšec · f6 černý jezdec · e5 bílý pěšec · b4 černý pěšec · d4 bílý pěšec · c3 bílý jezdec · f3 bílý jezdec · a2 bílý pěšec · b2 bílý pěšec · e2 bílý střelec · f2 bílý pěšec · g2 bílý pěšec · h2 bílý pěšec · a1 bílý věž · c1 bílý střelec · d1 bílý dáma · e1 bílý král · h1 bílý věž | a8 černý věž · d8 černý dáma · e8 černý král · f8 černý střelec · h8 černý věž · a7 černý pěšec · b7 černý střelec · d7 černý jezdec · f7 černý pěšec · g7 černý pěšec · h7 černý pěšec · c6 černý pěšec · e6 černý pěšec · f6 černý jezdec · e5 bílý pěšec · b4 černý pěšec · d4 bílý pěšec · c3 bílý jezdec · f3 bílý jezdec · a2 bílý pěšec · b2 bílý pěšec · e2 bílý střelec · f2 bílý pěšec · g2 bílý pěšec · h2 bílý pěšec · a1 bílý věž · c1 bílý střelec · d1 bílý dáma · e1 bílý král · h1 bílý věž | a8 černý věž · d8 černý dáma · e8 černý král · f8 černý střelec · h8 černý věž · a7 černý pěšec · b7 černý střelec · d7 černý jezdec · f7 černý pěšec · g7 černý pěšec · h7 černý pěšec · c6 černý pěšec · e6 černý pěšec · f6 černý jezdec · e5 bílý pěšec · b4 černý pěšec · d4 bílý pěšec · c3 bílý jezdec · f3 bílý jezdec · a2 bílý pěšec · b2 bílý pěšec · e2 bílý střelec · f2 bílý pěšec · g2 bílý pěšec · h2 bílý pěšec · a1 bílý věž · c1 bílý střelec · d1 bílý dáma · e1 bílý král · h1 bílý věž | a8 černý věž · d8 černý dáma · e8 černý král · f8 černý střelec · h8 černý věž · a7 černý pěšec · b7 černý střelec · d7 černý jezdec · f7 černý pěšec · g7 černý pěšec · h7 černý pěšec · c6 černý pěšec · e6 černý pěšec · f6 černý jezdec · e5 bílý pěšec · b4 černý pěšec · d4 bílý pěšec · c3 bílý jezdec · f3 bílý jezdec · a2 bílý pěšec · b2 bílý pěšec · e2 bílý střelec · f2 bílý pěšec · g2 bílý pěšec · h2 bílý pěšec · a1 bílý věž · c1 bílý střelec · d1 bílý dáma · e1 bílý král · h1 bílý věž | a8 černý věž · d8 černý dáma · e8 černý král · f8 černý střelec · h8 černý věž · a7 černý pěšec · b7 černý střelec · d7 černý jezdec · f7 černý pěšec · g7 černý pěšec · h7 černý pěšec · c6 černý pěšec · e6 černý pěšec · f6 černý jezdec · e5 bílý pěšec · b4 černý pěšec · d4 bílý pěšec · c3 bílý jezdec · f3 bílý jezdec · a2 bílý pěšec · b2 bílý pěšec · e2 bílý střelec · f2 bílý pěšec · g2 bílý pěšec · h2 bílý pěšec · a1 bílý věž · c1 bílý střelec · d1 bílý dáma · e1 bílý král · h1 bílý věž | a8 černý věž · d8 černý dáma · e8 černý král · f8 černý střelec · h8 černý věž · a7 černý pěšec · b7 černý střelec · d7 černý jezdec · f7 černý pěšec · g7 černý pěšec · h7 černý pěšec · c6 černý pěšec · e6 černý pěšec · f6 černý jezdec · e5 bílý pěšec · b4 černý pěšec · d4 bílý pěšec · c3 bílý jezdec · f3 bílý jezdec · a2 bílý pěšec · b2 bílý pěšec · e2 bílý střelec · f2 bílý pěšec · g2 bílý pěšec · h2 bílý pěšec · a1 bílý věž · c1 bílý střelec · d1 bílý dáma · e1 bílý král · h1 bílý věž | a8 černý věž · d8 černý dáma · e8 černý král · f8 černý střelec · h8 černý věž · a7 černý pěšec · b7 černý střelec · d7 černý jezdec · f7 černý pěšec · g7 černý pěšec · h7 černý pěšec · c6 černý pěšec · e6 černý pěšec · f6 černý jezdec · e5 bílý pěšec · b4 černý pěšec · d4 bílý pěšec · c3 bílý jezdec · f3 bílý jezdec · a2 bílý pěšec · b2 bílý pěšec · e2 bílý střelec · f2 bílý pěšec · g2 bílý pěšec · h2 bílý pěšec · a1 bílý věž · c1 bílý střelec · d1 bílý dáma · e1 bílý král · h1 bílý věž | a8 černý věž · d8 černý dáma · e8 černý král · f8 černý střelec · h8 černý věž · a7 černý pěšec · b7 černý střelec · d7 černý jezdec · f7 černý pěšec · g7 černý pěšec · h7 černý pěšec · c6 černý pěšec · e6 černý pěšec · f6 černý jezdec · e5 bílý pěšec · b4 černý pěšec · d4 bílý pěšec · c3 bílý jezdec · f3 bílý jezdec · a2 bílý pěšec · b2 bílý pěšec · e2 bílý střelec · f2 bílý pěšec · g2 bílý pěšec · h2 bílý pěšec · a1 bílý věž · c1 bílý střelec · d1 bílý dáma · e1 bílý král · h1 bílý věž | 3 |
| 2 | a8 černý věž · d8 černý dáma · e8 černý král · f8 černý střelec · h8 černý věž · a7 černý pěšec · b7 černý střelec · d7 černý jezdec · f7 černý pěšec · g7 černý pěšec · h7 černý pěšec · c6 černý pěšec · e6 černý pěšec · f6 černý jezdec · e5 bílý pěšec · b4 černý pěšec · d4 bílý pěšec · c3 bílý jezdec · f3 bílý jezdec · a2 bílý pěšec · b2 bílý pěšec · e2 bílý střelec · f2 bílý pěšec · g2 bílý pěšec · h2 bílý pěšec · a1 bílý věž · c1 bílý střelec · d1 bílý dáma · e1 bílý král · h1 bílý věž | a8 černý věž · d8 černý dáma · e8 černý král · f8 černý střelec · h8 černý věž · a7 černý pěšec · b7 černý střelec · d7 černý jezdec · f7 černý pěšec · g7 černý pěšec · h7 černý pěšec · c6 černý pěšec · e6 černý pěšec · f6 černý jezdec · e5 bílý pěšec · b4 černý pěšec · d4 bílý pěšec · c3 bílý jezdec · f3 bílý jezdec · a2 bílý pěšec · b2 bílý pěšec · e2 bílý střelec · f2 bílý pěšec · g2 bílý pěšec · h2 bílý pěšec · a1 bílý věž · c1 bílý střelec · d1 bílý dáma · e1 bílý král · h1 bílý věž | a8 černý věž · d8 černý dáma · e8 černý král · f8 černý střelec · h8 černý věž · a7 černý pěšec · b7 černý střelec · d7 černý jezdec · f7 černý pěšec · g7 černý pěšec · h7 černý pěšec · c6 černý pěšec · e6 černý pěšec · f6 černý jezdec · e5 bílý pěšec · b4 černý pěšec · d4 bílý pěšec · c3 bílý jezdec · f3 bílý jezdec · a2 bílý pěšec · b2 bílý pěšec · e2 bílý střelec · f2 bílý pěšec · g2 bílý pěšec · h2 bílý pěšec · a1 bílý věž · c1 bílý střelec · d1 bílý dáma · e1 bílý král · h1 bílý věž | a8 černý věž · d8 černý dáma · e8 černý král · f8 černý střelec · h8 černý věž · a7 černý pěšec · b7 černý střelec · d7 černý jezdec · f7 černý pěšec · g7 černý pěšec · h7 černý pěšec · c6 černý pěšec · e6 černý pěšec · f6 černý jezdec · e5 bílý pěšec · b4 černý pěšec · d4 bílý pěšec · c3 bílý jezdec · f3 bílý jezdec · a2 bílý pěšec · b2 bílý pěšec · e2 bílý střelec · f2 bílý pěšec · g2 bílý pěšec · h2 bílý pěšec · a1 bílý věž · c1 bílý střelec · d1 bílý dáma · e1 bílý král · h1 bílý věž | a8 černý věž · d8 černý dáma · e8 černý král · f8 černý střelec · h8 černý věž · a7 černý pěšec · b7 černý střelec · d7 černý jezdec · f7 černý pěšec · g7 černý pěšec · h7 černý pěšec · c6 černý pěšec · e6 černý pěšec · f6 černý jezdec · e5 bílý pěšec · b4 černý pěšec · d4 bílý pěšec · c3 bílý jezdec · f3 bílý jezdec · a2 bílý pěšec · b2 bílý pěšec · e2 bílý střelec · f2 bílý pěšec · g2 bílý pěšec · h2 bílý pěšec · a1 bílý věž · c1 bílý střelec · d1 bílý dáma · e1 bílý král · h1 bílý věž | a8 černý věž · d8 černý dáma · e8 černý král · f8 černý střelec · h8 černý věž · a7 černý pěšec · b7 černý střelec · d7 černý jezdec · f7 černý pěšec · g7 černý pěšec · h7 černý pěšec · c6 černý pěšec · e6 černý pěšec · f6 černý jezdec · e5 bílý pěšec · b4 černý pěšec · d4 bílý pěšec · c3 bílý jezdec · f3 bílý jezdec · a2 bílý pěšec · b2 bílý pěšec · e2 bílý střelec · f2 bílý pěšec · g2 bílý pěšec · h2 bílý pěšec · a1 bílý věž · c1 bílý střelec · d1 bílý dáma · e1 bílý král · h1 bílý věž | a8 černý věž · d8 černý dáma · e8 černý král · f8 černý střelec · h8 černý věž · a7 černý pěšec · b7 černý střelec · d7 černý jezdec · f7 černý pěšec · g7 černý pěšec · h7 černý pěšec · c6 černý pěšec · e6 černý pěšec · f6 černý jezdec · e5 bílý pěšec · b4 černý pěšec · d4 bílý pěšec · c3 bílý jezdec · f3 bílý jezdec · a2 bílý pěšec · b2 bílý pěšec · e2 bílý střelec · f2 bílý pěšec · g2 bílý pěšec · h2 bílý pěšec · a1 bílý věž · c1 bílý střelec · d1 bílý dáma · e1 bílý král · h1 bílý věž | a8 černý věž · d8 černý dáma · e8 černý král · f8 černý střelec · h8 černý věž · a7 černý pěšec · b7 černý střelec · d7 černý jezdec · f7 černý pěšec · g7 černý pěšec · h7 černý pěšec · c6 černý pěšec · e6 černý pěšec · f6 černý jezdec · e5 bílý pěšec · b4 černý pěšec · d4 bílý pěšec · c3 bílý jezdec · f3 bílý jezdec · a2 bílý pěšec · b2 bílý pěšec · e2 bílý střelec · f2 bílý pěšec · g2 bílý pěšec · h2 bílý pěšec · a1 bílý věž · c1 bílý střelec · d1 bílý dáma · e1 bílý král · h1 bílý věž | 2 |
| 1 | a8 černý věž · d8 černý dáma · e8 černý král · f8 černý střelec · h8 černý věž · a7 černý pěšec · b7 černý střelec · d7 černý jezdec · f7 černý pěšec · g7 černý pěšec · h7 černý pěšec · c6 černý pěšec · e6 černý pěšec · f6 černý jezdec · e5 bílý pěšec · b4 černý pěšec · d4 bílý pěšec · c3 bílý jezdec · f3 bílý jezdec · a2 bílý pěšec · b2 bílý pěšec · e2 bílý střelec · f2 bílý pěšec · g2 bílý pěšec · h2 bílý pěšec · a1 bílý věž · c1 bílý střelec · d1 bílý dáma · e1 bílý král · h1 bílý věž | a8 černý věž · d8 černý dáma · e8 černý král · f8 černý střelec · h8 černý věž · a7 černý pěšec · b7 černý střelec · d7 černý jezdec · f7 černý pěšec · g7 černý pěšec · h7 černý pěšec · c6 černý pěšec · e6 černý pěšec · f6 černý jezdec · e5 bílý pěšec · b4 černý pěšec · d4 bílý pěšec · c3 bílý jezdec · f3 bílý jezdec · a2 bílý pěšec · b2 bílý pěšec · e2 bílý střelec · f2 bílý pěšec · g2 bílý pěšec · h2 bílý pěšec · a1 bílý věž · c1 bílý střelec · d1 bílý dáma · e1 bílý král · h1 bílý věž | a8 černý věž · d8 černý dáma · e8 černý král · f8 černý střelec · h8 černý věž · a7 černý pěšec · b7 černý střelec · d7 černý jezdec · f7 černý pěšec · g7 černý pěšec · h7 černý pěšec · c6 černý pěšec · e6 černý pěšec · f6 černý jezdec · e5 bílý pěšec · b4 černý pěšec · d4 bílý pěšec · c3 bílý jezdec · f3 bílý jezdec · a2 bílý pěšec · b2 bílý pěšec · e2 bílý střelec · f2 bílý pěšec · g2 bílý pěšec · h2 bílý pěšec · a1 bílý věž · c1 bílý střelec · d1 bílý dáma · e1 bílý král · h1 bílý věž | a8 černý věž · d8 černý dáma · e8 černý král · f8 černý střelec · h8 černý věž · a7 černý pěšec · b7 černý střelec · d7 černý jezdec · f7 černý pěšec · g7 černý pěšec · h7 černý pěšec · c6 černý pěšec · e6 černý pěšec · f6 černý jezdec · e5 bílý pěšec · b4 černý pěšec · d4 bílý pěšec · c3 bílý jezdec · f3 bílý jezdec · a2 bílý pěšec · b2 bílý pěšec · e2 bílý střelec · f2 bílý pěšec · g2 bílý pěšec · h2 bílý pěšec · a1 bílý věž · c1 bílý střelec · d1 bílý dáma · e1 bílý král · h1 bílý věž | a8 černý věž · d8 černý dáma · e8 černý král · f8 černý střelec · h8 černý věž · a7 černý pěšec · b7 černý střelec · d7 černý jezdec · f7 černý pěšec · g7 černý pěšec · h7 černý pěšec · c6 černý pěšec · e6 černý pěšec · f6 černý jezdec · e5 bílý pěšec · b4 černý pěšec · d4 bílý pěšec · c3 bílý jezdec · f3 bílý jezdec · a2 bílý pěšec · b2 bílý pěšec · e2 bílý střelec · f2 bílý pěšec · g2 bílý pěšec · h2 bílý pěšec · a1 bílý věž · c1 bílý střelec · d1 bílý dáma · e1 bílý král · h1 bílý věž | a8 černý věž · d8 černý dáma · e8 černý král · f8 černý střelec · h8 černý věž · a7 černý pěšec · b7 černý střelec · d7 černý jezdec · f7 černý pěšec · g7 černý pěšec · h7 černý pěšec · c6 černý pěšec · e6 černý pěšec · f6 černý jezdec · e5 bílý pěšec · b4 černý pěšec · d4 bílý pěšec · c3 bílý jezdec · f3 bílý jezdec · a2 bílý pěšec · b2 bílý pěšec · e2 bílý střelec · f2 bílý pěšec · g2 bílý pěšec · h2 bílý pěšec · a1 bílý věž · c1 bílý střelec · d1 bílý dáma · e1 bílý král · h1 bílý věž | a8 černý věž · d8 černý dáma · e8 černý král · f8 černý střelec · h8 černý věž · a7 černý pěšec · b7 černý střelec · d7 černý jezdec · f7 černý pěšec · g7 černý pěšec · h7 černý pěšec · c6 černý pěšec · e6 černý pěšec · f6 černý jezdec · e5 bílý pěšec · b4 černý pěšec · d4 bílý pěšec · c3 bílý jezdec · f3 bílý jezdec · a2 bílý pěšec · b2 bílý pěšec · e2 bílý střelec · f2 bílý pěšec · g2 bílý pěšec · h2 bílý pěšec · a1 bílý věž · c1 bílý střelec · d1 bílý dáma · e1 bílý král · h1 bílý věž | a8 černý věž · d8 černý dáma · e8 černý král · f8 černý střelec · h8 černý věž · a7 černý pěšec · b7 černý střelec · d7 černý jezdec · f7 černý pěšec · g7 černý pěšec · h7 černý pěšec · c6 černý pěšec · e6 černý pěšec · f6 černý jezdec · e5 bílý pěšec · b4 černý pěšec · d4 bílý pěšec · c3 bílý jezdec · f3 bílý jezdec · a2 bílý pěšec · b2 bílý pěšec · e2 bílý střelec · f2 bílý pěšec · g2 bílý pěšec · h2 bílý pěšec · a1 bílý věž · c1 bílý střelec · d1 bílý dáma · e1 bílý král · h1 bílý věž | 1 |
|   | a | b | c | d | e | f | g | h |   |

Britský velmistr Joe Gallagher přišel s podobnou myšlenkou o půl tahu dříve v partii s Terentievem na turnaji v Lichtenštejnsku v roce 1990: 1. d4 Jf6 2. Sg5 Je4 3. Sf4 c5 4. c3 Db6 5. Db3 cxd4 6. Dxb6 axb6 7. Sxb8? dxc3 8. Se5?? Vxa2! V této chvíli bílý mohl rezignovat, neboť v případě tahu 9. Vxa2, černý proměňuje pěšce 9. ... c2D.
Existuje také několik zahájení, kde oba soupeři vyšlou obětního pěšce na dobyvatelskou výpravu, což nakonec vede k proměně pěšce na obou stranách hned v úvodu hry. Jeden příklad je zobrazen na diagramu vpravo, kdy hra pokračovala 10. ... bxc3 11. exf6 cxb2 12. fxg7 bxa1D 13. gxh8D.
V partii Casper–Heckert z roku 1975 měli oba soupeři proměněného pěšce již v 7. tahu bílého: 1. e4 Jf6 2. Jc3 d5 3. e5 d4 4. exf6 dxc3 5. d4 cxb2 6. fxg7 bxa1D 7. gxh8D.

## Možnosti proměny
V naprosté většině běžných partií bývá pěšec proměněn v dámu, protože to je nejsilnější figura na šachovnici. Tzv. minoritní proměna, tj. v jinou figuru než dámu, se používá spíše v kompozičním šachu. V běžné partii může být příležitostně užitečná proměna v jezdce, zejména když bude proměněná figura současně hrozit šachem. Někdy hráč musí sáhnout k proměně ve věž, aby se vyhnul patu. Proměna ve střelce se v běžné partii takřka nikdy nevyskytuje.
V roce 2006 se v šachové databázi ChessBase (mezi 3 200 000 partiemi převážně velmistrovské a mistrovské úrovně) vyskytovalo kolem 1,5 procenta partií s proměnou pěšce. V těchto partiích (kdy partie s několika proměnami na stejnou figuru uskutečněnými stejným hráčem byly započítány jen jednou) se různé figury na proměnách podílely přibližně následovně:
- dáma – 96,9 %
- jezdec – 1,8 %
- věž – 1,1 %
- střelec – 0,2 %

Z toho vyplývá, že minoritními proměnami jsou asi 3 procenta všech proměn. Ve většině případů však šlo o nevýznamnou změnu volby typu proměněné figury, která neměla na průběh partie vliv. Počet skutečně významných minoritních proměn je ještě mnohem nižší. Příkladem může být mimo jiné právě výše zmíněná Laskerova léčka.
Proměna není omezena na figury, které byly odebrány v průběhu partie. Některé sady šachových figur obsahují jednu dámu od každé barvy navíc, právě pro případ proměny pěšce. Pokud není po ruce další figura dámy, používá se místo ní převrácená věž. Na turnajích však toto není dovoleno, ač se tak často (zejména na nižších úrovních) děje. Další dáma (popř. jiná figura) se vezme z jiné soupravy.

## Proměna vdámu
Ačkoliv jsou proměny pěšce v dámu naprosto nejběžnějším typem proměny, lze mezi nimi nalézt řadu zajímavostí.
|   | a | b | c | d | e | f | g | h |   |
| 8 | a8 černý věž · d8 černý dáma · e8 černý král · f8 černý střelec · h8 bílý dáma · a7 černý pěšec · b7 černý střelec · d7 černý jezdec · f7 černý pěšec · h7 černý pěšec · c6 černý pěšec · e6 černý pěšec · d4 bílý pěšec · f3 bílý jezdec · a2 bílý pěšec · e2 bílý střelec · f2 bílý pěšec · g2 bílý pěšec · h2 bílý pěšec · a1 černý dáma · c1 bílý střelec · d1 bílý dáma · e1 bílý král · h1 bílý věž | a8 černý věž · d8 černý dáma · e8 černý král · f8 černý střelec · h8 bílý dáma · a7 černý pěšec · b7 černý střelec · d7 černý jezdec · f7 černý pěšec · h7 černý pěšec · c6 černý pěšec · e6 černý pěšec · d4 bílý pěšec · f3 bílý jezdec · a2 bílý pěšec · e2 bílý střelec · f2 bílý pěšec · g2 bílý pěšec · h2 bílý pěšec · a1 černý dáma · c1 bílý střelec · d1 bílý dáma · e1 bílý král · h1 bílý věž | a8 černý věž · d8 černý dáma · e8 černý král · f8 černý střelec · h8 bílý dáma · a7 černý pěšec · b7 černý střelec · d7 černý jezdec · f7 černý pěšec · h7 černý pěšec · c6 černý pěšec · e6 černý pěšec · d4 bílý pěšec · f3 bílý jezdec · a2 bílý pěšec · e2 bílý střelec · f2 bílý pěšec · g2 bílý pěšec · h2 bílý pěšec · a1 černý dáma · c1 bílý střelec · d1 bílý dáma · e1 bílý král · h1 bílý věž | a8 černý věž · d8 černý dáma · e8 černý král · f8 černý střelec · h8 bílý dáma · a7 černý pěšec · b7 černý střelec · d7 černý jezdec · f7 černý pěšec · h7 černý pěšec · c6 černý pěšec · e6 černý pěšec · d4 bílý pěšec · f3 bílý jezdec · a2 bílý pěšec · e2 bílý střelec · f2 bílý pěšec · g2 bílý pěšec · h2 bílý pěšec · a1 černý dáma · c1 bílý střelec · d1 bílý dáma · e1 bílý král · h1 bílý věž | a8 černý věž · d8 černý dáma · e8 černý král · f8 černý střelec · h8 bílý dáma · a7 černý pěšec · b7 černý střelec · d7 černý jezdec · f7 černý pěšec · h7 černý pěšec · c6 černý pěšec · e6 černý pěšec · d4 bílý pěšec · f3 bílý jezdec · a2 bílý pěšec · e2 bílý střelec · f2 bílý pěšec · g2 bílý pěšec · h2 bílý pěšec · a1 černý dáma · c1 bílý střelec · d1 bílý dáma · e1 bílý král · h1 bílý věž | a8 černý věž · d8 černý dáma · e8 černý král · f8 černý střelec · h8 bílý dáma · a7 černý pěšec · b7 černý střelec · d7 černý jezdec · f7 černý pěšec · h7 černý pěšec · c6 černý pěšec · e6 černý pěšec · d4 bílý pěšec · f3 bílý jezdec · a2 bílý pěšec · e2 bílý střelec · f2 bílý pěšec · g2 bílý pěšec · h2 bílý pěšec · a1 černý dáma · c1 bílý střelec · d1 bílý dáma · e1 bílý král · h1 bílý věž | a8 černý věž · d8 černý dáma · e8 černý král · f8 černý střelec · h8 bílý dáma · a7 černý pěšec · b7 černý střelec · d7 černý jezdec · f7 černý pěšec · h7 černý pěšec · c6 černý pěšec · e6 černý pěšec · d4 bílý pěšec · f3 bílý jezdec · a2 bílý pěšec · e2 bílý střelec · f2 bílý pěšec · g2 bílý pěšec · h2 bílý pěšec · a1 černý dáma · c1 bílý střelec · d1 bílý dáma · e1 bílý král · h1 bílý věž | a8 černý věž · d8 černý dáma · e8 černý král · f8 černý střelec · h8 bílý dáma · a7 černý pěšec · b7 černý střelec · d7 černý jezdec · f7 černý pěšec · h7 černý pěšec · c6 černý pěšec · e6 černý pěšec · d4 bílý pěšec · f3 bílý jezdec · a2 bílý pěšec · e2 bílý střelec · f2 bílý pěšec · g2 bílý pěšec · h2 bílý pěšec · a1 černý dáma · c1 bílý střelec · d1 bílý dáma · e1 bílý král · h1 bílý věž | 8 |
| 7 | a8 černý věž · d8 černý dáma · e8 černý král · f8 černý střelec · h8 bílý dáma · a7 černý pěšec · b7 černý střelec · d7 černý jezdec · f7 černý pěšec · h7 černý pěšec · c6 černý pěšec · e6 černý pěšec · d4 bílý pěšec · f3 bílý jezdec · a2 bílý pěšec · e2 bílý střelec · f2 bílý pěšec · g2 bílý pěšec · h2 bílý pěšec · a1 černý dáma · c1 bílý střelec · d1 bílý dáma · e1 bílý král · h1 bílý věž | a8 černý věž · d8 černý dáma · e8 černý král · f8 černý střelec · h8 bílý dáma · a7 černý pěšec · b7 černý střelec · d7 černý jezdec · f7 černý pěšec · h7 černý pěšec · c6 černý pěšec · e6 černý pěšec · d4 bílý pěšec · f3 bílý jezdec · a2 bílý pěšec · e2 bílý střelec · f2 bílý pěšec · g2 bílý pěšec · h2 bílý pěšec · a1 černý dáma · c1 bílý střelec · d1 bílý dáma · e1 bílý král · h1 bílý věž | a8 černý věž · d8 černý dáma · e8 černý král · f8 černý střelec · h8 bílý dáma · a7 černý pěšec · b7 černý střelec · d7 černý jezdec · f7 černý pěšec · h7 černý pěšec · c6 černý pěšec · e6 černý pěšec · d4 bílý pěšec · f3 bílý jezdec · a2 bílý pěšec · e2 bílý střelec · f2 bílý pěšec · g2 bílý pěšec · h2 bílý pěšec · a1 černý dáma · c1 bílý střelec · d1 bílý dáma · e1 bílý král · h1 bílý věž | a8 černý věž · d8 černý dáma · e8 černý král · f8 černý střelec · h8 bílý dáma · a7 černý pěšec · b7 černý střelec · d7 černý jezdec · f7 černý pěšec · h7 černý pěšec · c6 černý pěšec · e6 černý pěšec · d4 bílý pěšec · f3 bílý jezdec · a2 bílý pěšec · e2 bílý střelec · f2 bílý pěšec · g2 bílý pěšec · h2 bílý pěšec · a1 černý dáma · c1 bílý střelec · d1 bílý dáma · e1 bílý král · h1 bílý věž | a8 černý věž · d8 černý dáma · e8 černý král · f8 černý střelec · h8 bílý dáma · a7 černý pěšec · b7 černý střelec · d7 černý jezdec · f7 černý pěšec · h7 černý pěšec · c6 černý pěšec · e6 černý pěšec · d4 bílý pěšec · f3 bílý jezdec · a2 bílý pěšec · e2 bílý střelec · f2 bílý pěšec · g2 bílý pěšec · h2 bílý pěšec · a1 černý dáma · c1 bílý střelec · d1 bílý dáma · e1 bílý král · h1 bílý věž | a8 černý věž · d8 černý dáma · e8 černý král · f8 černý střelec · h8 bílý dáma · a7 černý pěšec · b7 černý střelec · d7 černý jezdec · f7 černý pěšec · h7 černý pěšec · c6 černý pěšec · e6 černý pěšec · d4 bílý pěšec · f3 bílý jezdec · a2 bílý pěšec · e2 bílý střelec · f2 bílý pěšec · g2 bílý pěšec · h2 bílý pěšec · a1 černý dáma · c1 bílý střelec · d1 bílý dáma · e1 bílý král · h1 bílý věž | a8 černý věž · d8 černý dáma · e8 černý král · f8 černý střelec · h8 bílý dáma · a7 černý pěšec · b7 černý střelec · d7 černý jezdec · f7 černý pěšec · h7 černý pěšec · c6 černý pěšec · e6 černý pěšec · d4 bílý pěšec · f3 bílý jezdec · a2 bílý pěšec · e2 bílý střelec · f2 bílý pěšec · g2 bílý pěšec · h2 bílý pěšec · a1 černý dáma · c1 bílý střelec · d1 bílý dáma · e1 bílý král · h1 bílý věž | a8 černý věž · d8 černý dáma · e8 černý král · f8 černý střelec · h8 bílý dáma · a7 černý pěšec · b7 černý střelec · d7 černý jezdec · f7 černý pěšec · h7 černý pěšec · c6 černý pěšec · e6 černý pěšec · d4 bílý pěšec · f3 bílý jezdec · a2 bílý pěšec · e2 bílý střelec · f2 bílý pěšec · g2 bílý pěšec · h2 bílý pěšec · a1 černý dáma · c1 bílý střelec · d1 bílý dáma · e1 bílý král · h1 bílý věž | 7 |
| 6 | a8 černý věž · d8 černý dáma · e8 černý král · f8 černý střelec · h8 bílý dáma · a7 černý pěšec · b7 černý střelec · d7 černý jezdec · f7 černý pěšec · h7 černý pěšec · c6 černý pěšec · e6 černý pěšec · d4 bílý pěšec · f3 bílý jezdec · a2 bílý pěšec · e2 bílý střelec · f2 bílý pěšec · g2 bílý pěšec · h2 bílý pěšec · a1 černý dáma · c1 bílý střelec · d1 bílý dáma · e1 bílý král · h1 bílý věž | a8 černý věž · d8 černý dáma · e8 černý král · f8 černý střelec · h8 bílý dáma · a7 černý pěšec · b7 černý střelec · d7 černý jezdec · f7 černý pěšec · h7 černý pěšec · c6 černý pěšec · e6 černý pěšec · d4 bílý pěšec · f3 bílý jezdec · a2 bílý pěšec · e2 bílý střelec · f2 bílý pěšec · g2 bílý pěšec · h2 bílý pěšec · a1 černý dáma · c1 bílý střelec · d1 bílý dáma · e1 bílý král · h1 bílý věž | a8 černý věž · d8 černý dáma · e8 černý král · f8 černý střelec · h8 bílý dáma · a7 černý pěšec · b7 černý střelec · d7 černý jezdec · f7 černý pěšec · h7 černý pěšec · c6 černý pěšec · e6 černý pěšec · d4 bílý pěšec · f3 bílý jezdec · a2 bílý pěšec · e2 bílý střelec · f2 bílý pěšec · g2 bílý pěšec · h2 bílý pěšec · a1 černý dáma · c1 bílý střelec · d1 bílý dáma · e1 bílý král · h1 bílý věž | a8 černý věž · d8 černý dáma · e8 černý král · f8 černý střelec · h8 bílý dáma · a7 černý pěšec · b7 černý střelec · d7 černý jezdec · f7 černý pěšec · h7 černý pěšec · c6 černý pěšec · e6 černý pěšec · d4 bílý pěšec · f3 bílý jezdec · a2 bílý pěšec · e2 bílý střelec · f2 bílý pěšec · g2 bílý pěšec · h2 bílý pěšec · a1 černý dáma · c1 bílý střelec · d1 bílý dáma · e1 bílý král · h1 bílý věž | a8 černý věž · d8 černý dáma · e8 černý král · f8 černý střelec · h8 bílý dáma · a7 černý pěšec · b7 černý střelec · d7 černý jezdec · f7 černý pěšec · h7 černý pěšec · c6 černý pěšec · e6 černý pěšec · d4 bílý pěšec · f3 bílý jezdec · a2 bílý pěšec · e2 bílý střelec · f2 bílý pěšec · g2 bílý pěšec · h2 bílý pěšec · a1 černý dáma · c1 bílý střelec · d1 bílý dáma · e1 bílý král · h1 bílý věž | a8 černý věž · d8 černý dáma · e8 černý král · f8 černý střelec · h8 bílý dáma · a7 černý pěšec · b7 černý střelec · d7 černý jezdec · f7 černý pěšec · h7 černý pěšec · c6 černý pěšec · e6 černý pěšec · d4 bílý pěšec · f3 bílý jezdec · a2 bílý pěšec · e2 bílý střelec · f2 bílý pěšec · g2 bílý pěšec · h2 bílý pěšec · a1 černý dáma · c1 bílý střelec · d1 bílý dáma · e1 bílý král · h1 bílý věž | a8 černý věž · d8 černý dáma · e8 černý král · f8 černý střelec · h8 bílý dáma · a7 černý pěšec · b7 černý střelec · d7 černý jezdec · f7 černý pěšec · h7 černý pěšec · c6 černý pěšec · e6 černý pěšec · d4 bílý pěšec · f3 bílý jezdec · a2 bílý pěšec · e2 bílý střelec · f2 bílý pěšec · g2 bílý pěšec · h2 bílý pěšec · a1 černý dáma · c1 bílý střelec · d1 bílý dáma · e1 bílý král · h1 bílý věž | a8 černý věž · d8 černý dáma · e8 černý král · f8 černý střelec · h8 bílý dáma · a7 černý pěšec · b7 černý střelec · d7 černý jezdec · f7 černý pěšec · h7 černý pěšec · c6 černý pěšec · e6 černý pěšec · d4 bílý pěšec · f3 bílý jezdec · a2 bílý pěšec · e2 bílý střelec · f2 bílý pěšec · g2 bílý pěšec · h2 bílý pěšec · a1 černý dáma · c1 bílý střelec · d1 bílý dáma · e1 bílý král · h1 bílý věž | 6 |
| 5 | a8 černý věž · d8 černý dáma · e8 černý král · f8 černý střelec · h8 bílý dáma · a7 černý pěšec · b7 černý střelec · d7 černý jezdec · f7 černý pěšec · h7 černý pěšec · c6 černý pěšec · e6 černý pěšec · d4 bílý pěšec · f3 bílý jezdec · a2 bílý pěšec · e2 bílý střelec · f2 bílý pěšec · g2 bílý pěšec · h2 bílý pěšec · a1 černý dáma · c1 bílý střelec · d1 bílý dáma · e1 bílý král · h1 bílý věž | a8 černý věž · d8 černý dáma · e8 černý král · f8 černý střelec · h8 bílý dáma · a7 černý pěšec · b7 černý střelec · d7 černý jezdec · f7 černý pěšec · h7 černý pěšec · c6 černý pěšec · e6 černý pěšec · d4 bílý pěšec · f3 bílý jezdec · a2 bílý pěšec · e2 bílý střelec · f2 bílý pěšec · g2 bílý pěšec · h2 bílý pěšec · a1 černý dáma · c1 bílý střelec · d1 bílý dáma · e1 bílý král · h1 bílý věž | a8 černý věž · d8 černý dáma · e8 černý král · f8 černý střelec · h8 bílý dáma · a7 černý pěšec · b7 černý střelec · d7 černý jezdec · f7 černý pěšec · h7 černý pěšec · c6 černý pěšec · e6 černý pěšec · d4 bílý pěšec · f3 bílý jezdec · a2 bílý pěšec · e2 bílý střelec · f2 bílý pěšec · g2 bílý pěšec · h2 bílý pěšec · a1 černý dáma · c1 bílý střelec · d1 bílý dáma · e1 bílý král · h1 bílý věž | a8 černý věž · d8 černý dáma · e8 černý král · f8 černý střelec · h8 bílý dáma · a7 černý pěšec · b7 černý střelec · d7 černý jezdec · f7 černý pěšec · h7 černý pěšec · c6 černý pěšec · e6 černý pěšec · d4 bílý pěšec · f3 bílý jezdec · a2 bílý pěšec · e2 bílý střelec · f2 bílý pěšec · g2 bílý pěšec · h2 bílý pěšec · a1 černý dáma · c1 bílý střelec · d1 bílý dáma · e1 bílý král · h1 bílý věž | a8 černý věž · d8 černý dáma · e8 černý král · f8 černý střelec · h8 bílý dáma · a7 černý pěšec · b7 černý střelec · d7 černý jezdec · f7 černý pěšec · h7 černý pěšec · c6 černý pěšec · e6 černý pěšec · d4 bílý pěšec · f3 bílý jezdec · a2 bílý pěšec · e2 bílý střelec · f2 bílý pěšec · g2 bílý pěšec · h2 bílý pěšec · a1 černý dáma · c1 bílý střelec · d1 bílý dáma · e1 bílý král · h1 bílý věž | a8 černý věž · d8 černý dáma · e8 černý král · f8 černý střelec · h8 bílý dáma · a7 černý pěšec · b7 černý střelec · d7 černý jezdec · f7 černý pěšec · h7 černý pěšec · c6 černý pěšec · e6 černý pěšec · d4 bílý pěšec · f3 bílý jezdec · a2 bílý pěšec · e2 bílý střelec · f2 bílý pěšec · g2 bílý pěšec · h2 bílý pěšec · a1 černý dáma · c1 bílý střelec · d1 bílý dáma · e1 bílý král · h1 bílý věž | a8 černý věž · d8 černý dáma · e8 černý král · f8 černý střelec · h8 bílý dáma · a7 černý pěšec · b7 černý střelec · d7 černý jezdec · f7 černý pěšec · h7 černý pěšec · c6 černý pěšec · e6 černý pěšec · d4 bílý pěšec · f3 bílý jezdec · a2 bílý pěšec · e2 bílý střelec · f2 bílý pěšec · g2 bílý pěšec · h2 bílý pěšec · a1 černý dáma · c1 bílý střelec · d1 bílý dáma · e1 bílý král · h1 bílý věž | a8 černý věž · d8 černý dáma · e8 černý král · f8 černý střelec · h8 bílý dáma · a7 černý pěšec · b7 černý střelec · d7 černý jezdec · f7 černý pěšec · h7 černý pěšec · c6 černý pěšec · e6 černý pěšec · d4 bílý pěšec · f3 bílý jezdec · a2 bílý pěšec · e2 bílý střelec · f2 bílý pěšec · g2 bílý pěšec · h2 bílý pěšec · a1 černý dáma · c1 bílý střelec · d1 bílý dáma · e1 bílý král · h1 bílý věž | 5 |
| 4 | a8 černý věž · d8 černý dáma · e8 černý král · f8 černý střelec · h8 bílý dáma · a7 černý pěšec · b7 černý střelec · d7 černý jezdec · f7 černý pěšec · h7 černý pěšec · c6 černý pěšec · e6 černý pěšec · d4 bílý pěšec · f3 bílý jezdec · a2 bílý pěšec · e2 bílý střelec · f2 bílý pěšec · g2 bílý pěšec · h2 bílý pěšec · a1 černý dáma · c1 bílý střelec · d1 bílý dáma · e1 bílý král · h1 bílý věž | a8 černý věž · d8 černý dáma · e8 černý král · f8 černý střelec · h8 bílý dáma · a7 černý pěšec · b7 černý střelec · d7 černý jezdec · f7 černý pěšec · h7 černý pěšec · c6 černý pěšec · e6 černý pěšec · d4 bílý pěšec · f3 bílý jezdec · a2 bílý pěšec · e2 bílý střelec · f2 bílý pěšec · g2 bílý pěšec · h2 bílý pěšec · a1 černý dáma · c1 bílý střelec · d1 bílý dáma · e1 bílý král · h1 bílý věž | a8 černý věž · d8 černý dáma · e8 černý král · f8 černý střelec · h8 bílý dáma · a7 černý pěšec · b7 černý střelec · d7 černý jezdec · f7 černý pěšec · h7 černý pěšec · c6 černý pěšec · e6 černý pěšec · d4 bílý pěšec · f3 bílý jezdec · a2 bílý pěšec · e2 bílý střelec · f2 bílý pěšec · g2 bílý pěšec · h2 bílý pěšec · a1 černý dáma · c1 bílý střelec · d1 bílý dáma · e1 bílý král · h1 bílý věž | a8 černý věž · d8 černý dáma · e8 černý král · f8 černý střelec · h8 bílý dáma · a7 černý pěšec · b7 černý střelec · d7 černý jezdec · f7 černý pěšec · h7 černý pěšec · c6 černý pěšec · e6 černý pěšec · d4 bílý pěšec · f3 bílý jezdec · a2 bílý pěšec · e2 bílý střelec · f2 bílý pěšec · g2 bílý pěšec · h2 bílý pěšec · a1 černý dáma · c1 bílý střelec · d1 bílý dáma · e1 bílý král · h1 bílý věž | a8 černý věž · d8 černý dáma · e8 černý král · f8 černý střelec · h8 bílý dáma · a7 černý pěšec · b7 černý střelec · d7 černý jezdec · f7 černý pěšec · h7 černý pěšec · c6 černý pěšec · e6 černý pěšec · d4 bílý pěšec · f3 bílý jezdec · a2 bílý pěšec · e2 bílý střelec · f2 bílý pěšec · g2 bílý pěšec · h2 bílý pěšec · a1 černý dáma · c1 bílý střelec · d1 bílý dáma · e1 bílý král · h1 bílý věž | a8 černý věž · d8 černý dáma · e8 černý král · f8 černý střelec · h8 bílý dáma · a7 černý pěšec · b7 černý střelec · d7 černý jezdec · f7 černý pěšec · h7 černý pěšec · c6 černý pěšec · e6 černý pěšec · d4 bílý pěšec · f3 bílý jezdec · a2 bílý pěšec · e2 bílý střelec · f2 bílý pěšec · g2 bílý pěšec · h2 bílý pěšec · a1 černý dáma · c1 bílý střelec · d1 bílý dáma · e1 bílý král · h1 bílý věž | a8 černý věž · d8 černý dáma · e8 černý král · f8 černý střelec · h8 bílý dáma · a7 černý pěšec · b7 černý střelec · d7 černý jezdec · f7 černý pěšec · h7 černý pěšec · c6 černý pěšec · e6 černý pěšec · d4 bílý pěšec · f3 bílý jezdec · a2 bílý pěšec · e2 bílý střelec · f2 bílý pěšec · g2 bílý pěšec · h2 bílý pěšec · a1 černý dáma · c1 bílý střelec · d1 bílý dáma · e1 bílý král · h1 bílý věž | a8 černý věž · d8 černý dáma · e8 černý král · f8 černý střelec · h8 bílý dáma · a7 černý pěšec · b7 černý střelec · d7 černý jezdec · f7 černý pěšec · h7 černý pěšec · c6 černý pěšec · e6 černý pěšec · d4 bílý pěšec · f3 bílý jezdec · a2 bílý pěšec · e2 bílý střelec · f2 bílý pěšec · g2 bílý pěšec · h2 bílý pěšec · a1 černý dáma · c1 bílý střelec · d1 bílý dáma · e1 bílý král · h1 bílý věž | 4 |
| 3 | a8 černý věž · d8 černý dáma · e8 černý král · f8 černý střelec · h8 bílý dáma · a7 černý pěšec · b7 černý střelec · d7 černý jezdec · f7 černý pěšec · h7 černý pěšec · c6 černý pěšec · e6 černý pěšec · d4 bílý pěšec · f3 bílý jezdec · a2 bílý pěšec · e2 bílý střelec · f2 bílý pěšec · g2 bílý pěšec · h2 bílý pěšec · a1 černý dáma · c1 bílý střelec · d1 bílý dáma · e1 bílý král · h1 bílý věž | a8 černý věž · d8 černý dáma · e8 černý král · f8 černý střelec · h8 bílý dáma · a7 černý pěšec · b7 černý střelec · d7 černý jezdec · f7 černý pěšec · h7 černý pěšec · c6 černý pěšec · e6 černý pěšec · d4 bílý pěšec · f3 bílý jezdec · a2 bílý pěšec · e2 bílý střelec · f2 bílý pěšec · g2 bílý pěšec · h2 bílý pěšec · a1 černý dáma · c1 bílý střelec · d1 bílý dáma · e1 bílý král · h1 bílý věž | a8 černý věž · d8 černý dáma · e8 černý král · f8 černý střelec · h8 bílý dáma · a7 černý pěšec · b7 černý střelec · d7 černý jezdec · f7 černý pěšec · h7 černý pěšec · c6 černý pěšec · e6 černý pěšec · d4 bílý pěšec · f3 bílý jezdec · a2 bílý pěšec · e2 bílý střelec · f2 bílý pěšec · g2 bílý pěšec · h2 bílý pěšec · a1 černý dáma · c1 bílý střelec · d1 bílý dáma · e1 bílý král · h1 bílý věž | a8 černý věž · d8 černý dáma · e8 černý král · f8 černý střelec · h8 bílý dáma · a7 černý pěšec · b7 černý střelec · d7 černý jezdec · f7 černý pěšec · h7 černý pěšec · c6 černý pěšec · e6 černý pěšec · d4 bílý pěšec · f3 bílý jezdec · a2 bílý pěšec · e2 bílý střelec · f2 bílý pěšec · g2 bílý pěšec · h2 bílý pěšec · a1 černý dáma · c1 bílý střelec · d1 bílý dáma · e1 bílý král · h1 bílý věž | a8 černý věž · d8 černý dáma · e8 černý král · f8 černý střelec · h8 bílý dáma · a7 černý pěšec · b7 černý střelec · d7 černý jezdec · f7 černý pěšec · h7 černý pěšec · c6 černý pěšec · e6 černý pěšec · d4 bílý pěšec · f3 bílý jezdec · a2 bílý pěšec · e2 bílý střelec · f2 bílý pěšec · g2 bílý pěšec · h2 bílý pěšec · a1 černý dáma · c1 bílý střelec · d1 bílý dáma · e1 bílý král · h1 bílý věž | a8 černý věž · d8 černý dáma · e8 černý král · f8 černý střelec · h8 bílý dáma · a7 černý pěšec · b7 černý střelec · d7 černý jezdec · f7 černý pěšec · h7 černý pěšec · c6 černý pěšec · e6 černý pěšec · d4 bílý pěšec · f3 bílý jezdec · a2 bílý pěšec · e2 bílý střelec · f2 bílý pěšec · g2 bílý pěšec · h2 bílý pěšec · a1 černý dáma · c1 bílý střelec · d1 bílý dáma · e1 bílý král · h1 bílý věž | a8 černý věž · d8 černý dáma · e8 černý král · f8 černý střelec · h8 bílý dáma · a7 černý pěšec · b7 černý střelec · d7 černý jezdec · f7 černý pěšec · h7 černý pěšec · c6 černý pěšec · e6 černý pěšec · d4 bílý pěšec · f3 bílý jezdec · a2 bílý pěšec · e2 bílý střelec · f2 bílý pěšec · g2 bílý pěšec · h2 bílý pěšec · a1 černý dáma · c1 bílý střelec · d1 bílý dáma · e1 bílý král · h1 bílý věž | a8 černý věž · d8 černý dáma · e8 černý král · f8 černý střelec · h8 bílý dáma · a7 černý pěšec · b7 černý střelec · d7 černý jezdec · f7 černý pěšec · h7 černý pěšec · c6 černý pěšec · e6 černý pěšec · d4 bílý pěšec · f3 bílý jezdec · a2 bílý pěšec · e2 bílý střelec · f2 bílý pěšec · g2 bílý pěšec · h2 bílý pěšec · a1 černý dáma · c1 bílý střelec · d1 bílý dáma · e1 bílý král · h1 bílý věž | 3 |
| 2 | a8 černý věž · d8 černý dáma · e8 černý král · f8 černý střelec · h8 bílý dáma · a7 černý pěšec · b7 černý střelec · d7 černý jezdec · f7 černý pěšec · h7 černý pěšec · c6 černý pěšec · e6 černý pěšec · d4 bílý pěšec · f3 bílý jezdec · a2 bílý pěšec · e2 bílý střelec · f2 bílý pěšec · g2 bílý pěšec · h2 bílý pěšec · a1 černý dáma · c1 bílý střelec · d1 bílý dáma · e1 bílý král · h1 bílý věž | a8 černý věž · d8 černý dáma · e8 černý král · f8 černý střelec · h8 bílý dáma · a7 černý pěšec · b7 černý střelec · d7 černý jezdec · f7 černý pěšec · h7 černý pěšec · c6 černý pěšec · e6 černý pěšec · d4 bílý pěšec · f3 bílý jezdec · a2 bílý pěšec · e2 bílý střelec · f2 bílý pěšec · g2 bílý pěšec · h2 bílý pěšec · a1 černý dáma · c1 bílý střelec · d1 bílý dáma · e1 bílý král · h1 bílý věž | a8 černý věž · d8 černý dáma · e8 černý král · f8 černý střelec · h8 bílý dáma · a7 černý pěšec · b7 černý střelec · d7 černý jezdec · f7 černý pěšec · h7 černý pěšec · c6 černý pěšec · e6 černý pěšec · d4 bílý pěšec · f3 bílý jezdec · a2 bílý pěšec · e2 bílý střelec · f2 bílý pěšec · g2 bílý pěšec · h2 bílý pěšec · a1 černý dáma · c1 bílý střelec · d1 bílý dáma · e1 bílý král · h1 bílý věž | a8 černý věž · d8 černý dáma · e8 černý král · f8 černý střelec · h8 bílý dáma · a7 černý pěšec · b7 černý střelec · d7 černý jezdec · f7 černý pěšec · h7 černý pěšec · c6 černý pěšec · e6 černý pěšec · d4 bílý pěšec · f3 bílý jezdec · a2 bílý pěšec · e2 bílý střelec · f2 bílý pěšec · g2 bílý pěšec · h2 bílý pěšec · a1 černý dáma · c1 bílý střelec · d1 bílý dáma · e1 bílý král · h1 bílý věž | a8 černý věž · d8 černý dáma · e8 černý král · f8 černý střelec · h8 bílý dáma · a7 černý pěšec · b7 černý střelec · d7 černý jezdec · f7 černý pěšec · h7 černý pěšec · c6 černý pěšec · e6 černý pěšec · d4 bílý pěšec · f3 bílý jezdec · a2 bílý pěšec · e2 bílý střelec · f2 bílý pěšec · g2 bílý pěšec · h2 bílý pěšec · a1 černý dáma · c1 bílý střelec · d1 bílý dáma · e1 bílý král · h1 bílý věž | a8 černý věž · d8 černý dáma · e8 černý král · f8 černý střelec · h8 bílý dáma · a7 černý pěšec · b7 černý střelec · d7 černý jezdec · f7 černý pěšec · h7 černý pěšec · c6 černý pěšec · e6 černý pěšec · d4 bílý pěšec · f3 bílý jezdec · a2 bílý pěšec · e2 bílý střelec · f2 bílý pěšec · g2 bílý pěšec · h2 bílý pěšec · a1 černý dáma · c1 bílý střelec · d1 bílý dáma · e1 bílý král · h1 bílý věž | a8 černý věž · d8 černý dáma · e8 černý král · f8 černý střelec · h8 bílý dáma · a7 černý pěšec · b7 černý střelec · d7 černý jezdec · f7 černý pěšec · h7 černý pěšec · c6 černý pěšec · e6 černý pěšec · d4 bílý pěšec · f3 bílý jezdec · a2 bílý pěšec · e2 bílý střelec · f2 bílý pěšec · g2 bílý pěšec · h2 bílý pěšec · a1 černý dáma · c1 bílý střelec · d1 bílý dáma · e1 bílý král · h1 bílý věž | a8 černý věž · d8 černý dáma · e8 černý král · f8 černý střelec · h8 bílý dáma · a7 černý pěšec · b7 černý střelec · d7 černý jezdec · f7 černý pěšec · h7 černý pěšec · c6 černý pěšec · e6 černý pěšec · d4 bílý pěšec · f3 bílý jezdec · a2 bílý pěšec · e2 bílý střelec · f2 bílý pěšec · g2 bílý pěšec · h2 bílý pěšec · a1 černý dáma · c1 bílý střelec · d1 bílý dáma · e1 bílý král · h1 bílý věž | 2 |
| 1 | a8 černý věž · d8 černý dáma · e8 černý král · f8 černý střelec · h8 bílý dáma · a7 černý pěšec · b7 černý střelec · d7 černý jezdec · f7 černý pěšec · h7 černý pěšec · c6 černý pěšec · e6 černý pěšec · d4 bílý pěšec · f3 bílý jezdec · a2 bílý pěšec · e2 bílý střelec · f2 bílý pěšec · g2 bílý pěšec · h2 bílý pěšec · a1 černý dáma · c1 bílý střelec · d1 bílý dáma · e1 bílý král · h1 bílý věž | a8 černý věž · d8 černý dáma · e8 černý král · f8 černý střelec · h8 bílý dáma · a7 černý pěšec · b7 černý střelec · d7 černý jezdec · f7 černý pěšec · h7 černý pěšec · c6 černý pěšec · e6 černý pěšec · d4 bílý pěšec · f3 bílý jezdec · a2 bílý pěšec · e2 bílý střelec · f2 bílý pěšec · g2 bílý pěšec · h2 bílý pěšec · a1 černý dáma · c1 bílý střelec · d1 bílý dáma · e1 bílý král · h1 bílý věž | a8 černý věž · d8 černý dáma · e8 černý král · f8 černý střelec · h8 bílý dáma · a7 černý pěšec · b7 černý střelec · d7 černý jezdec · f7 černý pěšec · h7 černý pěšec · c6 černý pěšec · e6 černý pěšec · d4 bílý pěšec · f3 bílý jezdec · a2 bílý pěšec · e2 bílý střelec · f2 bílý pěšec · g2 bílý pěšec · h2 bílý pěšec · a1 černý dáma · c1 bílý střelec · d1 bílý dáma · e1 bílý král · h1 bílý věž | a8 černý věž · d8 černý dáma · e8 černý král · f8 černý střelec · h8 bílý dáma · a7 černý pěšec · b7 černý střelec · d7 černý jezdec · f7 černý pěšec · h7 černý pěšec · c6 černý pěšec · e6 černý pěšec · d4 bílý pěšec · f3 bílý jezdec · a2 bílý pěšec · e2 bílý střelec · f2 bílý pěšec · g2 bílý pěšec · h2 bílý pěšec · a1 černý dáma · c1 bílý střelec · d1 bílý dáma · e1 bílý král · h1 bílý věž | a8 černý věž · d8 černý dáma · e8 černý král · f8 černý střelec · h8 bílý dáma · a7 černý pěšec · b7 černý střelec · d7 černý jezdec · f7 černý pěšec · h7 černý pěšec · c6 černý pěšec · e6 černý pěšec · d4 bílý pěšec · f3 bílý jezdec · a2 bílý pěšec · e2 bílý střelec · f2 bílý pěšec · g2 bílý pěšec · h2 bílý pěšec · a1 černý dáma · c1 bílý střelec · d1 bílý dáma · e1 bílý král · h1 bílý věž | a8 černý věž · d8 černý dáma · e8 černý král · f8 černý střelec · h8 bílý dáma · a7 černý pěšec · b7 černý střelec · d7 černý jezdec · f7 černý pěšec · h7 černý pěšec · c6 černý pěšec · e6 černý pěšec · d4 bílý pěšec · f3 bílý jezdec · a2 bílý pěšec · e2 bílý střelec · f2 bílý pěšec · g2 bílý pěšec · h2 bílý pěšec · a1 černý dáma · c1 bílý střelec · d1 bílý dáma · e1 bílý král · h1 bílý věž | a8 černý věž · d8 černý dáma · e8 černý král · f8 černý střelec · h8 bílý dáma · a7 černý pěšec · b7 černý střelec · d7 černý jezdec · f7 černý pěšec · h7 černý pěšec · c6 černý pěšec · e6 černý pěšec · d4 bílý pěšec · f3 bílý jezdec · a2 bílý pěšec · e2 bílý střelec · f2 bílý pěšec · g2 bílý pěšec · h2 bílý pěšec · a1 černý dáma · c1 bílý střelec · d1 bílý dáma · e1 bílý král · h1 bílý věž | a8 černý věž · d8 černý dáma · e8 černý král · f8 černý střelec · h8 bílý dáma · a7 černý pěšec · b7 černý střelec · d7 černý jezdec · f7 černý pěšec · h7 černý pěšec · c6 černý pěšec · e6 černý pěšec · d4 bílý pěšec · f3 bílý jezdec · a2 bílý pěšec · e2 bílý střelec · f2 bílý pěšec · g2 bílý pěšec · h2 bílý pěšec · a1 černý dáma · c1 bílý střelec · d1 bílý dáma · e1 bílý král · h1 bílý věž | 1 |
|   | a | b | c | d | e | f | g | h |   |

|   | a | b | c | d | e | f | g | h |   |
| 8 | d8 černý věž · a7 černý pěšec · b7 černý král · f7 černý pěšec · g7 černý střelec · c6 černý pěšec · e6 černý pěšec · g6 černý dáma · a5 černý dáma · c5 bílý střelec · d5 černý jezdec · d4 bílý pěšec · a3 bílý dáma · f3 bílý dáma · a2 bílý pěšec · f2 bílý pěšec · g2 bílý pěšec · h2 bílý pěšec · e1 bílý věž · f1 bílý střelec · g1 bílý král | d8 černý věž · a7 černý pěšec · b7 černý král · f7 černý pěšec · g7 černý střelec · c6 černý pěšec · e6 černý pěšec · g6 černý dáma · a5 černý dáma · c5 bílý střelec · d5 černý jezdec · d4 bílý pěšec · a3 bílý dáma · f3 bílý dáma · a2 bílý pěšec · f2 bílý pěšec · g2 bílý pěšec · h2 bílý pěšec · e1 bílý věž · f1 bílý střelec · g1 bílý král | d8 černý věž · a7 černý pěšec · b7 černý král · f7 černý pěšec · g7 černý střelec · c6 černý pěšec · e6 černý pěšec · g6 černý dáma · a5 černý dáma · c5 bílý střelec · d5 černý jezdec · d4 bílý pěšec · a3 bílý dáma · f3 bílý dáma · a2 bílý pěšec · f2 bílý pěšec · g2 bílý pěšec · h2 bílý pěšec · e1 bílý věž · f1 bílý střelec · g1 bílý král | d8 černý věž · a7 černý pěšec · b7 černý král · f7 černý pěšec · g7 černý střelec · c6 černý pěšec · e6 černý pěšec · g6 černý dáma · a5 černý dáma · c5 bílý střelec · d5 černý jezdec · d4 bílý pěšec · a3 bílý dáma · f3 bílý dáma · a2 bílý pěšec · f2 bílý pěšec · g2 bílý pěšec · h2 bílý pěšec · e1 bílý věž · f1 bílý střelec · g1 bílý král | d8 černý věž · a7 černý pěšec · b7 černý král · f7 černý pěšec · g7 černý střelec · c6 černý pěšec · e6 černý pěšec · g6 černý dáma · a5 černý dáma · c5 bílý střelec · d5 černý jezdec · d4 bílý pěšec · a3 bílý dáma · f3 bílý dáma · a2 bílý pěšec · f2 bílý pěšec · g2 bílý pěšec · h2 bílý pěšec · e1 bílý věž · f1 bílý střelec · g1 bílý král | d8 černý věž · a7 černý pěšec · b7 černý král · f7 černý pěšec · g7 černý střelec · c6 černý pěšec · e6 černý pěšec · g6 černý dáma · a5 černý dáma · c5 bílý střelec · d5 černý jezdec · d4 bílý pěšec · a3 bílý dáma · f3 bílý dáma · a2 bílý pěšec · f2 bílý pěšec · g2 bílý pěšec · h2 bílý pěšec · e1 bílý věž · f1 bílý střelec · g1 bílý král | d8 černý věž · a7 černý pěšec · b7 černý král · f7 černý pěšec · g7 černý střelec · c6 černý pěšec · e6 černý pěšec · g6 černý dáma · a5 černý dáma · c5 bílý střelec · d5 černý jezdec · d4 bílý pěšec · a3 bílý dáma · f3 bílý dáma · a2 bílý pěšec · f2 bílý pěšec · g2 bílý pěšec · h2 bílý pěšec · e1 bílý věž · f1 bílý střelec · g1 bílý král | d8 černý věž · a7 černý pěšec · b7 černý král · f7 černý pěšec · g7 černý střelec · c6 černý pěšec · e6 černý pěšec · g6 černý dáma · a5 černý dáma · c5 bílý střelec · d5 černý jezdec · d4 bílý pěšec · a3 bílý dáma · f3 bílý dáma · a2 bílý pěšec · f2 bílý pěšec · g2 bílý pěšec · h2 bílý pěšec · e1 bílý věž · f1 bílý střelec · g1 bílý král | 8 |
| 7 | d8 černý věž · a7 černý pěšec · b7 černý král · f7 černý pěšec · g7 černý střelec · c6 černý pěšec · e6 černý pěšec · g6 černý dáma · a5 černý dáma · c5 bílý střelec · d5 černý jezdec · d4 bílý pěšec · a3 bílý dáma · f3 bílý dáma · a2 bílý pěšec · f2 bílý pěšec · g2 bílý pěšec · h2 bílý pěšec · e1 bílý věž · f1 bílý střelec · g1 bílý král | d8 černý věž · a7 černý pěšec · b7 černý král · f7 černý pěšec · g7 černý střelec · c6 černý pěšec · e6 černý pěšec · g6 černý dáma · a5 černý dáma · c5 bílý střelec · d5 černý jezdec · d4 bílý pěšec · a3 bílý dáma · f3 bílý dáma · a2 bílý pěšec · f2 bílý pěšec · g2 bílý pěšec · h2 bílý pěšec · e1 bílý věž · f1 bílý střelec · g1 bílý král | d8 černý věž · a7 černý pěšec · b7 černý král · f7 černý pěšec · g7 černý střelec · c6 černý pěšec · e6 černý pěšec · g6 černý dáma · a5 černý dáma · c5 bílý střelec · d5 černý jezdec · d4 bílý pěšec · a3 bílý dáma · f3 bílý dáma · a2 bílý pěšec · f2 bílý pěšec · g2 bílý pěšec · h2 bílý pěšec · e1 bílý věž · f1 bílý střelec · g1 bílý král | d8 černý věž · a7 černý pěšec · b7 černý král · f7 černý pěšec · g7 černý střelec · c6 černý pěšec · e6 černý pěšec · g6 černý dáma · a5 černý dáma · c5 bílý střelec · d5 černý jezdec · d4 bílý pěšec · a3 bílý dáma · f3 bílý dáma · a2 bílý pěšec · f2 bílý pěšec · g2 bílý pěšec · h2 bílý pěšec · e1 bílý věž · f1 bílý střelec · g1 bílý král | d8 černý věž · a7 černý pěšec · b7 černý král · f7 černý pěšec · g7 černý střelec · c6 černý pěšec · e6 černý pěšec · g6 černý dáma · a5 černý dáma · c5 bílý střelec · d5 černý jezdec · d4 bílý pěšec · a3 bílý dáma · f3 bílý dáma · a2 bílý pěšec · f2 bílý pěšec · g2 bílý pěšec · h2 bílý pěšec · e1 bílý věž · f1 bílý střelec · g1 bílý král | d8 černý věž · a7 černý pěšec · b7 černý král · f7 černý pěšec · g7 černý střelec · c6 černý pěšec · e6 černý pěšec · g6 černý dáma · a5 černý dáma · c5 bílý střelec · d5 černý jezdec · d4 bílý pěšec · a3 bílý dáma · f3 bílý dáma · a2 bílý pěšec · f2 bílý pěšec · g2 bílý pěšec · h2 bílý pěšec · e1 bílý věž · f1 bílý střelec · g1 bílý král | d8 černý věž · a7 černý pěšec · b7 černý král · f7 černý pěšec · g7 černý střelec · c6 černý pěšec · e6 černý pěšec · g6 černý dáma · a5 černý dáma · c5 bílý střelec · d5 černý jezdec · d4 bílý pěšec · a3 bílý dáma · f3 bílý dáma · a2 bílý pěšec · f2 bílý pěšec · g2 bílý pěšec · h2 bílý pěšec · e1 bílý věž · f1 bílý střelec · g1 bílý král | d8 černý věž · a7 černý pěšec · b7 černý král · f7 černý pěšec · g7 černý střelec · c6 černý pěšec · e6 černý pěšec · g6 černý dáma · a5 černý dáma · c5 bílý střelec · d5 černý jezdec · d4 bílý pěšec · a3 bílý dáma · f3 bílý dáma · a2 bílý pěšec · f2 bílý pěšec · g2 bílý pěšec · h2 bílý pěšec · e1 bílý věž · f1 bílý střelec · g1 bílý král | 7 |
| 6 | d8 černý věž · a7 černý pěšec · b7 černý král · f7 černý pěšec · g7 černý střelec · c6 černý pěšec · e6 černý pěšec · g6 černý dáma · a5 černý dáma · c5 bílý střelec · d5 černý jezdec · d4 bílý pěšec · a3 bílý dáma · f3 bílý dáma · a2 bílý pěšec · f2 bílý pěšec · g2 bílý pěšec · h2 bílý pěšec · e1 bílý věž · f1 bílý střelec · g1 bílý král | d8 černý věž · a7 černý pěšec · b7 černý král · f7 černý pěšec · g7 černý střelec · c6 černý pěšec · e6 černý pěšec · g6 černý dáma · a5 černý dáma · c5 bílý střelec · d5 černý jezdec · d4 bílý pěšec · a3 bílý dáma · f3 bílý dáma · a2 bílý pěšec · f2 bílý pěšec · g2 bílý pěšec · h2 bílý pěšec · e1 bílý věž · f1 bílý střelec · g1 bílý král | d8 černý věž · a7 černý pěšec · b7 černý král · f7 černý pěšec · g7 černý střelec · c6 černý pěšec · e6 černý pěšec · g6 černý dáma · a5 černý dáma · c5 bílý střelec · d5 černý jezdec · d4 bílý pěšec · a3 bílý dáma · f3 bílý dáma · a2 bílý pěšec · f2 bílý pěšec · g2 bílý pěšec · h2 bílý pěšec · e1 bílý věž · f1 bílý střelec · g1 bílý král | d8 černý věž · a7 černý pěšec · b7 černý král · f7 černý pěšec · g7 černý střelec · c6 černý pěšec · e6 černý pěšec · g6 černý dáma · a5 černý dáma · c5 bílý střelec · d5 černý jezdec · d4 bílý pěšec · a3 bílý dáma · f3 bílý dáma · a2 bílý pěšec · f2 bílý pěšec · g2 bílý pěšec · h2 bílý pěšec · e1 bílý věž · f1 bílý střelec · g1 bílý král | d8 černý věž · a7 černý pěšec · b7 černý král · f7 černý pěšec · g7 černý střelec · c6 černý pěšec · e6 černý pěšec · g6 černý dáma · a5 černý dáma · c5 bílý střelec · d5 černý jezdec · d4 bílý pěšec · a3 bílý dáma · f3 bílý dáma · a2 bílý pěšec · f2 bílý pěšec · g2 bílý pěšec · h2 bílý pěšec · e1 bílý věž · f1 bílý střelec · g1 bílý král | d8 černý věž · a7 černý pěšec · b7 černý král · f7 černý pěšec · g7 černý střelec · c6 černý pěšec · e6 černý pěšec · g6 černý dáma · a5 černý dáma · c5 bílý střelec · d5 černý jezdec · d4 bílý pěšec · a3 bílý dáma · f3 bílý dáma · a2 bílý pěšec · f2 bílý pěšec · g2 bílý pěšec · h2 bílý pěšec · e1 bílý věž · f1 bílý střelec · g1 bílý král | d8 černý věž · a7 černý pěšec · b7 černý král · f7 černý pěšec · g7 černý střelec · c6 černý pěšec · e6 černý pěšec · g6 černý dáma · a5 černý dáma · c5 bílý střelec · d5 černý jezdec · d4 bílý pěšec · a3 bílý dáma · f3 bílý dáma · a2 bílý pěšec · f2 bílý pěšec · g2 bílý pěšec · h2 bílý pěšec · e1 bílý věž · f1 bílý střelec · g1 bílý král | d8 černý věž · a7 černý pěšec · b7 černý král · f7 černý pěšec · g7 černý střelec · c6 černý pěšec · e6 černý pěšec · g6 černý dáma · a5 černý dáma · c5 bílý střelec · d5 černý jezdec · d4 bílý pěšec · a3 bílý dáma · f3 bílý dáma · a2 bílý pěšec · f2 bílý pěšec · g2 bílý pěšec · h2 bílý pěšec · e1 bílý věž · f1 bílý střelec · g1 bílý král | 6 |
| 5 | d8 černý věž · a7 černý pěšec · b7 černý král · f7 černý pěšec · g7 černý střelec · c6 černý pěšec · e6 černý pěšec · g6 černý dáma · a5 černý dáma · c5 bílý střelec · d5 černý jezdec · d4 bílý pěšec · a3 bílý dáma · f3 bílý dáma · a2 bílý pěšec · f2 bílý pěšec · g2 bílý pěšec · h2 bílý pěšec · e1 bílý věž · f1 bílý střelec · g1 bílý král | d8 černý věž · a7 černý pěšec · b7 černý král · f7 černý pěšec · g7 černý střelec · c6 černý pěšec · e6 černý pěšec · g6 černý dáma · a5 černý dáma · c5 bílý střelec · d5 černý jezdec · d4 bílý pěšec · a3 bílý dáma · f3 bílý dáma · a2 bílý pěšec · f2 bílý pěšec · g2 bílý pěšec · h2 bílý pěšec · e1 bílý věž · f1 bílý střelec · g1 bílý král | d8 černý věž · a7 černý pěšec · b7 černý král · f7 černý pěšec · g7 černý střelec · c6 černý pěšec · e6 černý pěšec · g6 černý dáma · a5 černý dáma · c5 bílý střelec · d5 černý jezdec · d4 bílý pěšec · a3 bílý dáma · f3 bílý dáma · a2 bílý pěšec · f2 bílý pěšec · g2 bílý pěšec · h2 bílý pěšec · e1 bílý věž · f1 bílý střelec · g1 bílý král | d8 černý věž · a7 černý pěšec · b7 černý král · f7 černý pěšec · g7 černý střelec · c6 černý pěšec · e6 černý pěšec · g6 černý dáma · a5 černý dáma · c5 bílý střelec · d5 černý jezdec · d4 bílý pěšec · a3 bílý dáma · f3 bílý dáma · a2 bílý pěšec · f2 bílý pěšec · g2 bílý pěšec · h2 bílý pěšec · e1 bílý věž · f1 bílý střelec · g1 bílý král | d8 černý věž · a7 černý pěšec · b7 černý král · f7 černý pěšec · g7 černý střelec · c6 černý pěšec · e6 černý pěšec · g6 černý dáma · a5 černý dáma · c5 bílý střelec · d5 černý jezdec · d4 bílý pěšec · a3 bílý dáma · f3 bílý dáma · a2 bílý pěšec · f2 bílý pěšec · g2 bílý pěšec · h2 bílý pěšec · e1 bílý věž · f1 bílý střelec · g1 bílý král | d8 černý věž · a7 černý pěšec · b7 černý král · f7 černý pěšec · g7 černý střelec · c6 černý pěšec · e6 černý pěšec · g6 černý dáma · a5 černý dáma · c5 bílý střelec · d5 černý jezdec · d4 bílý pěšec · a3 bílý dáma · f3 bílý dáma · a2 bílý pěšec · f2 bílý pěšec · g2 bílý pěšec · h2 bílý pěšec · e1 bílý věž · f1 bílý střelec · g1 bílý král | d8 černý věž · a7 černý pěšec · b7 černý král · f7 černý pěšec · g7 černý střelec · c6 černý pěšec · e6 černý pěšec · g6 černý dáma · a5 černý dáma · c5 bílý střelec · d5 černý jezdec · d4 bílý pěšec · a3 bílý dáma · f3 bílý dáma · a2 bílý pěšec · f2 bílý pěšec · g2 bílý pěšec · h2 bílý pěšec · e1 bílý věž · f1 bílý střelec · g1 bílý král | d8 černý věž · a7 černý pěšec · b7 černý král · f7 černý pěšec · g7 černý střelec · c6 černý pěšec · e6 černý pěšec · g6 černý dáma · a5 černý dáma · c5 bílý střelec · d5 černý jezdec · d4 bílý pěšec · a3 bílý dáma · f3 bílý dáma · a2 bílý pěšec · f2 bílý pěšec · g2 bílý pěšec · h2 bílý pěšec · e1 bílý věž · f1 bílý střelec · g1 bílý král | 5 |
| 4 | d8 černý věž · a7 černý pěšec · b7 černý král · f7 černý pěšec · g7 černý střelec · c6 černý pěšec · e6 černý pěšec · g6 černý dáma · a5 černý dáma · c5 bílý střelec · d5 černý jezdec · d4 bílý pěšec · a3 bílý dáma · f3 bílý dáma · a2 bílý pěšec · f2 bílý pěšec · g2 bílý pěšec · h2 bílý pěšec · e1 bílý věž · f1 bílý střelec · g1 bílý král | d8 černý věž · a7 černý pěšec · b7 černý král · f7 černý pěšec · g7 černý střelec · c6 černý pěšec · e6 černý pěšec · g6 černý dáma · a5 černý dáma · c5 bílý střelec · d5 černý jezdec · d4 bílý pěšec · a3 bílý dáma · f3 bílý dáma · a2 bílý pěšec · f2 bílý pěšec · g2 bílý pěšec · h2 bílý pěšec · e1 bílý věž · f1 bílý střelec · g1 bílý král | d8 černý věž · a7 černý pěšec · b7 černý král · f7 černý pěšec · g7 černý střelec · c6 černý pěšec · e6 černý pěšec · g6 černý dáma · a5 černý dáma · c5 bílý střelec · d5 černý jezdec · d4 bílý pěšec · a3 bílý dáma · f3 bílý dáma · a2 bílý pěšec · f2 bílý pěšec · g2 bílý pěšec · h2 bílý pěšec · e1 bílý věž · f1 bílý střelec · g1 bílý král | d8 černý věž · a7 černý pěšec · b7 černý král · f7 černý pěšec · g7 černý střelec · c6 černý pěšec · e6 černý pěšec · g6 černý dáma · a5 černý dáma · c5 bílý střelec · d5 černý jezdec · d4 bílý pěšec · a3 bílý dáma · f3 bílý dáma · a2 bílý pěšec · f2 bílý pěšec · g2 bílý pěšec · h2 bílý pěšec · e1 bílý věž · f1 bílý střelec · g1 bílý král | d8 černý věž · a7 černý pěšec · b7 černý král · f7 černý pěšec · g7 černý střelec · c6 černý pěšec · e6 černý pěšec · g6 černý dáma · a5 černý dáma · c5 bílý střelec · d5 černý jezdec · d4 bílý pěšec · a3 bílý dáma · f3 bílý dáma · a2 bílý pěšec · f2 bílý pěšec · g2 bílý pěšec · h2 bílý pěšec · e1 bílý věž · f1 bílý střelec · g1 bílý král | d8 černý věž · a7 černý pěšec · b7 černý král · f7 černý pěšec · g7 černý střelec · c6 černý pěšec · e6 černý pěšec · g6 černý dáma · a5 černý dáma · c5 bílý střelec · d5 černý jezdec · d4 bílý pěšec · a3 bílý dáma · f3 bílý dáma · a2 bílý pěšec · f2 bílý pěšec · g2 bílý pěšec · h2 bílý pěšec · e1 bílý věž · f1 bílý střelec · g1 bílý král | d8 černý věž · a7 černý pěšec · b7 černý král · f7 černý pěšec · g7 černý střelec · c6 černý pěšec · e6 černý pěšec · g6 černý dáma · a5 černý dáma · c5 bílý střelec · d5 černý jezdec · d4 bílý pěšec · a3 bílý dáma · f3 bílý dáma · a2 bílý pěšec · f2 bílý pěšec · g2 bílý pěšec · h2 bílý pěšec · e1 bílý věž · f1 bílý střelec · g1 bílý král | d8 černý věž · a7 černý pěšec · b7 černý král · f7 černý pěšec · g7 černý střelec · c6 černý pěšec · e6 černý pěšec · g6 černý dáma · a5 černý dáma · c5 bílý střelec · d5 černý jezdec · d4 bílý pěšec · a3 bílý dáma · f3 bílý dáma · a2 bílý pěšec · f2 bílý pěšec · g2 bílý pěšec · h2 bílý pěšec · e1 bílý věž · f1 bílý střelec · g1 bílý král | 4 |
| 3 | d8 černý věž · a7 černý pěšec · b7 černý král · f7 černý pěšec · g7 černý střelec · c6 černý pěšec · e6 černý pěšec · g6 černý dáma · a5 černý dáma · c5 bílý střelec · d5 černý jezdec · d4 bílý pěšec · a3 bílý dáma · f3 bílý dáma · a2 bílý pěšec · f2 bílý pěšec · g2 bílý pěšec · h2 bílý pěšec · e1 bílý věž · f1 bílý střelec · g1 bílý král | d8 černý věž · a7 černý pěšec · b7 černý král · f7 černý pěšec · g7 černý střelec · c6 černý pěšec · e6 černý pěšec · g6 černý dáma · a5 černý dáma · c5 bílý střelec · d5 černý jezdec · d4 bílý pěšec · a3 bílý dáma · f3 bílý dáma · a2 bílý pěšec · f2 bílý pěšec · g2 bílý pěšec · h2 bílý pěšec · e1 bílý věž · f1 bílý střelec · g1 bílý král | d8 černý věž · a7 černý pěšec · b7 černý král · f7 černý pěšec · g7 černý střelec · c6 černý pěšec · e6 černý pěšec · g6 černý dáma · a5 černý dáma · c5 bílý střelec · d5 černý jezdec · d4 bílý pěšec · a3 bílý dáma · f3 bílý dáma · a2 bílý pěšec · f2 bílý pěšec · g2 bílý pěšec · h2 bílý pěšec · e1 bílý věž · f1 bílý střelec · g1 bílý král | d8 černý věž · a7 černý pěšec · b7 černý král · f7 černý pěšec · g7 černý střelec · c6 černý pěšec · e6 černý pěšec · g6 černý dáma · a5 černý dáma · c5 bílý střelec · d5 černý jezdec · d4 bílý pěšec · a3 bílý dáma · f3 bílý dáma · a2 bílý pěšec · f2 bílý pěšec · g2 bílý pěšec · h2 bílý pěšec · e1 bílý věž · f1 bílý střelec · g1 bílý král | d8 černý věž · a7 černý pěšec · b7 černý král · f7 černý pěšec · g7 černý střelec · c6 černý pěšec · e6 černý pěšec · g6 černý dáma · a5 černý dáma · c5 bílý střelec · d5 černý jezdec · d4 bílý pěšec · a3 bílý dáma · f3 bílý dáma · a2 bílý pěšec · f2 bílý pěšec · g2 bílý pěšec · h2 bílý pěšec · e1 bílý věž · f1 bílý střelec · g1 bílý král | d8 černý věž · a7 černý pěšec · b7 černý král · f7 černý pěšec · g7 černý střelec · c6 černý pěšec · e6 černý pěšec · g6 černý dáma · a5 černý dáma · c5 bílý střelec · d5 černý jezdec · d4 bílý pěšec · a3 bílý dáma · f3 bílý dáma · a2 bílý pěšec · f2 bílý pěšec · g2 bílý pěšec · h2 bílý pěšec · e1 bílý věž · f1 bílý střelec · g1 bílý král | d8 černý věž · a7 černý pěšec · b7 černý král · f7 černý pěšec · g7 černý střelec · c6 černý pěšec · e6 černý pěšec · g6 černý dáma · a5 černý dáma · c5 bílý střelec · d5 černý jezdec · d4 bílý pěšec · a3 bílý dáma · f3 bílý dáma · a2 bílý pěšec · f2 bílý pěšec · g2 bílý pěšec · h2 bílý pěšec · e1 bílý věž · f1 bílý střelec · g1 bílý král | d8 černý věž · a7 černý pěšec · b7 černý král · f7 černý pěšec · g7 černý střelec · c6 černý pěšec · e6 černý pěšec · g6 černý dáma · a5 černý dáma · c5 bílý střelec · d5 černý jezdec · d4 bílý pěšec · a3 bílý dáma · f3 bílý dáma · a2 bílý pěšec · f2 bílý pěšec · g2 bílý pěšec · h2 bílý pěšec · e1 bílý věž · f1 bílý střelec · g1 bílý král | 3 |
| 2 | d8 černý věž · a7 černý pěšec · b7 černý král · f7 černý pěšec · g7 černý střelec · c6 černý pěšec · e6 černý pěšec · g6 černý dáma · a5 černý dáma · c5 bílý střelec · d5 černý jezdec · d4 bílý pěšec · a3 bílý dáma · f3 bílý dáma · a2 bílý pěšec · f2 bílý pěšec · g2 bílý pěšec · h2 bílý pěšec · e1 bílý věž · f1 bílý střelec · g1 bílý král | d8 černý věž · a7 černý pěšec · b7 černý král · f7 černý pěšec · g7 černý střelec · c6 černý pěšec · e6 černý pěšec · g6 černý dáma · a5 černý dáma · c5 bílý střelec · d5 černý jezdec · d4 bílý pěšec · a3 bílý dáma · f3 bílý dáma · a2 bílý pěšec · f2 bílý pěšec · g2 bílý pěšec · h2 bílý pěšec · e1 bílý věž · f1 bílý střelec · g1 bílý král | d8 černý věž · a7 černý pěšec · b7 černý král · f7 černý pěšec · g7 černý střelec · c6 černý pěšec · e6 černý pěšec · g6 černý dáma · a5 černý dáma · c5 bílý střelec · d5 černý jezdec · d4 bílý pěšec · a3 bílý dáma · f3 bílý dáma · a2 bílý pěšec · f2 bílý pěšec · g2 bílý pěšec · h2 bílý pěšec · e1 bílý věž · f1 bílý střelec · g1 bílý král | d8 černý věž · a7 černý pěšec · b7 černý král · f7 černý pěšec · g7 černý střelec · c6 černý pěšec · e6 černý pěšec · g6 černý dáma · a5 černý dáma · c5 bílý střelec · d5 černý jezdec · d4 bílý pěšec · a3 bílý dáma · f3 bílý dáma · a2 bílý pěšec · f2 bílý pěšec · g2 bílý pěšec · h2 bílý pěšec · e1 bílý věž · f1 bílý střelec · g1 bílý král | d8 černý věž · a7 černý pěšec · b7 černý král · f7 černý pěšec · g7 černý střelec · c6 černý pěšec · e6 černý pěšec · g6 černý dáma · a5 černý dáma · c5 bílý střelec · d5 černý jezdec · d4 bílý pěšec · a3 bílý dáma · f3 bílý dáma · a2 bílý pěšec · f2 bílý pěšec · g2 bílý pěšec · h2 bílý pěšec · e1 bílý věž · f1 bílý střelec · g1 bílý král | d8 černý věž · a7 černý pěšec · b7 černý král · f7 černý pěšec · g7 černý střelec · c6 černý pěšec · e6 černý pěšec · g6 černý dáma · a5 černý dáma · c5 bílý střelec · d5 černý jezdec · d4 bílý pěšec · a3 bílý dáma · f3 bílý dáma · a2 bílý pěšec · f2 bílý pěšec · g2 bílý pěšec · h2 bílý pěšec · e1 bílý věž · f1 bílý střelec · g1 bílý král | d8 černý věž · a7 černý pěšec · b7 černý král · f7 černý pěšec · g7 černý střelec · c6 černý pěšec · e6 černý pěšec · g6 černý dáma · a5 černý dáma · c5 bílý střelec · d5 černý jezdec · d4 bílý pěšec · a3 bílý dáma · f3 bílý dáma · a2 bílý pěšec · f2 bílý pěšec · g2 bílý pěšec · h2 bílý pěšec · e1 bílý věž · f1 bílý střelec · g1 bílý král | d8 černý věž · a7 černý pěšec · b7 černý král · f7 černý pěšec · g7 černý střelec · c6 černý pěšec · e6 černý pěšec · g6 černý dáma · a5 černý dáma · c5 bílý střelec · d5 černý jezdec · d4 bílý pěšec · a3 bílý dáma · f3 bílý dáma · a2 bílý pěšec · f2 bílý pěšec · g2 bílý pěšec · h2 bílý pěšec · e1 bílý věž · f1 bílý střelec · g1 bílý král | 2 |
| 1 | d8 černý věž · a7 černý pěšec · b7 černý král · f7 černý pěšec · g7 černý střelec · c6 černý pěšec · e6 černý pěšec · g6 černý dáma · a5 černý dáma · c5 bílý střelec · d5 černý jezdec · d4 bílý pěšec · a3 bílý dáma · f3 bílý dáma · a2 bílý pěšec · f2 bílý pěšec · g2 bílý pěšec · h2 bílý pěšec · e1 bílý věž · f1 bílý střelec · g1 bílý král | d8 černý věž · a7 černý pěšec · b7 černý král · f7 černý pěšec · g7 černý střelec · c6 černý pěšec · e6 černý pěšec · g6 černý dáma · a5 černý dáma · c5 bílý střelec · d5 černý jezdec · d4 bílý pěšec · a3 bílý dáma · f3 bílý dáma · a2 bílý pěšec · f2 bílý pěšec · g2 bílý pěšec · h2 bílý pěšec · e1 bílý věž · f1 bílý střelec · g1 bílý král | d8 černý věž · a7 černý pěšec · b7 černý král · f7 černý pěšec · g7 černý střelec · c6 černý pěšec · e6 černý pěšec · g6 černý dáma · a5 černý dáma · c5 bílý střelec · d5 černý jezdec · d4 bílý pěšec · a3 bílý dáma · f3 bílý dáma · a2 bílý pěšec · f2 bílý pěšec · g2 bílý pěšec · h2 bílý pěšec · e1 bílý věž · f1 bílý střelec · g1 bílý král | d8 černý věž · a7 černý pěšec · b7 černý král · f7 černý pěšec · g7 černý střelec · c6 černý pěšec · e6 černý pěšec · g6 černý dáma · a5 černý dáma · c5 bílý střelec · d5 černý jezdec · d4 bílý pěšec · a3 bílý dáma · f3 bílý dáma · a2 bílý pěšec · f2 bílý pěšec · g2 bílý pěšec · h2 bílý pěšec · e1 bílý věž · f1 bílý střelec · g1 bílý král | d8 černý věž · a7 černý pěšec · b7 černý král · f7 černý pěšec · g7 černý střelec · c6 černý pěšec · e6 černý pěšec · g6 černý dáma · a5 černý dáma · c5 bílý střelec · d5 černý jezdec · d4 bílý pěšec · a3 bílý dáma · f3 bílý dáma · a2 bílý pěšec · f2 bílý pěšec · g2 bílý pěšec · h2 bílý pěšec · e1 bílý věž · f1 bílý střelec · g1 bílý král | d8 černý věž · a7 černý pěšec · b7 černý král · f7 černý pěšec · g7 černý střelec · c6 černý pěšec · e6 černý pěšec · g6 černý dáma · a5 černý dáma · c5 bílý střelec · d5 černý jezdec · d4 bílý pěšec · a3 bílý dáma · f3 bílý dáma · a2 bílý pěšec · f2 bílý pěšec · g2 bílý pěšec · h2 bílý pěšec · e1 bílý věž · f1 bílý střelec · g1 bílý král | d8 černý věž · a7 černý pěšec · b7 černý král · f7 černý pěšec · g7 černý střelec · c6 černý pěšec · e6 černý pěšec · g6 černý dáma · a5 černý dáma · c5 bílý střelec · d5 černý jezdec · d4 bílý pěšec · a3 bílý dáma · f3 bílý dáma · a2 bílý pěšec · f2 bílý pěšec · g2 bílý pěšec · h2 bílý pěšec · e1 bílý věž · f1 bílý střelec · g1 bílý král | d8 černý věž · a7 černý pěšec · b7 černý král · f7 černý pěšec · g7 černý střelec · c6 černý pěšec · e6 černý pěšec · g6 černý dáma · a5 černý dáma · c5 bílý střelec · d5 černý jezdec · d4 bílý pěšec · a3 bílý dáma · f3 bílý dáma · a2 bílý pěšec · f2 bílý pěšec · g2 bílý pěšec · h2 bílý pěšec · e1 bílý věž · f1 bílý střelec · g1 bílý král | 1 |
|   | a | b | c | d | e | f | g | h |   |

Existují záznamy nejméně o třech turnajových partiích, v nichž šestkrát došlo k proměně pěšce v dámu (např. v partii Marinkov–Jovičić v Bělehradě roku 2005), ovšem ne všechny dámy strávily čas na šachovnici společně. Současně se na šachovnici hrálo nejvíce s pěti dámami, a to nejméně v šesti turnajových partiích, z toho ve třech partiích tato situace trvala více než dva půltahy. Nejdéle se s pěti dámami hrálo v partii Mačkić–Maksimenko v roce 1994, kdy bílý se dvěma dámami odolával třem černým dámám a po 8 půltazích vzdal.
Nejdelší sekvence se čtyřmi dámami na šachovnici trvala dokonce 21 půltahů. Tento rekord byl zaznamenán na internetovém šachovém festivalu Canarias en Red roku 1994 v partii Milov–Timofeev. Druhý pár dam se na šachovnici objevil po tazích 12. ... bxa1D 13. gxh8D (viz diagram vlevo). Jedna dvojice se potom stala obětí výměny ve 33. ... Dxa3 34. Dxa3 (viz diagram vpravo).

## Proměna vjezdce
Protože se jezdec pohybuje způsobem, který není povolen dámě, mohou být proměny v tuto figuru velmi užitečné. Jezdec je po dámě nejčastější figurou, v niž se pěšec proměňuje.
|   | a                                                                              | b                                                                              | c                                                                              | d                                                                              | e                                                                              | f                                                                              | g                                                                              | h                                                                              |   |
| 8 | c7 černý dáma · e7 bílý pěšec · g7 černý král · f5 bílý král · f2 bílý střelec | c7 černý dáma · e7 bílý pěšec · g7 černý král · f5 bílý král · f2 bílý střelec | c7 černý dáma · e7 bílý pěšec · g7 černý král · f5 bílý král · f2 bílý střelec | c7 černý dáma · e7 bílý pěšec · g7 černý král · f5 bílý král · f2 bílý střelec | c7 černý dáma · e7 bílý pěšec · g7 černý král · f5 bílý král · f2 bílý střelec | c7 černý dáma · e7 bílý pěšec · g7 černý král · f5 bílý král · f2 bílý střelec | c7 černý dáma · e7 bílý pěšec · g7 černý král · f5 bílý král · f2 bílý střelec | c7 černý dáma · e7 bílý pěšec · g7 černý král · f5 bílý král · f2 bílý střelec | 8 |
| 7 | c7 černý dáma · e7 bílý pěšec · g7 černý král · f5 bílý král · f2 bílý střelec | c7 černý dáma · e7 bílý pěšec · g7 černý král · f5 bílý král · f2 bílý střelec | c7 černý dáma · e7 bílý pěšec · g7 černý král · f5 bílý král · f2 bílý střelec | c7 černý dáma · e7 bílý pěšec · g7 černý král · f5 bílý král · f2 bílý střelec | c7 černý dáma · e7 bílý pěšec · g7 černý král · f5 bílý král · f2 bílý střelec | c7 černý dáma · e7 bílý pěšec · g7 černý král · f5 bílý král · f2 bílý střelec | c7 černý dáma · e7 bílý pěšec · g7 černý král · f5 bílý král · f2 bílý střelec | c7 černý dáma · e7 bílý pěšec · g7 černý král · f5 bílý král · f2 bílý střelec | 7 |
| 6 | c7 černý dáma · e7 bílý pěšec · g7 černý král · f5 bílý král · f2 bílý střelec | c7 černý dáma · e7 bílý pěšec · g7 černý král · f5 bílý král · f2 bílý střelec | c7 černý dáma · e7 bílý pěšec · g7 černý král · f5 bílý král · f2 bílý střelec | c7 černý dáma · e7 bílý pěšec · g7 černý král · f5 bílý král · f2 bílý střelec | c7 černý dáma · e7 bílý pěšec · g7 černý král · f5 bílý král · f2 bílý střelec | c7 černý dáma · e7 bílý pěšec · g7 černý král · f5 bílý král · f2 bílý střelec | c7 černý dáma · e7 bílý pěšec · g7 černý král · f5 bílý král · f2 bílý střelec | c7 černý dáma · e7 bílý pěšec · g7 černý král · f5 bílý král · f2 bílý střelec | 6 |
| 5 | c7 černý dáma · e7 bílý pěšec · g7 černý král · f5 bílý král · f2 bílý střelec | c7 černý dáma · e7 bílý pěšec · g7 černý král · f5 bílý král · f2 bílý střelec | c7 černý dáma · e7 bílý pěšec · g7 černý král · f5 bílý král · f2 bílý střelec | c7 černý dáma · e7 bílý pěšec · g7 černý král · f5 bílý král · f2 bílý střelec | c7 černý dáma · e7 bílý pěšec · g7 černý král · f5 bílý král · f2 bílý střelec | c7 černý dáma · e7 bílý pěšec · g7 černý král · f5 bílý král · f2 bílý střelec | c7 černý dáma · e7 bílý pěšec · g7 černý král · f5 bílý král · f2 bílý střelec | c7 černý dáma · e7 bílý pěšec · g7 černý král · f5 bílý král · f2 bílý střelec | 5 |
| 4 | c7 černý dáma · e7 bílý pěšec · g7 černý král · f5 bílý král · f2 bílý střelec | c7 černý dáma · e7 bílý pěšec · g7 černý král · f5 bílý král · f2 bílý střelec | c7 černý dáma · e7 bílý pěšec · g7 černý král · f5 bílý král · f2 bílý střelec | c7 černý dáma · e7 bílý pěšec · g7 černý král · f5 bílý král · f2 bílý střelec | c7 černý dáma · e7 bílý pěšec · g7 černý král · f5 bílý král · f2 bílý střelec | c7 černý dáma · e7 bílý pěšec · g7 černý král · f5 bílý král · f2 bílý střelec | c7 černý dáma · e7 bílý pěšec · g7 černý král · f5 bílý král · f2 bílý střelec | c7 černý dáma · e7 bílý pěšec · g7 černý král · f5 bílý král · f2 bílý střelec | 4 |
| 3 | c7 černý dáma · e7 bílý pěšec · g7 černý král · f5 bílý král · f2 bílý střelec | c7 černý dáma · e7 bílý pěšec · g7 černý král · f5 bílý král · f2 bílý střelec | c7 černý dáma · e7 bílý pěšec · g7 černý král · f5 bílý král · f2 bílý střelec | c7 černý dáma · e7 bílý pěšec · g7 černý král · f5 bílý král · f2 bílý střelec | c7 černý dáma · e7 bílý pěšec · g7 černý král · f5 bílý král · f2 bílý střelec | c7 černý dáma · e7 bílý pěšec · g7 černý král · f5 bílý král · f2 bílý střelec | c7 černý dáma · e7 bílý pěšec · g7 černý král · f5 bílý král · f2 bílý střelec | c7 černý dáma · e7 bílý pěšec · g7 černý král · f5 bílý král · f2 bílý střelec | 3 |
| 2 | c7 černý dáma · e7 bílý pěšec · g7 černý král · f5 bílý král · f2 bílý střelec | c7 černý dáma · e7 bílý pěšec · g7 černý král · f5 bílý král · f2 bílý střelec | c7 černý dáma · e7 bílý pěšec · g7 černý král · f5 bílý král · f2 bílý střelec | c7 černý dáma · e7 bílý pěšec · g7 černý král · f5 bílý král · f2 bílý střelec | c7 černý dáma · e7 bílý pěšec · g7 černý král · f5 bílý král · f2 bílý střelec | c7 černý dáma · e7 bílý pěšec · g7 černý král · f5 bílý král · f2 bílý střelec | c7 černý dáma · e7 bílý pěšec · g7 černý král · f5 bílý král · f2 bílý střelec | c7 černý dáma · e7 bílý pěšec · g7 černý král · f5 bílý král · f2 bílý střelec | 2 |
| 1 | c7 černý dáma · e7 bílý pěšec · g7 černý král · f5 bílý král · f2 bílý střelec | c7 černý dáma · e7 bílý pěšec · g7 černý král · f5 bílý král · f2 bílý střelec | c7 černý dáma · e7 bílý pěšec · g7 černý král · f5 bílý král · f2 bílý střelec | c7 černý dáma · e7 bílý pěšec · g7 černý král · f5 bílý král · f2 bílý střelec | c7 černý dáma · e7 bílý pěšec · g7 černý král · f5 bílý král · f2 bílý střelec | c7 černý dáma · e7 bílý pěšec · g7 černý král · f5 bílý král · f2 bílý střelec | c7 černý dáma · e7 bílý pěšec · g7 černý král · f5 bílý král · f2 bílý střelec | c7 černý dáma · e7 bílý pěšec · g7 černý král · f5 bílý král · f2 bílý střelec | 1 |
|   | a                                                                              | b                                                                              | c                                                                              | d                                                                              | e                                                                              | f                                                                              | g                                                                              | h                                                                              |   |

|   | a                                                           | b                                                           | c                                                           | d                                                           | e                                                           | f                                                           | g                                                           | h                                                           |   |
| 8 | d8 bílý král · e7 bílý pěšec · d6 černý král · b2 černý věž | d8 bílý král · e7 bílý pěšec · d6 černý král · b2 černý věž | d8 bílý král · e7 bílý pěšec · d6 černý král · b2 černý věž | d8 bílý král · e7 bílý pěšec · d6 černý král · b2 černý věž | d8 bílý král · e7 bílý pěšec · d6 černý král · b2 černý věž | d8 bílý král · e7 bílý pěšec · d6 černý král · b2 černý věž | d8 bílý král · e7 bílý pěšec · d6 černý král · b2 černý věž | d8 bílý král · e7 bílý pěšec · d6 černý král · b2 černý věž | 8 |
| 7 | d8 bílý král · e7 bílý pěšec · d6 černý král · b2 černý věž | d8 bílý král · e7 bílý pěšec · d6 černý král · b2 černý věž | d8 bílý král · e7 bílý pěšec · d6 černý král · b2 černý věž | d8 bílý král · e7 bílý pěšec · d6 černý král · b2 černý věž | d8 bílý král · e7 bílý pěšec · d6 černý král · b2 černý věž | d8 bílý král · e7 bílý pěšec · d6 černý král · b2 černý věž | d8 bílý král · e7 bílý pěšec · d6 černý král · b2 černý věž | d8 bílý král · e7 bílý pěšec · d6 černý král · b2 černý věž | 7 |
| 6 | d8 bílý král · e7 bílý pěšec · d6 černý král · b2 černý věž | d8 bílý král · e7 bílý pěšec · d6 černý král · b2 černý věž | d8 bílý král · e7 bílý pěšec · d6 černý král · b2 černý věž | d8 bílý král · e7 bílý pěšec · d6 černý král · b2 černý věž | d8 bílý král · e7 bílý pěšec · d6 černý král · b2 černý věž | d8 bílý král · e7 bílý pěšec · d6 černý král · b2 černý věž | d8 bílý král · e7 bílý pěšec · d6 černý král · b2 černý věž | d8 bílý král · e7 bílý pěšec · d6 černý král · b2 černý věž | 6 |
| 5 | d8 bílý král · e7 bílý pěšec · d6 černý král · b2 černý věž | d8 bílý král · e7 bílý pěšec · d6 černý král · b2 černý věž | d8 bílý král · e7 bílý pěšec · d6 černý král · b2 černý věž | d8 bílý král · e7 bílý pěšec · d6 černý král · b2 černý věž | d8 bílý král · e7 bílý pěšec · d6 černý král · b2 černý věž | d8 bílý král · e7 bílý pěšec · d6 černý král · b2 černý věž | d8 bílý král · e7 bílý pěšec · d6 černý král · b2 černý věž | d8 bílý král · e7 bílý pěšec · d6 černý král · b2 černý věž | 5 |
| 4 | d8 bílý král · e7 bílý pěšec · d6 černý král · b2 černý věž | d8 bílý král · e7 bílý pěšec · d6 černý král · b2 černý věž | d8 bílý král · e7 bílý pěšec · d6 černý král · b2 černý věž | d8 bílý král · e7 bílý pěšec · d6 černý král · b2 černý věž | d8 bílý král · e7 bílý pěšec · d6 černý král · b2 černý věž | d8 bílý král · e7 bílý pěšec · d6 černý král · b2 černý věž | d8 bílý král · e7 bílý pěšec · d6 černý král · b2 černý věž | d8 bílý král · e7 bílý pěšec · d6 černý král · b2 černý věž | 4 |
| 3 | d8 bílý král · e7 bílý pěšec · d6 černý král · b2 černý věž | d8 bílý král · e7 bílý pěšec · d6 černý král · b2 černý věž | d8 bílý král · e7 bílý pěšec · d6 černý král · b2 černý věž | d8 bílý král · e7 bílý pěšec · d6 černý král · b2 černý věž | d8 bílý král · e7 bílý pěšec · d6 černý král · b2 černý věž | d8 bílý král · e7 bílý pěšec · d6 černý král · b2 černý věž | d8 bílý král · e7 bílý pěšec · d6 černý král · b2 černý věž | d8 bílý král · e7 bílý pěšec · d6 černý král · b2 černý věž | 3 |
| 2 | d8 bílý král · e7 bílý pěšec · d6 černý král · b2 černý věž | d8 bílý král · e7 bílý pěšec · d6 černý král · b2 černý věž | d8 bílý král · e7 bílý pěšec · d6 černý král · b2 černý věž | d8 bílý král · e7 bílý pěšec · d6 černý král · b2 černý věž | d8 bílý král · e7 bílý pěšec · d6 černý král · b2 černý věž | d8 bílý král · e7 bílý pěšec · d6 černý král · b2 černý věž | d8 bílý král · e7 bílý pěšec · d6 černý král · b2 černý věž | d8 bílý král · e7 bílý pěšec · d6 černý král · b2 černý věž | 2 |
| 1 | d8 bílý král · e7 bílý pěšec · d6 černý král · b2 černý věž | d8 bílý král · e7 bílý pěšec · d6 černý král · b2 černý věž | d8 bílý král · e7 bílý pěšec · d6 černý král · b2 černý věž | d8 bílý král · e7 bílý pěšec · d6 černý král · b2 černý věž | d8 bílý král · e7 bílý pěšec · d6 černý král · b2 černý věž | d8 bílý král · e7 bílý pěšec · d6 černý král · b2 černý věž | d8 bílý král · e7 bílý pěšec · d6 černý král · b2 černý věž | d8 bílý král · e7 bílý pěšec · d6 černý král · b2 černý věž | 1 |
|   | a                                                           | b                                                           | c                                                           | d                                                           | e                                                           | f                                                           | g                                                           | h                                                           |   |

V horní části diagramu vlevo by proměna pěšce v dámu vedla pouze k remíze (po 1. e8D následuje 1. ... Df7+ 2. Dxf7+ Kxf7 a remíza pro nedostatek materiálu), ovšem tah 1. e8J+! díky vidličce králi a dámě vede k výhře (1. ... Kf8 2. Jxc7), protože střelec a jezdec bílému k matování soupeře stačí.
Pěšec může být proměněn v jezdce i z obranných důvodů. Jeden takový příklad je zobrazen na diagramu vpravo. Černý hrozí tahem 1. ... Vb8 mat. Jediný tah, kterým bílý neprohraje je 1. e8J+!. Výsledkem je koncovka věže proti jezdci, což je teoretická remíza.
|   | a                                                                                              | b                                                                                              | c                                                                                              | d                                                                                              | e                                                                                              | f                                                                                              | g                                                                                              | h                                                                                              |   |
| 8 | c7 černý král · g7 bílý pěšec · d5 bílý král · f5 černý jezdec · a4 bílý pěšec · c3 bílý pěšec | c7 černý král · g7 bílý pěšec · d5 bílý král · f5 černý jezdec · a4 bílý pěšec · c3 bílý pěšec | c7 černý král · g7 bílý pěšec · d5 bílý král · f5 černý jezdec · a4 bílý pěšec · c3 bílý pěšec | c7 černý král · g7 bílý pěšec · d5 bílý král · f5 černý jezdec · a4 bílý pěšec · c3 bílý pěšec | c7 černý král · g7 bílý pěšec · d5 bílý král · f5 černý jezdec · a4 bílý pěšec · c3 bílý pěšec | c7 černý král · g7 bílý pěšec · d5 bílý král · f5 černý jezdec · a4 bílý pěšec · c3 bílý pěšec | c7 černý král · g7 bílý pěšec · d5 bílý král · f5 černý jezdec · a4 bílý pěšec · c3 bílý pěšec | c7 černý král · g7 bílý pěšec · d5 bílý král · f5 černý jezdec · a4 bílý pěšec · c3 bílý pěšec | 8 |
| 7 | c7 černý král · g7 bílý pěšec · d5 bílý král · f5 černý jezdec · a4 bílý pěšec · c3 bílý pěšec | c7 černý král · g7 bílý pěšec · d5 bílý král · f5 černý jezdec · a4 bílý pěšec · c3 bílý pěšec | c7 černý král · g7 bílý pěšec · d5 bílý král · f5 černý jezdec · a4 bílý pěšec · c3 bílý pěšec | c7 černý král · g7 bílý pěšec · d5 bílý král · f5 černý jezdec · a4 bílý pěšec · c3 bílý pěšec | c7 černý král · g7 bílý pěšec · d5 bílý král · f5 černý jezdec · a4 bílý pěšec · c3 bílý pěšec | c7 černý král · g7 bílý pěšec · d5 bílý král · f5 černý jezdec · a4 bílý pěšec · c3 bílý pěšec | c7 černý král · g7 bílý pěšec · d5 bílý král · f5 černý jezdec · a4 bílý pěšec · c3 bílý pěšec | c7 černý král · g7 bílý pěšec · d5 bílý král · f5 černý jezdec · a4 bílý pěšec · c3 bílý pěšec | 7 |
| 6 | c7 černý král · g7 bílý pěšec · d5 bílý král · f5 černý jezdec · a4 bílý pěšec · c3 bílý pěšec | c7 černý král · g7 bílý pěšec · d5 bílý král · f5 černý jezdec · a4 bílý pěšec · c3 bílý pěšec | c7 černý král · g7 bílý pěšec · d5 bílý král · f5 černý jezdec · a4 bílý pěšec · c3 bílý pěšec | c7 černý král · g7 bílý pěšec · d5 bílý král · f5 černý jezdec · a4 bílý pěšec · c3 bílý pěšec | c7 černý král · g7 bílý pěšec · d5 bílý král · f5 černý jezdec · a4 bílý pěšec · c3 bílý pěšec | c7 černý král · g7 bílý pěšec · d5 bílý král · f5 černý jezdec · a4 bílý pěšec · c3 bílý pěšec | c7 černý král · g7 bílý pěšec · d5 bílý král · f5 černý jezdec · a4 bílý pěšec · c3 bílý pěšec | c7 černý král · g7 bílý pěšec · d5 bílý král · f5 černý jezdec · a4 bílý pěšec · c3 bílý pěšec | 6 |
| 5 | c7 černý král · g7 bílý pěšec · d5 bílý král · f5 černý jezdec · a4 bílý pěšec · c3 bílý pěšec | c7 černý král · g7 bílý pěšec · d5 bílý král · f5 černý jezdec · a4 bílý pěšec · c3 bílý pěšec | c7 černý král · g7 bílý pěšec · d5 bílý král · f5 černý jezdec · a4 bílý pěšec · c3 bílý pěšec | c7 černý král · g7 bílý pěšec · d5 bílý král · f5 černý jezdec · a4 bílý pěšec · c3 bílý pěšec | c7 černý král · g7 bílý pěšec · d5 bílý král · f5 černý jezdec · a4 bílý pěšec · c3 bílý pěšec | c7 černý král · g7 bílý pěšec · d5 bílý král · f5 černý jezdec · a4 bílý pěšec · c3 bílý pěšec | c7 černý král · g7 bílý pěšec · d5 bílý král · f5 černý jezdec · a4 bílý pěšec · c3 bílý pěšec | c7 černý král · g7 bílý pěšec · d5 bílý král · f5 černý jezdec · a4 bílý pěšec · c3 bílý pěšec | 5 |
| 4 | c7 černý král · g7 bílý pěšec · d5 bílý král · f5 černý jezdec · a4 bílý pěšec · c3 bílý pěšec | c7 černý král · g7 bílý pěšec · d5 bílý král · f5 černý jezdec · a4 bílý pěšec · c3 bílý pěšec | c7 černý král · g7 bílý pěšec · d5 bílý král · f5 černý jezdec · a4 bílý pěšec · c3 bílý pěšec | c7 černý král · g7 bílý pěšec · d5 bílý král · f5 černý jezdec · a4 bílý pěšec · c3 bílý pěšec | c7 černý král · g7 bílý pěšec · d5 bílý král · f5 černý jezdec · a4 bílý pěšec · c3 bílý pěšec | c7 černý král · g7 bílý pěšec · d5 bílý král · f5 černý jezdec · a4 bílý pěšec · c3 bílý pěšec | c7 černý král · g7 bílý pěšec · d5 bílý král · f5 černý jezdec · a4 bílý pěšec · c3 bílý pěšec | c7 černý král · g7 bílý pěšec · d5 bílý král · f5 černý jezdec · a4 bílý pěšec · c3 bílý pěšec | 4 |
| 3 | c7 černý král · g7 bílý pěšec · d5 bílý král · f5 černý jezdec · a4 bílý pěšec · c3 bílý pěšec | c7 černý král · g7 bílý pěšec · d5 bílý král · f5 černý jezdec · a4 bílý pěšec · c3 bílý pěšec | c7 černý král · g7 bílý pěšec · d5 bílý král · f5 černý jezdec · a4 bílý pěšec · c3 bílý pěšec | c7 černý král · g7 bílý pěšec · d5 bílý král · f5 černý jezdec · a4 bílý pěšec · c3 bílý pěšec | c7 černý král · g7 bílý pěšec · d5 bílý král · f5 černý jezdec · a4 bílý pěšec · c3 bílý pěšec | c7 černý král · g7 bílý pěšec · d5 bílý král · f5 černý jezdec · a4 bílý pěšec · c3 bílý pěšec | c7 černý král · g7 bílý pěšec · d5 bílý král · f5 černý jezdec · a4 bílý pěšec · c3 bílý pěšec | c7 černý král · g7 bílý pěšec · d5 bílý král · f5 černý jezdec · a4 bílý pěšec · c3 bílý pěšec | 3 |
| 2 | c7 černý král · g7 bílý pěšec · d5 bílý král · f5 černý jezdec · a4 bílý pěšec · c3 bílý pěšec | c7 černý král · g7 bílý pěšec · d5 bílý král · f5 černý jezdec · a4 bílý pěšec · c3 bílý pěšec | c7 černý král · g7 bílý pěšec · d5 bílý král · f5 černý jezdec · a4 bílý pěšec · c3 bílý pěšec | c7 černý král · g7 bílý pěšec · d5 bílý král · f5 černý jezdec · a4 bílý pěšec · c3 bílý pěšec | c7 černý král · g7 bílý pěšec · d5 bílý král · f5 černý jezdec · a4 bílý pěšec · c3 bílý pěšec | c7 černý král · g7 bílý pěšec · d5 bílý král · f5 černý jezdec · a4 bílý pěšec · c3 bílý pěšec | c7 černý král · g7 bílý pěšec · d5 bílý král · f5 černý jezdec · a4 bílý pěšec · c3 bílý pěšec | c7 černý král · g7 bílý pěšec · d5 bílý král · f5 černý jezdec · a4 bílý pěšec · c3 bílý pěšec | 2 |
| 1 | c7 černý král · g7 bílý pěšec · d5 bílý král · f5 černý jezdec · a4 bílý pěšec · c3 bílý pěšec | c7 černý král · g7 bílý pěšec · d5 bílý král · f5 černý jezdec · a4 bílý pěšec · c3 bílý pěšec | c7 černý král · g7 bílý pěšec · d5 bílý král · f5 černý jezdec · a4 bílý pěšec · c3 bílý pěšec | c7 černý král · g7 bílý pěšec · d5 bílý král · f5 černý jezdec · a4 bílý pěšec · c3 bílý pěšec | c7 černý král · g7 bílý pěšec · d5 bílý král · f5 černý jezdec · a4 bílý pěšec · c3 bílý pěšec | c7 černý král · g7 bílý pěšec · d5 bílý král · f5 černý jezdec · a4 bílý pěšec · c3 bílý pěšec | c7 černý král · g7 bílý pěšec · d5 bílý král · f5 černý jezdec · a4 bílý pěšec · c3 bílý pěšec | c7 černý král · g7 bílý pěšec · d5 bílý král · f5 černý jezdec · a4 bílý pěšec · c3 bílý pěšec | 1 |
|   | a                                                                                              | b                                                                                              | c                                                                                              | d                                                                                              | e                                                                                              | f                                                                                              | g                                                                                              | h                                                                                              |   |

|   | a                                                                                               | b                                                                                               | c                                                                                               | d                                                                                               | e                                                                                               | f                                                                                               | g                                                                                               | h                                                                                               |   |
| 8 | a7 černý král · c7 bílý pěšec · a6 bílý pěšec · b5 bílý král · d5 bílý jezdec · f5 černý jezdec | a7 černý král · c7 bílý pěšec · a6 bílý pěšec · b5 bílý král · d5 bílý jezdec · f5 černý jezdec | a7 černý král · c7 bílý pěšec · a6 bílý pěšec · b5 bílý král · d5 bílý jezdec · f5 černý jezdec | a7 černý král · c7 bílý pěšec · a6 bílý pěšec · b5 bílý král · d5 bílý jezdec · f5 černý jezdec | a7 černý král · c7 bílý pěšec · a6 bílý pěšec · b5 bílý král · d5 bílý jezdec · f5 černý jezdec | a7 černý král · c7 bílý pěšec · a6 bílý pěšec · b5 bílý král · d5 bílý jezdec · f5 černý jezdec | a7 černý král · c7 bílý pěšec · a6 bílý pěšec · b5 bílý král · d5 bílý jezdec · f5 černý jezdec | a7 černý král · c7 bílý pěšec · a6 bílý pěšec · b5 bílý král · d5 bílý jezdec · f5 černý jezdec | 8 |
| 7 | a7 černý král · c7 bílý pěšec · a6 bílý pěšec · b5 bílý král · d5 bílý jezdec · f5 černý jezdec | a7 černý král · c7 bílý pěšec · a6 bílý pěšec · b5 bílý král · d5 bílý jezdec · f5 černý jezdec | a7 černý král · c7 bílý pěšec · a6 bílý pěšec · b5 bílý král · d5 bílý jezdec · f5 černý jezdec | a7 černý král · c7 bílý pěšec · a6 bílý pěšec · b5 bílý král · d5 bílý jezdec · f5 černý jezdec | a7 černý král · c7 bílý pěšec · a6 bílý pěšec · b5 bílý král · d5 bílý jezdec · f5 černý jezdec | a7 černý král · c7 bílý pěšec · a6 bílý pěšec · b5 bílý král · d5 bílý jezdec · f5 černý jezdec | a7 černý král · c7 bílý pěšec · a6 bílý pěšec · b5 bílý král · d5 bílý jezdec · f5 černý jezdec | a7 černý král · c7 bílý pěšec · a6 bílý pěšec · b5 bílý král · d5 bílý jezdec · f5 černý jezdec | 7 |
| 6 | a7 černý král · c7 bílý pěšec · a6 bílý pěšec · b5 bílý král · d5 bílý jezdec · f5 černý jezdec | a7 černý král · c7 bílý pěšec · a6 bílý pěšec · b5 bílý král · d5 bílý jezdec · f5 černý jezdec | a7 černý král · c7 bílý pěšec · a6 bílý pěšec · b5 bílý král · d5 bílý jezdec · f5 černý jezdec | a7 černý král · c7 bílý pěšec · a6 bílý pěšec · b5 bílý král · d5 bílý jezdec · f5 černý jezdec | a7 černý král · c7 bílý pěšec · a6 bílý pěšec · b5 bílý král · d5 bílý jezdec · f5 černý jezdec | a7 černý král · c7 bílý pěšec · a6 bílý pěšec · b5 bílý král · d5 bílý jezdec · f5 černý jezdec | a7 černý král · c7 bílý pěšec · a6 bílý pěšec · b5 bílý král · d5 bílý jezdec · f5 černý jezdec | a7 černý král · c7 bílý pěšec · a6 bílý pěšec · b5 bílý král · d5 bílý jezdec · f5 černý jezdec | 6 |
| 5 | a7 černý král · c7 bílý pěšec · a6 bílý pěšec · b5 bílý král · d5 bílý jezdec · f5 černý jezdec | a7 černý král · c7 bílý pěšec · a6 bílý pěšec · b5 bílý král · d5 bílý jezdec · f5 černý jezdec | a7 černý král · c7 bílý pěšec · a6 bílý pěšec · b5 bílý král · d5 bílý jezdec · f5 černý jezdec | a7 černý král · c7 bílý pěšec · a6 bílý pěšec · b5 bílý král · d5 bílý jezdec · f5 černý jezdec | a7 černý král · c7 bílý pěšec · a6 bílý pěšec · b5 bílý král · d5 bílý jezdec · f5 černý jezdec | a7 černý král · c7 bílý pěšec · a6 bílý pěšec · b5 bílý král · d5 bílý jezdec · f5 černý jezdec | a7 černý král · c7 bílý pěšec · a6 bílý pěšec · b5 bílý král · d5 bílý jezdec · f5 černý jezdec | a7 černý král · c7 bílý pěšec · a6 bílý pěšec · b5 bílý král · d5 bílý jezdec · f5 černý jezdec | 5 |
| 4 | a7 černý král · c7 bílý pěšec · a6 bílý pěšec · b5 bílý král · d5 bílý jezdec · f5 černý jezdec | a7 černý král · c7 bílý pěšec · a6 bílý pěšec · b5 bílý král · d5 bílý jezdec · f5 černý jezdec | a7 černý král · c7 bílý pěšec · a6 bílý pěšec · b5 bílý král · d5 bílý jezdec · f5 černý jezdec | a7 černý král · c7 bílý pěšec · a6 bílý pěšec · b5 bílý král · d5 bílý jezdec · f5 černý jezdec | a7 černý král · c7 bílý pěšec · a6 bílý pěšec · b5 bílý král · d5 bílý jezdec · f5 černý jezdec | a7 černý král · c7 bílý pěšec · a6 bílý pěšec · b5 bílý král · d5 bílý jezdec · f5 černý jezdec | a7 černý král · c7 bílý pěšec · a6 bílý pěšec · b5 bílý král · d5 bílý jezdec · f5 černý jezdec | a7 černý král · c7 bílý pěšec · a6 bílý pěšec · b5 bílý král · d5 bílý jezdec · f5 černý jezdec | 4 |
| 3 | a7 černý král · c7 bílý pěšec · a6 bílý pěšec · b5 bílý král · d5 bílý jezdec · f5 černý jezdec | a7 černý král · c7 bílý pěšec · a6 bílý pěšec · b5 bílý král · d5 bílý jezdec · f5 černý jezdec | a7 černý král · c7 bílý pěšec · a6 bílý pěšec · b5 bílý král · d5 bílý jezdec · f5 černý jezdec | a7 černý král · c7 bílý pěšec · a6 bílý pěšec · b5 bílý král · d5 bílý jezdec · f5 černý jezdec | a7 černý král · c7 bílý pěšec · a6 bílý pěšec · b5 bílý král · d5 bílý jezdec · f5 černý jezdec | a7 černý král · c7 bílý pěšec · a6 bílý pěšec · b5 bílý král · d5 bílý jezdec · f5 černý jezdec | a7 černý král · c7 bílý pěšec · a6 bílý pěšec · b5 bílý král · d5 bílý jezdec · f5 černý jezdec | a7 černý král · c7 bílý pěšec · a6 bílý pěšec · b5 bílý král · d5 bílý jezdec · f5 černý jezdec | 3 |
| 2 | a7 černý král · c7 bílý pěšec · a6 bílý pěšec · b5 bílý král · d5 bílý jezdec · f5 černý jezdec | a7 černý král · c7 bílý pěšec · a6 bílý pěšec · b5 bílý král · d5 bílý jezdec · f5 černý jezdec | a7 černý král · c7 bílý pěšec · a6 bílý pěšec · b5 bílý král · d5 bílý jezdec · f5 černý jezdec | a7 černý král · c7 bílý pěšec · a6 bílý pěšec · b5 bílý král · d5 bílý jezdec · f5 černý jezdec | a7 černý král · c7 bílý pěšec · a6 bílý pěšec · b5 bílý král · d5 bílý jezdec · f5 černý jezdec | a7 černý král · c7 bílý pěšec · a6 bílý pěšec · b5 bílý král · d5 bílý jezdec · f5 černý jezdec | a7 černý král · c7 bílý pěšec · a6 bílý pěšec · b5 bílý král · d5 bílý jezdec · f5 černý jezdec | a7 černý král · c7 bílý pěšec · a6 bílý pěšec · b5 bílý král · d5 bílý jezdec · f5 černý jezdec | 2 |
| 1 | a7 černý král · c7 bílý pěšec · a6 bílý pěšec · b5 bílý král · d5 bílý jezdec · f5 černý jezdec | a7 černý král · c7 bílý pěšec · a6 bílý pěšec · b5 bílý král · d5 bílý jezdec · f5 černý jezdec | a7 černý král · c7 bílý pěšec · a6 bílý pěšec · b5 bílý král · d5 bílý jezdec · f5 černý jezdec | a7 černý král · c7 bílý pěšec · a6 bílý pěšec · b5 bílý král · d5 bílý jezdec · f5 černý jezdec | a7 černý král · c7 bílý pěšec · a6 bílý pěšec · b5 bílý král · d5 bílý jezdec · f5 černý jezdec | a7 černý král · c7 bílý pěšec · a6 bílý pěšec · b5 bílý král · d5 bílý jezdec · f5 černý jezdec | a7 černý král · c7 bílý pěšec · a6 bílý pěšec · b5 bílý král · d5 bílý jezdec · f5 černý jezdec | a7 černý král · c7 bílý pěšec · a6 bílý pěšec · b5 bílý král · d5 bílý jezdec · f5 černý jezdec | 1 |
|   | a                                                                                               | b                                                                                               | c                                                                                               | d                                                                                               | e                                                                                               | f                                                                                               | g                                                                                               | h                                                                                               |   |

Známý nizozemský publicista a bývalý šachista Tim Krabbé upozornil na partii Zurakhov–Koblentz (zobrazenou na diagramech vlevo a vpravo), která je velmi vzácným příkladem partie obsahující dvě vážně míněné proměny v jezdce. Na diagramu vlevo černý hrozí tahem 57. ... Jxg7. Pokud by se bílý hrozbě vyhnul proměnou pěšce v dámu (nebo i věž či střelce), černý by dosáhl remízy tahem 57. ... Je7+! a 58. ... Jxg8. Jediným vítězným tahem je 57. g8J! Krabbé rovněž poznamenal, že tohle je také vzácný případ, kdy proměněný jezdec současně nešachuje krále.
V téže partii o dvacet jedna tahů později hráči dosáhli pozice na diagramu vpravo. Opět, proměna bílého pěšce v cokoli jiného než jezdce by byla hrubou chybou, která by soupeři umožnila zahrát vidličku, např. 79. c8D?? Jd6+ a 80. ... Jxc8, s remízovou koncovkou. Bílý místo toho zahrál 79. c8J+! (v tomto případě však existují i jiné vítězné tahy, např. 79. Kc5), následovaly tahy 79. ... Kb8 80. Kb6 a černý vzdal, protože již nedokáže bílému zabránit v proměně třetího pěšce, tentokrát v dámu.

## Proměna ve věž nebo střelce
Protože dáma kombinuje možnosti tahu věže a střelce, bývá proměna v některou z těchto figur velkou vzácností. Příležitostně ale může být také výhodná, např. pokud by proměna v dámu vedla k patu.
|   | a                                            | b                                            | c                                            | d                                            | e                                            | f                                            | g                                            | h                                            |   |
| 8 | g7 bílý pěšec · h6 černý král · g4 bílý král | g7 bílý pěšec · h6 černý král · g4 bílý král | g7 bílý pěšec · h6 černý král · g4 bílý král | g7 bílý pěšec · h6 černý král · g4 bílý král | g7 bílý pěšec · h6 černý král · g4 bílý král | g7 bílý pěšec · h6 černý král · g4 bílý král | g7 bílý pěšec · h6 černý král · g4 bílý král | g7 bílý pěšec · h6 černý král · g4 bílý král | 8 |
| 7 | g7 bílý pěšec · h6 černý král · g4 bílý král | g7 bílý pěšec · h6 černý král · g4 bílý král | g7 bílý pěšec · h6 černý král · g4 bílý král | g7 bílý pěšec · h6 černý král · g4 bílý král | g7 bílý pěšec · h6 černý král · g4 bílý král | g7 bílý pěšec · h6 černý král · g4 bílý král | g7 bílý pěšec · h6 černý král · g4 bílý král | g7 bílý pěšec · h6 černý král · g4 bílý král | 7 |
| 6 | g7 bílý pěšec · h6 černý král · g4 bílý král | g7 bílý pěšec · h6 černý král · g4 bílý král | g7 bílý pěšec · h6 černý král · g4 bílý král | g7 bílý pěšec · h6 černý král · g4 bílý král | g7 bílý pěšec · h6 černý král · g4 bílý král | g7 bílý pěšec · h6 černý král · g4 bílý král | g7 bílý pěšec · h6 černý král · g4 bílý král | g7 bílý pěšec · h6 černý král · g4 bílý král | 6 |
| 5 | g7 bílý pěšec · h6 černý král · g4 bílý král | g7 bílý pěšec · h6 černý král · g4 bílý král | g7 bílý pěšec · h6 černý král · g4 bílý král | g7 bílý pěšec · h6 černý král · g4 bílý král | g7 bílý pěšec · h6 černý král · g4 bílý král | g7 bílý pěšec · h6 černý král · g4 bílý král | g7 bílý pěšec · h6 černý král · g4 bílý král | g7 bílý pěšec · h6 černý král · g4 bílý král | 5 |
| 4 | g7 bílý pěšec · h6 černý král · g4 bílý král | g7 bílý pěšec · h6 černý král · g4 bílý král | g7 bílý pěšec · h6 černý král · g4 bílý král | g7 bílý pěšec · h6 černý král · g4 bílý král | g7 bílý pěšec · h6 černý král · g4 bílý král | g7 bílý pěšec · h6 černý král · g4 bílý král | g7 bílý pěšec · h6 černý král · g4 bílý král | g7 bílý pěšec · h6 černý král · g4 bílý král | 4 |
| 3 | g7 bílý pěšec · h6 černý král · g4 bílý král | g7 bílý pěšec · h6 černý král · g4 bílý král | g7 bílý pěšec · h6 černý král · g4 bílý král | g7 bílý pěšec · h6 černý král · g4 bílý král | g7 bílý pěšec · h6 černý král · g4 bílý král | g7 bílý pěšec · h6 černý král · g4 bílý král | g7 bílý pěšec · h6 černý král · g4 bílý král | g7 bílý pěšec · h6 černý král · g4 bílý král | 3 |
| 2 | g7 bílý pěšec · h6 černý král · g4 bílý král | g7 bílý pěšec · h6 černý král · g4 bílý král | g7 bílý pěšec · h6 černý král · g4 bílý král | g7 bílý pěšec · h6 černý král · g4 bílý král | g7 bílý pěšec · h6 černý král · g4 bílý král | g7 bílý pěšec · h6 černý král · g4 bílý král | g7 bílý pěšec · h6 černý král · g4 bílý král | g7 bílý pěšec · h6 černý král · g4 bílý král | 2 |
| 1 | g7 bílý pěšec · h6 černý král · g4 bílý král | g7 bílý pěšec · h6 černý král · g4 bílý král | g7 bílý pěšec · h6 černý král · g4 bílý král | g7 bílý pěšec · h6 černý král · g4 bílý král | g7 bílý pěšec · h6 černý král · g4 bílý král | g7 bílý pěšec · h6 černý král · g4 bílý král | g7 bílý pěšec · h6 černý král · g4 bílý král | g7 bílý pěšec · h6 černý král · g4 bílý král | 1 |
|   | a                                            | b                                            | c                                            | d                                            | e                                            | f                                            | g                                            | h                                            |   |

|   | a                                                                            | b                                                                            | c                                                                            | d                                                                            | e                                                                            | f                                                                            | g                                                                            | h                                                                            |   |
| 8 | e6 bílý dáma · f4 černý dáma · b2 černý pěšec · e2 bílý král · h2 černý král | e6 bílý dáma · f4 černý dáma · b2 černý pěšec · e2 bílý král · h2 černý král | e6 bílý dáma · f4 černý dáma · b2 černý pěšec · e2 bílý král · h2 černý král | e6 bílý dáma · f4 černý dáma · b2 černý pěšec · e2 bílý král · h2 černý král | e6 bílý dáma · f4 černý dáma · b2 černý pěšec · e2 bílý král · h2 černý král | e6 bílý dáma · f4 černý dáma · b2 černý pěšec · e2 bílý král · h2 černý král | e6 bílý dáma · f4 černý dáma · b2 černý pěšec · e2 bílý král · h2 černý král | e6 bílý dáma · f4 černý dáma · b2 černý pěšec · e2 bílý král · h2 černý král | 8 |
| 7 | e6 bílý dáma · f4 černý dáma · b2 černý pěšec · e2 bílý král · h2 černý král | e6 bílý dáma · f4 černý dáma · b2 černý pěšec · e2 bílý král · h2 černý král | e6 bílý dáma · f4 černý dáma · b2 černý pěšec · e2 bílý král · h2 černý král | e6 bílý dáma · f4 černý dáma · b2 černý pěšec · e2 bílý král · h2 černý král | e6 bílý dáma · f4 černý dáma · b2 černý pěšec · e2 bílý král · h2 černý král | e6 bílý dáma · f4 černý dáma · b2 černý pěšec · e2 bílý král · h2 černý král | e6 bílý dáma · f4 černý dáma · b2 černý pěšec · e2 bílý král · h2 černý král | e6 bílý dáma · f4 černý dáma · b2 černý pěšec · e2 bílý král · h2 černý král | 7 |
| 6 | e6 bílý dáma · f4 černý dáma · b2 černý pěšec · e2 bílý král · h2 černý král | e6 bílý dáma · f4 černý dáma · b2 černý pěšec · e2 bílý král · h2 černý král | e6 bílý dáma · f4 černý dáma · b2 černý pěšec · e2 bílý král · h2 černý král | e6 bílý dáma · f4 černý dáma · b2 černý pěšec · e2 bílý král · h2 černý král | e6 bílý dáma · f4 černý dáma · b2 černý pěšec · e2 bílý král · h2 černý král | e6 bílý dáma · f4 černý dáma · b2 černý pěšec · e2 bílý král · h2 černý král | e6 bílý dáma · f4 černý dáma · b2 černý pěšec · e2 bílý král · h2 černý král | e6 bílý dáma · f4 černý dáma · b2 černý pěšec · e2 bílý král · h2 černý král | 6 |
| 5 | e6 bílý dáma · f4 černý dáma · b2 černý pěšec · e2 bílý král · h2 černý král | e6 bílý dáma · f4 černý dáma · b2 černý pěšec · e2 bílý král · h2 černý král | e6 bílý dáma · f4 černý dáma · b2 černý pěšec · e2 bílý král · h2 černý král | e6 bílý dáma · f4 černý dáma · b2 černý pěšec · e2 bílý král · h2 černý král | e6 bílý dáma · f4 černý dáma · b2 černý pěšec · e2 bílý král · h2 černý král | e6 bílý dáma · f4 černý dáma · b2 černý pěšec · e2 bílý král · h2 černý král | e6 bílý dáma · f4 černý dáma · b2 černý pěšec · e2 bílý král · h2 černý král | e6 bílý dáma · f4 černý dáma · b2 černý pěšec · e2 bílý král · h2 černý král | 5 |
| 4 | e6 bílý dáma · f4 černý dáma · b2 černý pěšec · e2 bílý král · h2 černý král | e6 bílý dáma · f4 černý dáma · b2 černý pěšec · e2 bílý král · h2 černý král | e6 bílý dáma · f4 černý dáma · b2 černý pěšec · e2 bílý král · h2 černý král | e6 bílý dáma · f4 černý dáma · b2 černý pěšec · e2 bílý král · h2 černý král | e6 bílý dáma · f4 černý dáma · b2 černý pěšec · e2 bílý král · h2 černý král | e6 bílý dáma · f4 černý dáma · b2 černý pěšec · e2 bílý král · h2 černý král | e6 bílý dáma · f4 černý dáma · b2 černý pěšec · e2 bílý král · h2 černý král | e6 bílý dáma · f4 černý dáma · b2 černý pěšec · e2 bílý král · h2 černý král | 4 |
| 3 | e6 bílý dáma · f4 černý dáma · b2 černý pěšec · e2 bílý král · h2 černý král | e6 bílý dáma · f4 černý dáma · b2 černý pěšec · e2 bílý král · h2 černý král | e6 bílý dáma · f4 černý dáma · b2 černý pěšec · e2 bílý král · h2 černý král | e6 bílý dáma · f4 černý dáma · b2 černý pěšec · e2 bílý král · h2 černý král | e6 bílý dáma · f4 černý dáma · b2 černý pěšec · e2 bílý král · h2 černý král | e6 bílý dáma · f4 černý dáma · b2 černý pěšec · e2 bílý král · h2 černý král | e6 bílý dáma · f4 černý dáma · b2 černý pěšec · e2 bílý král · h2 černý král | e6 bílý dáma · f4 černý dáma · b2 černý pěšec · e2 bílý král · h2 černý král | 3 |
| 2 | e6 bílý dáma · f4 černý dáma · b2 černý pěšec · e2 bílý král · h2 černý král | e6 bílý dáma · f4 černý dáma · b2 černý pěšec · e2 bílý král · h2 černý král | e6 bílý dáma · f4 černý dáma · b2 černý pěšec · e2 bílý král · h2 černý král | e6 bílý dáma · f4 černý dáma · b2 černý pěšec · e2 bílý král · h2 černý král | e6 bílý dáma · f4 černý dáma · b2 černý pěšec · e2 bílý král · h2 černý král | e6 bílý dáma · f4 černý dáma · b2 černý pěšec · e2 bílý král · h2 černý král | e6 bílý dáma · f4 černý dáma · b2 černý pěšec · e2 bílý král · h2 černý král | e6 bílý dáma · f4 černý dáma · b2 černý pěšec · e2 bílý král · h2 černý král | 2 |
| 1 | e6 bílý dáma · f4 černý dáma · b2 černý pěšec · e2 bílý král · h2 černý král | e6 bílý dáma · f4 černý dáma · b2 černý pěšec · e2 bílý král · h2 černý král | e6 bílý dáma · f4 černý dáma · b2 černý pěšec · e2 bílý král · h2 černý král | e6 bílý dáma · f4 černý dáma · b2 černý pěšec · e2 bílý král · h2 černý král | e6 bílý dáma · f4 černý dáma · b2 černý pěšec · e2 bílý král · h2 černý král | e6 bílý dáma · f4 černý dáma · b2 černý pěšec · e2 bílý král · h2 černý král | e6 bílý dáma · f4 černý dáma · b2 černý pěšec · e2 bílý král · h2 černý král | e6 bílý dáma · f4 černý dáma · b2 černý pěšec · e2 bílý král · h2 černý král | 1 |
|   | a                                                                            | b                                                                            | c                                                                            | d                                                                            | e                                                                            | f                                                                            | g                                                                            | h                                                                            |   |

V pozici na diagramu vlevo (bílý táhne), hrozí černý odebráním bílého pěšce. Proměna v dámu by znamenala pat. Jediným řešením vedoucím k výhře je 1. g8V!.
Na diagramu vpravo je pozice z partie, která se odehrála na Mistrovství Irska v roce 2006. Zde by také proměna v dámu vedla k patu: 70. ... b1D?? 71. Dh3+! Kxh3 pat. Místo toho však hra skončila tahem 70. ... b1V! 0–1
|   | a | b | c | d | e | f | g | h |   |
| 8 | d7 bílý věž · g7 černý pěšec · f6 černý dáma · g6 černý král · b5 černý pěšec · f5 černý pěšec · e4 černý střelec · f4 bílý dáma · h4 černý pěšec · h3 bílý pěšec · c2 černý pěšec · h2 bílý král | d7 bílý věž · g7 černý pěšec · f6 černý dáma · g6 černý král · b5 černý pěšec · f5 černý pěšec · e4 černý střelec · f4 bílý dáma · h4 černý pěšec · h3 bílý pěšec · c2 černý pěšec · h2 bílý král | d7 bílý věž · g7 černý pěšec · f6 černý dáma · g6 černý král · b5 černý pěšec · f5 černý pěšec · e4 černý střelec · f4 bílý dáma · h4 černý pěšec · h3 bílý pěšec · c2 černý pěšec · h2 bílý král | d7 bílý věž · g7 černý pěšec · f6 černý dáma · g6 černý král · b5 černý pěšec · f5 černý pěšec · e4 černý střelec · f4 bílý dáma · h4 černý pěšec · h3 bílý pěšec · c2 černý pěšec · h2 bílý král | d7 bílý věž · g7 černý pěšec · f6 černý dáma · g6 černý král · b5 černý pěšec · f5 černý pěšec · e4 černý střelec · f4 bílý dáma · h4 černý pěšec · h3 bílý pěšec · c2 černý pěšec · h2 bílý král | d7 bílý věž · g7 černý pěšec · f6 černý dáma · g6 černý král · b5 černý pěšec · f5 černý pěšec · e4 černý střelec · f4 bílý dáma · h4 černý pěšec · h3 bílý pěšec · c2 černý pěšec · h2 bílý král | d7 bílý věž · g7 černý pěšec · f6 černý dáma · g6 černý král · b5 černý pěšec · f5 černý pěšec · e4 černý střelec · f4 bílý dáma · h4 černý pěšec · h3 bílý pěšec · c2 černý pěšec · h2 bílý král | d7 bílý věž · g7 černý pěšec · f6 černý dáma · g6 černý král · b5 černý pěšec · f5 černý pěšec · e4 černý střelec · f4 bílý dáma · h4 černý pěšec · h3 bílý pěšec · c2 černý pěšec · h2 bílý král | 8 |
| 7 | d7 bílý věž · g7 černý pěšec · f6 černý dáma · g6 černý král · b5 černý pěšec · f5 černý pěšec · e4 černý střelec · f4 bílý dáma · h4 černý pěšec · h3 bílý pěšec · c2 černý pěšec · h2 bílý král | d7 bílý věž · g7 černý pěšec · f6 černý dáma · g6 černý král · b5 černý pěšec · f5 černý pěšec · e4 černý střelec · f4 bílý dáma · h4 černý pěšec · h3 bílý pěšec · c2 černý pěšec · h2 bílý král | d7 bílý věž · g7 černý pěšec · f6 černý dáma · g6 černý král · b5 černý pěšec · f5 černý pěšec · e4 černý střelec · f4 bílý dáma · h4 černý pěšec · h3 bílý pěšec · c2 černý pěšec · h2 bílý král | d7 bílý věž · g7 černý pěšec · f6 černý dáma · g6 černý král · b5 černý pěšec · f5 černý pěšec · e4 černý střelec · f4 bílý dáma · h4 černý pěšec · h3 bílý pěšec · c2 černý pěšec · h2 bílý král | d7 bílý věž · g7 černý pěšec · f6 černý dáma · g6 černý král · b5 černý pěšec · f5 černý pěšec · e4 černý střelec · f4 bílý dáma · h4 černý pěšec · h3 bílý pěšec · c2 černý pěšec · h2 bílý král | d7 bílý věž · g7 černý pěšec · f6 černý dáma · g6 černý král · b5 černý pěšec · f5 černý pěšec · e4 černý střelec · f4 bílý dáma · h4 černý pěšec · h3 bílý pěšec · c2 černý pěšec · h2 bílý král | d7 bílý věž · g7 černý pěšec · f6 černý dáma · g6 černý král · b5 černý pěšec · f5 černý pěšec · e4 černý střelec · f4 bílý dáma · h4 černý pěšec · h3 bílý pěšec · c2 černý pěšec · h2 bílý král | d7 bílý věž · g7 černý pěšec · f6 černý dáma · g6 černý král · b5 černý pěšec · f5 černý pěšec · e4 černý střelec · f4 bílý dáma · h4 černý pěšec · h3 bílý pěšec · c2 černý pěšec · h2 bílý král | 7 |
| 6 | d7 bílý věž · g7 černý pěšec · f6 černý dáma · g6 černý král · b5 černý pěšec · f5 černý pěšec · e4 černý střelec · f4 bílý dáma · h4 černý pěšec · h3 bílý pěšec · c2 černý pěšec · h2 bílý král | d7 bílý věž · g7 černý pěšec · f6 černý dáma · g6 černý král · b5 černý pěšec · f5 černý pěšec · e4 černý střelec · f4 bílý dáma · h4 černý pěšec · h3 bílý pěšec · c2 černý pěšec · h2 bílý král | d7 bílý věž · g7 černý pěšec · f6 černý dáma · g6 černý král · b5 černý pěšec · f5 černý pěšec · e4 černý střelec · f4 bílý dáma · h4 černý pěšec · h3 bílý pěšec · c2 černý pěšec · h2 bílý král | d7 bílý věž · g7 černý pěšec · f6 černý dáma · g6 černý král · b5 černý pěšec · f5 černý pěšec · e4 černý střelec · f4 bílý dáma · h4 černý pěšec · h3 bílý pěšec · c2 černý pěšec · h2 bílý král | d7 bílý věž · g7 černý pěšec · f6 černý dáma · g6 černý král · b5 černý pěšec · f5 černý pěšec · e4 černý střelec · f4 bílý dáma · h4 černý pěšec · h3 bílý pěšec · c2 černý pěšec · h2 bílý král | d7 bílý věž · g7 černý pěšec · f6 černý dáma · g6 černý král · b5 černý pěšec · f5 černý pěšec · e4 černý střelec · f4 bílý dáma · h4 černý pěšec · h3 bílý pěšec · c2 černý pěšec · h2 bílý král | d7 bílý věž · g7 černý pěšec · f6 černý dáma · g6 černý král · b5 černý pěšec · f5 černý pěšec · e4 černý střelec · f4 bílý dáma · h4 černý pěšec · h3 bílý pěšec · c2 černý pěšec · h2 bílý král | d7 bílý věž · g7 černý pěšec · f6 černý dáma · g6 černý král · b5 černý pěšec · f5 černý pěšec · e4 černý střelec · f4 bílý dáma · h4 černý pěšec · h3 bílý pěšec · c2 černý pěšec · h2 bílý král | 6 |
| 5 | d7 bílý věž · g7 černý pěšec · f6 černý dáma · g6 černý král · b5 černý pěšec · f5 černý pěšec · e4 černý střelec · f4 bílý dáma · h4 černý pěšec · h3 bílý pěšec · c2 černý pěšec · h2 bílý král | d7 bílý věž · g7 černý pěšec · f6 černý dáma · g6 černý král · b5 černý pěšec · f5 černý pěšec · e4 černý střelec · f4 bílý dáma · h4 černý pěšec · h3 bílý pěšec · c2 černý pěšec · h2 bílý král | d7 bílý věž · g7 černý pěšec · f6 černý dáma · g6 černý král · b5 černý pěšec · f5 černý pěšec · e4 černý střelec · f4 bílý dáma · h4 černý pěšec · h3 bílý pěšec · c2 černý pěšec · h2 bílý král | d7 bílý věž · g7 černý pěšec · f6 černý dáma · g6 černý král · b5 černý pěšec · f5 černý pěšec · e4 černý střelec · f4 bílý dáma · h4 černý pěšec · h3 bílý pěšec · c2 černý pěšec · h2 bílý král | d7 bílý věž · g7 černý pěšec · f6 černý dáma · g6 černý král · b5 černý pěšec · f5 černý pěšec · e4 černý střelec · f4 bílý dáma · h4 černý pěšec · h3 bílý pěšec · c2 černý pěšec · h2 bílý král | d7 bílý věž · g7 černý pěšec · f6 černý dáma · g6 černý král · b5 černý pěšec · f5 černý pěšec · e4 černý střelec · f4 bílý dáma · h4 černý pěšec · h3 bílý pěšec · c2 černý pěšec · h2 bílý král | d7 bílý věž · g7 černý pěšec · f6 černý dáma · g6 černý král · b5 černý pěšec · f5 černý pěšec · e4 černý střelec · f4 bílý dáma · h4 černý pěšec · h3 bílý pěšec · c2 černý pěšec · h2 bílý král | d7 bílý věž · g7 černý pěšec · f6 černý dáma · g6 černý král · b5 černý pěšec · f5 černý pěšec · e4 černý střelec · f4 bílý dáma · h4 černý pěšec · h3 bílý pěšec · c2 černý pěšec · h2 bílý král | 5 |
| 4 | d7 bílý věž · g7 černý pěšec · f6 černý dáma · g6 černý král · b5 černý pěšec · f5 černý pěšec · e4 černý střelec · f4 bílý dáma · h4 černý pěšec · h3 bílý pěšec · c2 černý pěšec · h2 bílý král | d7 bílý věž · g7 černý pěšec · f6 černý dáma · g6 černý král · b5 černý pěšec · f5 černý pěšec · e4 černý střelec · f4 bílý dáma · h4 černý pěšec · h3 bílý pěšec · c2 černý pěšec · h2 bílý král | d7 bílý věž · g7 černý pěšec · f6 černý dáma · g6 černý král · b5 černý pěšec · f5 černý pěšec · e4 černý střelec · f4 bílý dáma · h4 černý pěšec · h3 bílý pěšec · c2 černý pěšec · h2 bílý král | d7 bílý věž · g7 černý pěšec · f6 černý dáma · g6 černý král · b5 černý pěšec · f5 černý pěšec · e4 černý střelec · f4 bílý dáma · h4 černý pěšec · h3 bílý pěšec · c2 černý pěšec · h2 bílý král | d7 bílý věž · g7 černý pěšec · f6 černý dáma · g6 černý král · b5 černý pěšec · f5 černý pěšec · e4 černý střelec · f4 bílý dáma · h4 černý pěšec · h3 bílý pěšec · c2 černý pěšec · h2 bílý král | d7 bílý věž · g7 černý pěšec · f6 černý dáma · g6 černý král · b5 černý pěšec · f5 černý pěšec · e4 černý střelec · f4 bílý dáma · h4 černý pěšec · h3 bílý pěšec · c2 černý pěšec · h2 bílý král | d7 bílý věž · g7 černý pěšec · f6 černý dáma · g6 černý král · b5 černý pěšec · f5 černý pěšec · e4 černý střelec · f4 bílý dáma · h4 černý pěšec · h3 bílý pěšec · c2 černý pěšec · h2 bílý král | d7 bílý věž · g7 černý pěšec · f6 černý dáma · g6 černý král · b5 černý pěšec · f5 černý pěšec · e4 černý střelec · f4 bílý dáma · h4 černý pěšec · h3 bílý pěšec · c2 černý pěšec · h2 bílý král | 4 |
| 3 | d7 bílý věž · g7 černý pěšec · f6 černý dáma · g6 černý král · b5 černý pěšec · f5 černý pěšec · e4 černý střelec · f4 bílý dáma · h4 černý pěšec · h3 bílý pěšec · c2 černý pěšec · h2 bílý král | d7 bílý věž · g7 černý pěšec · f6 černý dáma · g6 černý král · b5 černý pěšec · f5 černý pěšec · e4 černý střelec · f4 bílý dáma · h4 černý pěšec · h3 bílý pěšec · c2 černý pěšec · h2 bílý král | d7 bílý věž · g7 černý pěšec · f6 černý dáma · g6 černý král · b5 černý pěšec · f5 černý pěšec · e4 černý střelec · f4 bílý dáma · h4 černý pěšec · h3 bílý pěšec · c2 černý pěšec · h2 bílý král | d7 bílý věž · g7 černý pěšec · f6 černý dáma · g6 černý král · b5 černý pěšec · f5 černý pěšec · e4 černý střelec · f4 bílý dáma · h4 černý pěšec · h3 bílý pěšec · c2 černý pěšec · h2 bílý král | d7 bílý věž · g7 černý pěšec · f6 černý dáma · g6 černý král · b5 černý pěšec · f5 černý pěšec · e4 černý střelec · f4 bílý dáma · h4 černý pěšec · h3 bílý pěšec · c2 černý pěšec · h2 bílý král | d7 bílý věž · g7 černý pěšec · f6 černý dáma · g6 černý král · b5 černý pěšec · f5 černý pěšec · e4 černý střelec · f4 bílý dáma · h4 černý pěšec · h3 bílý pěšec · c2 černý pěšec · h2 bílý král | d7 bílý věž · g7 černý pěšec · f6 černý dáma · g6 černý král · b5 černý pěšec · f5 černý pěšec · e4 černý střelec · f4 bílý dáma · h4 černý pěšec · h3 bílý pěšec · c2 černý pěšec · h2 bílý král | d7 bílý věž · g7 černý pěšec · f6 černý dáma · g6 černý král · b5 černý pěšec · f5 černý pěšec · e4 černý střelec · f4 bílý dáma · h4 černý pěšec · h3 bílý pěšec · c2 černý pěšec · h2 bílý král | 3 |
| 2 | d7 bílý věž · g7 černý pěšec · f6 černý dáma · g6 černý král · b5 černý pěšec · f5 černý pěšec · e4 černý střelec · f4 bílý dáma · h4 černý pěšec · h3 bílý pěšec · c2 černý pěšec · h2 bílý král | d7 bílý věž · g7 černý pěšec · f6 černý dáma · g6 černý král · b5 černý pěšec · f5 černý pěšec · e4 černý střelec · f4 bílý dáma · h4 černý pěšec · h3 bílý pěšec · c2 černý pěšec · h2 bílý král | d7 bílý věž · g7 černý pěšec · f6 černý dáma · g6 černý král · b5 černý pěšec · f5 černý pěšec · e4 černý střelec · f4 bílý dáma · h4 černý pěšec · h3 bílý pěšec · c2 černý pěšec · h2 bílý král | d7 bílý věž · g7 černý pěšec · f6 černý dáma · g6 černý král · b5 černý pěšec · f5 černý pěšec · e4 černý střelec · f4 bílý dáma · h4 černý pěšec · h3 bílý pěšec · c2 černý pěšec · h2 bílý král | d7 bílý věž · g7 černý pěšec · f6 černý dáma · g6 černý král · b5 černý pěšec · f5 černý pěšec · e4 černý střelec · f4 bílý dáma · h4 černý pěšec · h3 bílý pěšec · c2 černý pěšec · h2 bílý král | d7 bílý věž · g7 černý pěšec · f6 černý dáma · g6 černý král · b5 černý pěšec · f5 černý pěšec · e4 černý střelec · f4 bílý dáma · h4 černý pěšec · h3 bílý pěšec · c2 černý pěšec · h2 bílý král | d7 bílý věž · g7 černý pěšec · f6 černý dáma · g6 černý král · b5 černý pěšec · f5 černý pěšec · e4 černý střelec · f4 bílý dáma · h4 černý pěšec · h3 bílý pěšec · c2 černý pěšec · h2 bílý král | d7 bílý věž · g7 černý pěšec · f6 černý dáma · g6 černý král · b5 černý pěšec · f5 černý pěšec · e4 černý střelec · f4 bílý dáma · h4 černý pěšec · h3 bílý pěšec · c2 černý pěšec · h2 bílý král | 2 |
| 1 | d7 bílý věž · g7 černý pěšec · f6 černý dáma · g6 černý král · b5 černý pěšec · f5 černý pěšec · e4 černý střelec · f4 bílý dáma · h4 černý pěšec · h3 bílý pěšec · c2 černý pěšec · h2 bílý král | d7 bílý věž · g7 černý pěšec · f6 černý dáma · g6 černý král · b5 černý pěšec · f5 černý pěšec · e4 černý střelec · f4 bílý dáma · h4 černý pěšec · h3 bílý pěšec · c2 černý pěšec · h2 bílý král | d7 bílý věž · g7 černý pěšec · f6 černý dáma · g6 černý král · b5 černý pěšec · f5 černý pěšec · e4 černý střelec · f4 bílý dáma · h4 černý pěšec · h3 bílý pěšec · c2 černý pěšec · h2 bílý král | d7 bílý věž · g7 černý pěšec · f6 černý dáma · g6 černý král · b5 černý pěšec · f5 černý pěšec · e4 černý střelec · f4 bílý dáma · h4 černý pěšec · h3 bílý pěšec · c2 černý pěšec · h2 bílý král | d7 bílý věž · g7 černý pěšec · f6 černý dáma · g6 černý král · b5 černý pěšec · f5 černý pěšec · e4 černý střelec · f4 bílý dáma · h4 černý pěšec · h3 bílý pěšec · c2 černý pěšec · h2 bílý král | d7 bílý věž · g7 černý pěšec · f6 černý dáma · g6 černý král · b5 černý pěšec · f5 černý pěšec · e4 černý střelec · f4 bílý dáma · h4 černý pěšec · h3 bílý pěšec · c2 černý pěšec · h2 bílý král | d7 bílý věž · g7 černý pěšec · f6 černý dáma · g6 černý král · b5 černý pěšec · f5 černý pěšec · e4 černý střelec · f4 bílý dáma · h4 černý pěšec · h3 bílý pěšec · c2 černý pěšec · h2 bílý král | d7 bílý věž · g7 černý pěšec · f6 černý dáma · g6 černý král · b5 černý pěšec · f5 černý pěšec · e4 černý střelec · f4 bílý dáma · h4 černý pěšec · h3 bílý pěšec · c2 černý pěšec · h2 bílý král | 1 |
|   | a | b | c | d | e | f | g | h |   |

|   | a                                                                                           | b                                                                                           | c                                                                                           | d                                                                                           | e                                                                                           | f                                                                                           | g                                                                                           | h                                                                                           |   |
| 8 | a8 bílý král · c8 bílý jezdec · g8 černý věž · b7 bílý pěšec · c7 černý věž · e5 černý král | a8 bílý král · c8 bílý jezdec · g8 černý věž · b7 bílý pěšec · c7 černý věž · e5 černý král | a8 bílý král · c8 bílý jezdec · g8 černý věž · b7 bílý pěšec · c7 černý věž · e5 černý král | a8 bílý král · c8 bílý jezdec · g8 černý věž · b7 bílý pěšec · c7 černý věž · e5 černý král | a8 bílý král · c8 bílý jezdec · g8 černý věž · b7 bílý pěšec · c7 černý věž · e5 černý král | a8 bílý král · c8 bílý jezdec · g8 černý věž · b7 bílý pěšec · c7 černý věž · e5 černý král | a8 bílý král · c8 bílý jezdec · g8 černý věž · b7 bílý pěšec · c7 černý věž · e5 černý král | a8 bílý král · c8 bílý jezdec · g8 černý věž · b7 bílý pěšec · c7 černý věž · e5 černý král | 8 |
| 7 | a8 bílý král · c8 bílý jezdec · g8 černý věž · b7 bílý pěšec · c7 černý věž · e5 černý král | a8 bílý král · c8 bílý jezdec · g8 černý věž · b7 bílý pěšec · c7 černý věž · e5 černý král | a8 bílý král · c8 bílý jezdec · g8 černý věž · b7 bílý pěšec · c7 černý věž · e5 černý král | a8 bílý král · c8 bílý jezdec · g8 černý věž · b7 bílý pěšec · c7 černý věž · e5 černý král | a8 bílý král · c8 bílý jezdec · g8 černý věž · b7 bílý pěšec · c7 černý věž · e5 černý král | a8 bílý král · c8 bílý jezdec · g8 černý věž · b7 bílý pěšec · c7 černý věž · e5 černý král | a8 bílý král · c8 bílý jezdec · g8 černý věž · b7 bílý pěšec · c7 černý věž · e5 černý král | a8 bílý král · c8 bílý jezdec · g8 černý věž · b7 bílý pěšec · c7 černý věž · e5 černý král | 7 |
| 6 | a8 bílý král · c8 bílý jezdec · g8 černý věž · b7 bílý pěšec · c7 černý věž · e5 černý král | a8 bílý král · c8 bílý jezdec · g8 černý věž · b7 bílý pěšec · c7 černý věž · e5 černý král | a8 bílý král · c8 bílý jezdec · g8 černý věž · b7 bílý pěšec · c7 černý věž · e5 černý král | a8 bílý král · c8 bílý jezdec · g8 černý věž · b7 bílý pěšec · c7 černý věž · e5 černý král | a8 bílý král · c8 bílý jezdec · g8 černý věž · b7 bílý pěšec · c7 černý věž · e5 černý král | a8 bílý král · c8 bílý jezdec · g8 černý věž · b7 bílý pěšec · c7 černý věž · e5 černý král | a8 bílý král · c8 bílý jezdec · g8 černý věž · b7 bílý pěšec · c7 černý věž · e5 černý král | a8 bílý král · c8 bílý jezdec · g8 černý věž · b7 bílý pěšec · c7 černý věž · e5 černý král | 6 |
| 5 | a8 bílý král · c8 bílý jezdec · g8 černý věž · b7 bílý pěšec · c7 černý věž · e5 černý král | a8 bílý král · c8 bílý jezdec · g8 černý věž · b7 bílý pěšec · c7 černý věž · e5 černý král | a8 bílý král · c8 bílý jezdec · g8 černý věž · b7 bílý pěšec · c7 černý věž · e5 černý král | a8 bílý král · c8 bílý jezdec · g8 černý věž · b7 bílý pěšec · c7 černý věž · e5 černý král | a8 bílý král · c8 bílý jezdec · g8 černý věž · b7 bílý pěšec · c7 černý věž · e5 černý král | a8 bílý král · c8 bílý jezdec · g8 černý věž · b7 bílý pěšec · c7 černý věž · e5 černý král | a8 bílý král · c8 bílý jezdec · g8 černý věž · b7 bílý pěšec · c7 černý věž · e5 černý král | a8 bílý král · c8 bílý jezdec · g8 černý věž · b7 bílý pěšec · c7 černý věž · e5 černý král | 5 |
| 4 | a8 bílý král · c8 bílý jezdec · g8 černý věž · b7 bílý pěšec · c7 černý věž · e5 černý král | a8 bílý král · c8 bílý jezdec · g8 černý věž · b7 bílý pěšec · c7 černý věž · e5 černý král | a8 bílý král · c8 bílý jezdec · g8 černý věž · b7 bílý pěšec · c7 černý věž · e5 černý král | a8 bílý král · c8 bílý jezdec · g8 černý věž · b7 bílý pěšec · c7 černý věž · e5 černý král | a8 bílý král · c8 bílý jezdec · g8 černý věž · b7 bílý pěšec · c7 černý věž · e5 černý král | a8 bílý král · c8 bílý jezdec · g8 černý věž · b7 bílý pěšec · c7 černý věž · e5 černý král | a8 bílý král · c8 bílý jezdec · g8 černý věž · b7 bílý pěšec · c7 černý věž · e5 černý král | a8 bílý král · c8 bílý jezdec · g8 černý věž · b7 bílý pěšec · c7 černý věž · e5 černý král | 4 |
| 3 | a8 bílý král · c8 bílý jezdec · g8 černý věž · b7 bílý pěšec · c7 černý věž · e5 černý král | a8 bílý král · c8 bílý jezdec · g8 černý věž · b7 bílý pěšec · c7 černý věž · e5 černý král | a8 bílý král · c8 bílý jezdec · g8 černý věž · b7 bílý pěšec · c7 černý věž · e5 černý král | a8 bílý král · c8 bílý jezdec · g8 černý věž · b7 bílý pěšec · c7 černý věž · e5 černý král | a8 bílý král · c8 bílý jezdec · g8 černý věž · b7 bílý pěšec · c7 černý věž · e5 černý král | a8 bílý král · c8 bílý jezdec · g8 černý věž · b7 bílý pěšec · c7 černý věž · e5 černý král | a8 bílý král · c8 bílý jezdec · g8 černý věž · b7 bílý pěšec · c7 černý věž · e5 černý král | a8 bílý král · c8 bílý jezdec · g8 černý věž · b7 bílý pěšec · c7 černý věž · e5 černý král | 3 |
| 2 | a8 bílý král · c8 bílý jezdec · g8 černý věž · b7 bílý pěšec · c7 černý věž · e5 černý král | a8 bílý král · c8 bílý jezdec · g8 černý věž · b7 bílý pěšec · c7 černý věž · e5 černý král | a8 bílý král · c8 bílý jezdec · g8 černý věž · b7 bílý pěšec · c7 černý věž · e5 černý král | a8 bílý král · c8 bílý jezdec · g8 černý věž · b7 bílý pěšec · c7 černý věž · e5 černý král | a8 bílý král · c8 bílý jezdec · g8 černý věž · b7 bílý pěšec · c7 černý věž · e5 černý král | a8 bílý král · c8 bílý jezdec · g8 černý věž · b7 bílý pěšec · c7 černý věž · e5 černý král | a8 bílý král · c8 bílý jezdec · g8 černý věž · b7 bílý pěšec · c7 černý věž · e5 černý král | a8 bílý král · c8 bílý jezdec · g8 černý věž · b7 bílý pěšec · c7 černý věž · e5 černý král | 2 |
| 1 | a8 bílý král · c8 bílý jezdec · g8 černý věž · b7 bílý pěšec · c7 černý věž · e5 černý král | a8 bílý král · c8 bílý jezdec · g8 černý věž · b7 bílý pěšec · c7 černý věž · e5 černý král | a8 bílý král · c8 bílý jezdec · g8 černý věž · b7 bílý pěšec · c7 černý věž · e5 černý král | a8 bílý král · c8 bílý jezdec · g8 černý věž · b7 bílý pěšec · c7 černý věž · e5 černý král | a8 bílý král · c8 bílý jezdec · g8 černý věž · b7 bílý pěšec · c7 černý věž · e5 černý král | a8 bílý král · c8 bílý jezdec · g8 černý věž · b7 bílý pěšec · c7 černý věž · e5 černý král | a8 bílý král · c8 bílý jezdec · g8 černý věž · b7 bílý pěšec · c7 černý věž · e5 černý král | a8 bílý král · c8 bílý jezdec · g8 černý věž · b7 bílý pěšec · c7 černý věž · e5 černý král | 1 |
|   | a                                                                                           | b                                                                                           | c                                                                                           | d                                                                                           | e                                                                                           | f                                                                                           | g                                                                                           | h                                                                                           |   |

V pozici na diagramu vlevo se černý rozhodl proměnit pěšce na sloupci c, aby přinutil bílou dámu opustit pole f4, čímž by měl volnou cestu k tahu ... De5+. Avšak proměna 49. ... c1D?? (případně c1V??) by vedla k patu: 50. Vxg7+! 51. Dg5+. Místo toho černý zahrál 49. ... c1S 50. Dxc1 De5+ 51. Kg1 Dg3+ 52. Kf1 Sd3+ 0–1.
Méně často se stává, že proměna pěšce ve střelce nebo věž má pat naopak přivodit, a tak zachránit remízu v jinak beznadějné situaci. Na diagramu vpravo je příklad ze studie Hermana Mattisona.
Oba možné tahy králem vedou k rychlé prohře (soupeř může odpovědět např. ... Vgg7), takže nezbývá než proměnit pěšce. V případě proměny 6. b8D nebo 6. b8V černý odebere bílého jezdce 6. ... Vgxc8. Pokud by následovala proměna 6. b8J, tak by tento protitah sice vedl k patu, ale černý ještě má místo toho možnost zahrát 6. ... Vcxc8 a opět snadno dovést partii k výhře. Jediná možnost, která bílému zbývá je 6. b8S!. Protože věž na c7 je vázaná, černý o ni buď přijde, přičemž výsledná situace je teoretickou remízou, nebo zahraje 6. ... Vgxc8, což je pat.

## Další příklady minoritních proměn ve známých studiích
Proměna v jezdce nebo věž je v běžné partii vzácná a ve střelce ještě vzácnější, ale v problémech kompozičního šachu se vyskytuje častěji. Zřejmě nejznámějším příkladem je Saavedrova pozice. V jedné ze studií polského autora Jana Rusinka je vidět bílý, který ve snaze dosáhnout patu proměňuje pěšce na jezdce, střelce a věž. Všeproměna je šachový problém obsahující proměny ve všechny čtyři možné druhy figur (jezdce, střelce, věž i dámu). Extrémním případem je Babsonova úloha, kde bílý odpovídá na černého proměny v nižší figury stejnými proměnami (takže, když černý promění pěšce ve věž, učiní bílý totéž), protože to je jediný způsob jak černého matovat v daném počtu tahů.

## Nevýznamné minoritní proměny
|   | a | b | c | d | e | f | g | h |   |
| 8 | c8 černý král · h8 černý věž · c7 černý pěšec · g7 černý pěšec · h7 černý pěšec · b6 černý pěšec · e5 černý pěšec · f5 černý pěšec · b4 bílý dáma · f3 bílý pěšec · g3 bílý pěšec · a2 bílý pěšec · c2 bílý pěšec · e2 černý pěšec · f2 bílý král · h2 bílý pěšec · b1 bílý věž · d1 černý věž | c8 černý král · h8 černý věž · c7 černý pěšec · g7 černý pěšec · h7 černý pěšec · b6 černý pěšec · e5 černý pěšec · f5 černý pěšec · b4 bílý dáma · f3 bílý pěšec · g3 bílý pěšec · a2 bílý pěšec · c2 bílý pěšec · e2 černý pěšec · f2 bílý král · h2 bílý pěšec · b1 bílý věž · d1 černý věž | c8 černý král · h8 černý věž · c7 černý pěšec · g7 černý pěšec · h7 černý pěšec · b6 černý pěšec · e5 černý pěšec · f5 černý pěšec · b4 bílý dáma · f3 bílý pěšec · g3 bílý pěšec · a2 bílý pěšec · c2 bílý pěšec · e2 černý pěšec · f2 bílý král · h2 bílý pěšec · b1 bílý věž · d1 černý věž | c8 černý král · h8 černý věž · c7 černý pěšec · g7 černý pěšec · h7 černý pěšec · b6 černý pěšec · e5 černý pěšec · f5 černý pěšec · b4 bílý dáma · f3 bílý pěšec · g3 bílý pěšec · a2 bílý pěšec · c2 bílý pěšec · e2 černý pěšec · f2 bílý král · h2 bílý pěšec · b1 bílý věž · d1 černý věž | c8 černý král · h8 černý věž · c7 černý pěšec · g7 černý pěšec · h7 černý pěšec · b6 černý pěšec · e5 černý pěšec · f5 černý pěšec · b4 bílý dáma · f3 bílý pěšec · g3 bílý pěšec · a2 bílý pěšec · c2 bílý pěšec · e2 černý pěšec · f2 bílý král · h2 bílý pěšec · b1 bílý věž · d1 černý věž | c8 černý král · h8 černý věž · c7 černý pěšec · g7 černý pěšec · h7 černý pěšec · b6 černý pěšec · e5 černý pěšec · f5 černý pěšec · b4 bílý dáma · f3 bílý pěšec · g3 bílý pěšec · a2 bílý pěšec · c2 bílý pěšec · e2 černý pěšec · f2 bílý král · h2 bílý pěšec · b1 bílý věž · d1 černý věž | c8 černý král · h8 černý věž · c7 černý pěšec · g7 černý pěšec · h7 černý pěšec · b6 černý pěšec · e5 černý pěšec · f5 černý pěšec · b4 bílý dáma · f3 bílý pěšec · g3 bílý pěšec · a2 bílý pěšec · c2 bílý pěšec · e2 černý pěšec · f2 bílý král · h2 bílý pěšec · b1 bílý věž · d1 černý věž | c8 černý král · h8 černý věž · c7 černý pěšec · g7 černý pěšec · h7 černý pěšec · b6 černý pěšec · e5 černý pěšec · f5 černý pěšec · b4 bílý dáma · f3 bílý pěšec · g3 bílý pěšec · a2 bílý pěšec · c2 bílý pěšec · e2 černý pěšec · f2 bílý král · h2 bílý pěšec · b1 bílý věž · d1 černý věž | 8 |
| 7 | c8 černý král · h8 černý věž · c7 černý pěšec · g7 černý pěšec · h7 černý pěšec · b6 černý pěšec · e5 černý pěšec · f5 černý pěšec · b4 bílý dáma · f3 bílý pěšec · g3 bílý pěšec · a2 bílý pěšec · c2 bílý pěšec · e2 černý pěšec · f2 bílý král · h2 bílý pěšec · b1 bílý věž · d1 černý věž | c8 černý král · h8 černý věž · c7 černý pěšec · g7 černý pěšec · h7 černý pěšec · b6 černý pěšec · e5 černý pěšec · f5 černý pěšec · b4 bílý dáma · f3 bílý pěšec · g3 bílý pěšec · a2 bílý pěšec · c2 bílý pěšec · e2 černý pěšec · f2 bílý král · h2 bílý pěšec · b1 bílý věž · d1 černý věž | c8 černý král · h8 černý věž · c7 černý pěšec · g7 černý pěšec · h7 černý pěšec · b6 černý pěšec · e5 černý pěšec · f5 černý pěšec · b4 bílý dáma · f3 bílý pěšec · g3 bílý pěšec · a2 bílý pěšec · c2 bílý pěšec · e2 černý pěšec · f2 bílý král · h2 bílý pěšec · b1 bílý věž · d1 černý věž | c8 černý král · h8 černý věž · c7 černý pěšec · g7 černý pěšec · h7 černý pěšec · b6 černý pěšec · e5 černý pěšec · f5 černý pěšec · b4 bílý dáma · f3 bílý pěšec · g3 bílý pěšec · a2 bílý pěšec · c2 bílý pěšec · e2 černý pěšec · f2 bílý král · h2 bílý pěšec · b1 bílý věž · d1 černý věž | c8 černý král · h8 černý věž · c7 černý pěšec · g7 černý pěšec · h7 černý pěšec · b6 černý pěšec · e5 černý pěšec · f5 černý pěšec · b4 bílý dáma · f3 bílý pěšec · g3 bílý pěšec · a2 bílý pěšec · c2 bílý pěšec · e2 černý pěšec · f2 bílý král · h2 bílý pěšec · b1 bílý věž · d1 černý věž | c8 černý král · h8 černý věž · c7 černý pěšec · g7 černý pěšec · h7 černý pěšec · b6 černý pěšec · e5 černý pěšec · f5 černý pěšec · b4 bílý dáma · f3 bílý pěšec · g3 bílý pěšec · a2 bílý pěšec · c2 bílý pěšec · e2 černý pěšec · f2 bílý král · h2 bílý pěšec · b1 bílý věž · d1 černý věž | c8 černý král · h8 černý věž · c7 černý pěšec · g7 černý pěšec · h7 černý pěšec · b6 černý pěšec · e5 černý pěšec · f5 černý pěšec · b4 bílý dáma · f3 bílý pěšec · g3 bílý pěšec · a2 bílý pěšec · c2 bílý pěšec · e2 černý pěšec · f2 bílý král · h2 bílý pěšec · b1 bílý věž · d1 černý věž | c8 černý král · h8 černý věž · c7 černý pěšec · g7 černý pěšec · h7 černý pěšec · b6 černý pěšec · e5 černý pěšec · f5 černý pěšec · b4 bílý dáma · f3 bílý pěšec · g3 bílý pěšec · a2 bílý pěšec · c2 bílý pěšec · e2 černý pěšec · f2 bílý král · h2 bílý pěšec · b1 bílý věž · d1 černý věž | 7 |
| 6 | c8 černý král · h8 černý věž · c7 černý pěšec · g7 černý pěšec · h7 černý pěšec · b6 černý pěšec · e5 černý pěšec · f5 černý pěšec · b4 bílý dáma · f3 bílý pěšec · g3 bílý pěšec · a2 bílý pěšec · c2 bílý pěšec · e2 černý pěšec · f2 bílý král · h2 bílý pěšec · b1 bílý věž · d1 černý věž | c8 černý král · h8 černý věž · c7 černý pěšec · g7 černý pěšec · h7 černý pěšec · b6 černý pěšec · e5 černý pěšec · f5 černý pěšec · b4 bílý dáma · f3 bílý pěšec · g3 bílý pěšec · a2 bílý pěšec · c2 bílý pěšec · e2 černý pěšec · f2 bílý král · h2 bílý pěšec · b1 bílý věž · d1 černý věž | c8 černý král · h8 černý věž · c7 černý pěšec · g7 černý pěšec · h7 černý pěšec · b6 černý pěšec · e5 černý pěšec · f5 černý pěšec · b4 bílý dáma · f3 bílý pěšec · g3 bílý pěšec · a2 bílý pěšec · c2 bílý pěšec · e2 černý pěšec · f2 bílý král · h2 bílý pěšec · b1 bílý věž · d1 černý věž | c8 černý král · h8 černý věž · c7 černý pěšec · g7 černý pěšec · h7 černý pěšec · b6 černý pěšec · e5 černý pěšec · f5 černý pěšec · b4 bílý dáma · f3 bílý pěšec · g3 bílý pěšec · a2 bílý pěšec · c2 bílý pěšec · e2 černý pěšec · f2 bílý král · h2 bílý pěšec · b1 bílý věž · d1 černý věž | c8 černý král · h8 černý věž · c7 černý pěšec · g7 černý pěšec · h7 černý pěšec · b6 černý pěšec · e5 černý pěšec · f5 černý pěšec · b4 bílý dáma · f3 bílý pěšec · g3 bílý pěšec · a2 bílý pěšec · c2 bílý pěšec · e2 černý pěšec · f2 bílý král · h2 bílý pěšec · b1 bílý věž · d1 černý věž | c8 černý král · h8 černý věž · c7 černý pěšec · g7 černý pěšec · h7 černý pěšec · b6 černý pěšec · e5 černý pěšec · f5 černý pěšec · b4 bílý dáma · f3 bílý pěšec · g3 bílý pěšec · a2 bílý pěšec · c2 bílý pěšec · e2 černý pěšec · f2 bílý král · h2 bílý pěšec · b1 bílý věž · d1 černý věž | c8 černý král · h8 černý věž · c7 černý pěšec · g7 černý pěšec · h7 černý pěšec · b6 černý pěšec · e5 černý pěšec · f5 černý pěšec · b4 bílý dáma · f3 bílý pěšec · g3 bílý pěšec · a2 bílý pěšec · c2 bílý pěšec · e2 černý pěšec · f2 bílý král · h2 bílý pěšec · b1 bílý věž · d1 černý věž | c8 černý král · h8 černý věž · c7 černý pěšec · g7 černý pěšec · h7 černý pěšec · b6 černý pěšec · e5 černý pěšec · f5 černý pěšec · b4 bílý dáma · f3 bílý pěšec · g3 bílý pěšec · a2 bílý pěšec · c2 bílý pěšec · e2 černý pěšec · f2 bílý král · h2 bílý pěšec · b1 bílý věž · d1 černý věž | 6 |
| 5 | c8 černý král · h8 černý věž · c7 černý pěšec · g7 černý pěšec · h7 černý pěšec · b6 černý pěšec · e5 černý pěšec · f5 černý pěšec · b4 bílý dáma · f3 bílý pěšec · g3 bílý pěšec · a2 bílý pěšec · c2 bílý pěšec · e2 černý pěšec · f2 bílý král · h2 bílý pěšec · b1 bílý věž · d1 černý věž | c8 černý král · h8 černý věž · c7 černý pěšec · g7 černý pěšec · h7 černý pěšec · b6 černý pěšec · e5 černý pěšec · f5 černý pěšec · b4 bílý dáma · f3 bílý pěšec · g3 bílý pěšec · a2 bílý pěšec · c2 bílý pěšec · e2 černý pěšec · f2 bílý král · h2 bílý pěšec · b1 bílý věž · d1 černý věž | c8 černý král · h8 černý věž · c7 černý pěšec · g7 černý pěšec · h7 černý pěšec · b6 černý pěšec · e5 černý pěšec · f5 černý pěšec · b4 bílý dáma · f3 bílý pěšec · g3 bílý pěšec · a2 bílý pěšec · c2 bílý pěšec · e2 černý pěšec · f2 bílý král · h2 bílý pěšec · b1 bílý věž · d1 černý věž | c8 černý král · h8 černý věž · c7 černý pěšec · g7 černý pěšec · h7 černý pěšec · b6 černý pěšec · e5 černý pěšec · f5 černý pěšec · b4 bílý dáma · f3 bílý pěšec · g3 bílý pěšec · a2 bílý pěšec · c2 bílý pěšec · e2 černý pěšec · f2 bílý král · h2 bílý pěšec · b1 bílý věž · d1 černý věž | c8 černý král · h8 černý věž · c7 černý pěšec · g7 černý pěšec · h7 černý pěšec · b6 černý pěšec · e5 černý pěšec · f5 černý pěšec · b4 bílý dáma · f3 bílý pěšec · g3 bílý pěšec · a2 bílý pěšec · c2 bílý pěšec · e2 černý pěšec · f2 bílý král · h2 bílý pěšec · b1 bílý věž · d1 černý věž | c8 černý král · h8 černý věž · c7 černý pěšec · g7 černý pěšec · h7 černý pěšec · b6 černý pěšec · e5 černý pěšec · f5 černý pěšec · b4 bílý dáma · f3 bílý pěšec · g3 bílý pěšec · a2 bílý pěšec · c2 bílý pěšec · e2 černý pěšec · f2 bílý král · h2 bílý pěšec · b1 bílý věž · d1 černý věž | c8 černý král · h8 černý věž · c7 černý pěšec · g7 černý pěšec · h7 černý pěšec · b6 černý pěšec · e5 černý pěšec · f5 černý pěšec · b4 bílý dáma · f3 bílý pěšec · g3 bílý pěšec · a2 bílý pěšec · c2 bílý pěšec · e2 černý pěšec · f2 bílý král · h2 bílý pěšec · b1 bílý věž · d1 černý věž | c8 černý král · h8 černý věž · c7 černý pěšec · g7 černý pěšec · h7 černý pěšec · b6 černý pěšec · e5 černý pěšec · f5 černý pěšec · b4 bílý dáma · f3 bílý pěšec · g3 bílý pěšec · a2 bílý pěšec · c2 bílý pěšec · e2 černý pěšec · f2 bílý král · h2 bílý pěšec · b1 bílý věž · d1 černý věž | 5 |
| 4 | c8 černý král · h8 černý věž · c7 černý pěšec · g7 černý pěšec · h7 černý pěšec · b6 černý pěšec · e5 černý pěšec · f5 černý pěšec · b4 bílý dáma · f3 bílý pěšec · g3 bílý pěšec · a2 bílý pěšec · c2 bílý pěšec · e2 černý pěšec · f2 bílý král · h2 bílý pěšec · b1 bílý věž · d1 černý věž | c8 černý král · h8 černý věž · c7 černý pěšec · g7 černý pěšec · h7 černý pěšec · b6 černý pěšec · e5 černý pěšec · f5 černý pěšec · b4 bílý dáma · f3 bílý pěšec · g3 bílý pěšec · a2 bílý pěšec · c2 bílý pěšec · e2 černý pěšec · f2 bílý král · h2 bílý pěšec · b1 bílý věž · d1 černý věž | c8 černý král · h8 černý věž · c7 černý pěšec · g7 černý pěšec · h7 černý pěšec · b6 černý pěšec · e5 černý pěšec · f5 černý pěšec · b4 bílý dáma · f3 bílý pěšec · g3 bílý pěšec · a2 bílý pěšec · c2 bílý pěšec · e2 černý pěšec · f2 bílý král · h2 bílý pěšec · b1 bílý věž · d1 černý věž | c8 černý král · h8 černý věž · c7 černý pěšec · g7 černý pěšec · h7 černý pěšec · b6 černý pěšec · e5 černý pěšec · f5 černý pěšec · b4 bílý dáma · f3 bílý pěšec · g3 bílý pěšec · a2 bílý pěšec · c2 bílý pěšec · e2 černý pěšec · f2 bílý král · h2 bílý pěšec · b1 bílý věž · d1 černý věž | c8 černý král · h8 černý věž · c7 černý pěšec · g7 černý pěšec · h7 černý pěšec · b6 černý pěšec · e5 černý pěšec · f5 černý pěšec · b4 bílý dáma · f3 bílý pěšec · g3 bílý pěšec · a2 bílý pěšec · c2 bílý pěšec · e2 černý pěšec · f2 bílý král · h2 bílý pěšec · b1 bílý věž · d1 černý věž | c8 černý král · h8 černý věž · c7 černý pěšec · g7 černý pěšec · h7 černý pěšec · b6 černý pěšec · e5 černý pěšec · f5 černý pěšec · b4 bílý dáma · f3 bílý pěšec · g3 bílý pěšec · a2 bílý pěšec · c2 bílý pěšec · e2 černý pěšec · f2 bílý král · h2 bílý pěšec · b1 bílý věž · d1 černý věž | c8 černý král · h8 černý věž · c7 černý pěšec · g7 černý pěšec · h7 černý pěšec · b6 černý pěšec · e5 černý pěšec · f5 černý pěšec · b4 bílý dáma · f3 bílý pěšec · g3 bílý pěšec · a2 bílý pěšec · c2 bílý pěšec · e2 černý pěšec · f2 bílý král · h2 bílý pěšec · b1 bílý věž · d1 černý věž | c8 černý král · h8 černý věž · c7 černý pěšec · g7 černý pěšec · h7 černý pěšec · b6 černý pěšec · e5 černý pěšec · f5 černý pěšec · b4 bílý dáma · f3 bílý pěšec · g3 bílý pěšec · a2 bílý pěšec · c2 bílý pěšec · e2 černý pěšec · f2 bílý král · h2 bílý pěšec · b1 bílý věž · d1 černý věž | 4 |
| 3 | c8 černý král · h8 černý věž · c7 černý pěšec · g7 černý pěšec · h7 černý pěšec · b6 černý pěšec · e5 černý pěšec · f5 černý pěšec · b4 bílý dáma · f3 bílý pěšec · g3 bílý pěšec · a2 bílý pěšec · c2 bílý pěšec · e2 černý pěšec · f2 bílý král · h2 bílý pěšec · b1 bílý věž · d1 černý věž | c8 černý král · h8 černý věž · c7 černý pěšec · g7 černý pěšec · h7 černý pěšec · b6 černý pěšec · e5 černý pěšec · f5 černý pěšec · b4 bílý dáma · f3 bílý pěšec · g3 bílý pěšec · a2 bílý pěšec · c2 bílý pěšec · e2 černý pěšec · f2 bílý král · h2 bílý pěšec · b1 bílý věž · d1 černý věž | c8 černý král · h8 černý věž · c7 černý pěšec · g7 černý pěšec · h7 černý pěšec · b6 černý pěšec · e5 černý pěšec · f5 černý pěšec · b4 bílý dáma · f3 bílý pěšec · g3 bílý pěšec · a2 bílý pěšec · c2 bílý pěšec · e2 černý pěšec · f2 bílý král · h2 bílý pěšec · b1 bílý věž · d1 černý věž | c8 černý král · h8 černý věž · c7 černý pěšec · g7 černý pěšec · h7 černý pěšec · b6 černý pěšec · e5 černý pěšec · f5 černý pěšec · b4 bílý dáma · f3 bílý pěšec · g3 bílý pěšec · a2 bílý pěšec · c2 bílý pěšec · e2 černý pěšec · f2 bílý král · h2 bílý pěšec · b1 bílý věž · d1 černý věž | c8 černý král · h8 černý věž · c7 černý pěšec · g7 černý pěšec · h7 černý pěšec · b6 černý pěšec · e5 černý pěšec · f5 černý pěšec · b4 bílý dáma · f3 bílý pěšec · g3 bílý pěšec · a2 bílý pěšec · c2 bílý pěšec · e2 černý pěšec · f2 bílý král · h2 bílý pěšec · b1 bílý věž · d1 černý věž | c8 černý král · h8 černý věž · c7 černý pěšec · g7 černý pěšec · h7 černý pěšec · b6 černý pěšec · e5 černý pěšec · f5 černý pěšec · b4 bílý dáma · f3 bílý pěšec · g3 bílý pěšec · a2 bílý pěšec · c2 bílý pěšec · e2 černý pěšec · f2 bílý král · h2 bílý pěšec · b1 bílý věž · d1 černý věž | c8 černý král · h8 černý věž · c7 černý pěšec · g7 černý pěšec · h7 černý pěšec · b6 černý pěšec · e5 černý pěšec · f5 černý pěšec · b4 bílý dáma · f3 bílý pěšec · g3 bílý pěšec · a2 bílý pěšec · c2 bílý pěšec · e2 černý pěšec · f2 bílý král · h2 bílý pěšec · b1 bílý věž · d1 černý věž | c8 černý král · h8 černý věž · c7 černý pěšec · g7 černý pěšec · h7 černý pěšec · b6 černý pěšec · e5 černý pěšec · f5 černý pěšec · b4 bílý dáma · f3 bílý pěšec · g3 bílý pěšec · a2 bílý pěšec · c2 bílý pěšec · e2 černý pěšec · f2 bílý král · h2 bílý pěšec · b1 bílý věž · d1 černý věž | 3 |
| 2 | c8 černý král · h8 černý věž · c7 černý pěšec · g7 černý pěšec · h7 černý pěšec · b6 černý pěšec · e5 černý pěšec · f5 černý pěšec · b4 bílý dáma · f3 bílý pěšec · g3 bílý pěšec · a2 bílý pěšec · c2 bílý pěšec · e2 černý pěšec · f2 bílý král · h2 bílý pěšec · b1 bílý věž · d1 černý věž | c8 černý král · h8 černý věž · c7 černý pěšec · g7 černý pěšec · h7 černý pěšec · b6 černý pěšec · e5 černý pěšec · f5 černý pěšec · b4 bílý dáma · f3 bílý pěšec · g3 bílý pěšec · a2 bílý pěšec · c2 bílý pěšec · e2 černý pěšec · f2 bílý král · h2 bílý pěšec · b1 bílý věž · d1 černý věž | c8 černý král · h8 černý věž · c7 černý pěšec · g7 černý pěšec · h7 černý pěšec · b6 černý pěšec · e5 černý pěšec · f5 černý pěšec · b4 bílý dáma · f3 bílý pěšec · g3 bílý pěšec · a2 bílý pěšec · c2 bílý pěšec · e2 černý pěšec · f2 bílý král · h2 bílý pěšec · b1 bílý věž · d1 černý věž | c8 černý král · h8 černý věž · c7 černý pěšec · g7 černý pěšec · h7 černý pěšec · b6 černý pěšec · e5 černý pěšec · f5 černý pěšec · b4 bílý dáma · f3 bílý pěšec · g3 bílý pěšec · a2 bílý pěšec · c2 bílý pěšec · e2 černý pěšec · f2 bílý král · h2 bílý pěšec · b1 bílý věž · d1 černý věž | c8 černý král · h8 černý věž · c7 černý pěšec · g7 černý pěšec · h7 černý pěšec · b6 černý pěšec · e5 černý pěšec · f5 černý pěšec · b4 bílý dáma · f3 bílý pěšec · g3 bílý pěšec · a2 bílý pěšec · c2 bílý pěšec · e2 černý pěšec · f2 bílý král · h2 bílý pěšec · b1 bílý věž · d1 černý věž | c8 černý král · h8 černý věž · c7 černý pěšec · g7 černý pěšec · h7 černý pěšec · b6 černý pěšec · e5 černý pěšec · f5 černý pěšec · b4 bílý dáma · f3 bílý pěšec · g3 bílý pěšec · a2 bílý pěšec · c2 bílý pěšec · e2 černý pěšec · f2 bílý král · h2 bílý pěšec · b1 bílý věž · d1 černý věž | c8 černý král · h8 černý věž · c7 černý pěšec · g7 černý pěšec · h7 černý pěšec · b6 černý pěšec · e5 černý pěšec · f5 černý pěšec · b4 bílý dáma · f3 bílý pěšec · g3 bílý pěšec · a2 bílý pěšec · c2 bílý pěšec · e2 černý pěšec · f2 bílý král · h2 bílý pěšec · b1 bílý věž · d1 černý věž | c8 černý král · h8 černý věž · c7 černý pěšec · g7 černý pěšec · h7 černý pěšec · b6 černý pěšec · e5 černý pěšec · f5 černý pěšec · b4 bílý dáma · f3 bílý pěšec · g3 bílý pěšec · a2 bílý pěšec · c2 bílý pěšec · e2 černý pěšec · f2 bílý král · h2 bílý pěšec · b1 bílý věž · d1 černý věž | 2 |
| 1 | c8 černý král · h8 černý věž · c7 černý pěšec · g7 černý pěšec · h7 černý pěšec · b6 černý pěšec · e5 černý pěšec · f5 černý pěšec · b4 bílý dáma · f3 bílý pěšec · g3 bílý pěšec · a2 bílý pěšec · c2 bílý pěšec · e2 černý pěšec · f2 bílý král · h2 bílý pěšec · b1 bílý věž · d1 černý věž | c8 černý král · h8 černý věž · c7 černý pěšec · g7 černý pěšec · h7 černý pěšec · b6 černý pěšec · e5 černý pěšec · f5 černý pěšec · b4 bílý dáma · f3 bílý pěšec · g3 bílý pěšec · a2 bílý pěšec · c2 bílý pěšec · e2 černý pěšec · f2 bílý král · h2 bílý pěšec · b1 bílý věž · d1 černý věž | c8 černý král · h8 černý věž · c7 černý pěšec · g7 černý pěšec · h7 černý pěšec · b6 černý pěšec · e5 černý pěšec · f5 černý pěšec · b4 bílý dáma · f3 bílý pěšec · g3 bílý pěšec · a2 bílý pěšec · c2 bílý pěšec · e2 černý pěšec · f2 bílý král · h2 bílý pěšec · b1 bílý věž · d1 černý věž | c8 černý král · h8 černý věž · c7 černý pěšec · g7 černý pěšec · h7 černý pěšec · b6 černý pěšec · e5 černý pěšec · f5 černý pěšec · b4 bílý dáma · f3 bílý pěšec · g3 bílý pěšec · a2 bílý pěšec · c2 bílý pěšec · e2 černý pěšec · f2 bílý král · h2 bílý pěšec · b1 bílý věž · d1 černý věž | c8 černý král · h8 černý věž · c7 černý pěšec · g7 černý pěšec · h7 černý pěšec · b6 černý pěšec · e5 černý pěšec · f5 černý pěšec · b4 bílý dáma · f3 bílý pěšec · g3 bílý pěšec · a2 bílý pěšec · c2 bílý pěšec · e2 černý pěšec · f2 bílý král · h2 bílý pěšec · b1 bílý věž · d1 černý věž | c8 černý král · h8 černý věž · c7 černý pěšec · g7 černý pěšec · h7 černý pěšec · b6 černý pěšec · e5 černý pěšec · f5 černý pěšec · b4 bílý dáma · f3 bílý pěšec · g3 bílý pěšec · a2 bílý pěšec · c2 bílý pěšec · e2 černý pěšec · f2 bílý král · h2 bílý pěšec · b1 bílý věž · d1 černý věž | c8 černý král · h8 černý věž · c7 černý pěšec · g7 černý pěšec · h7 černý pěšec · b6 černý pěšec · e5 černý pěšec · f5 černý pěšec · b4 bílý dáma · f3 bílý pěšec · g3 bílý pěšec · a2 bílý pěšec · c2 bílý pěšec · e2 černý pěšec · f2 bílý král · h2 bílý pěšec · b1 bílý věž · d1 černý věž | c8 černý král · h8 černý věž · c7 černý pěšec · g7 černý pěšec · h7 černý pěšec · b6 černý pěšec · e5 černý pěšec · f5 černý pěšec · b4 bílý dáma · f3 bílý pěšec · g3 bílý pěšec · a2 bílý pěšec · c2 bílý pěšec · e2 černý pěšec · f2 bílý král · h2 bílý pěšec · b1 bílý věž · d1 černý věž | 1 |
|   | a | b | c | d | e | f | g | h |   |

Většina proměn v jinou figuru než dámu uskutečněných v běžných partiích není vynucená jako v případech zmíněných výše. Příkladem ze současnosti může být partie Širov–Kramnik na turnaji Amber-Blindfold roku 2005. V pozici zobrazené na diagramu vlevo černý zahrál 25. ... e1S+. Volba střelce místo dámy zde nemá žádný význam, protože tenhle tah si, stejně jako případný 25. ... e1D+, vynutí protitah 26. Dxe1, proměněná figura je ihned odebrána a hra pokračuje v obou případech stejným způsobem.
Nejčastější proměnou tohoto typu je proměna pěšce ve věž ve vyhrané koncovce. Někteří začátečníci volí tento krok, aby se nemuseli obávat, že vinou jejich nepozornosti partie skončí patem.

## Nekonvenční proměna
|   | a                                                                         | b                                                                         | c                                                                         | d                                                                         | e                                                                         | f                                                                         | g                                                                         | h                                                                         |   |
| 8 | a8 černý věž · a7 černý král · b7 bílý pěšec · c7 bílý věž · a5 bílý král | a8 černý věž · a7 černý král · b7 bílý pěšec · c7 bílý věž · a5 bílý král | a8 černý věž · a7 černý král · b7 bílý pěšec · c7 bílý věž · a5 bílý král | a8 černý věž · a7 černý král · b7 bílý pěšec · c7 bílý věž · a5 bílý král | a8 černý věž · a7 černý král · b7 bílý pěšec · c7 bílý věž · a5 bílý král | a8 černý věž · a7 černý král · b7 bílý pěšec · c7 bílý věž · a5 bílý král | a8 černý věž · a7 černý král · b7 bílý pěšec · c7 bílý věž · a5 bílý král | a8 černý věž · a7 černý král · b7 bílý pěšec · c7 bílý věž · a5 bílý král | 8 |
| 7 | a8 černý věž · a7 černý král · b7 bílý pěšec · c7 bílý věž · a5 bílý král | a8 černý věž · a7 černý král · b7 bílý pěšec · c7 bílý věž · a5 bílý král | a8 černý věž · a7 černý král · b7 bílý pěšec · c7 bílý věž · a5 bílý král | a8 černý věž · a7 černý král · b7 bílý pěšec · c7 bílý věž · a5 bílý král | a8 černý věž · a7 černý král · b7 bílý pěšec · c7 bílý věž · a5 bílý král | a8 černý věž · a7 černý král · b7 bílý pěšec · c7 bílý věž · a5 bílý král | a8 černý věž · a7 černý král · b7 bílý pěšec · c7 bílý věž · a5 bílý král | a8 černý věž · a7 černý král · b7 bílý pěšec · c7 bílý věž · a5 bílý král | 7 |
| 6 | a8 černý věž · a7 černý král · b7 bílý pěšec · c7 bílý věž · a5 bílý král | a8 černý věž · a7 černý král · b7 bílý pěšec · c7 bílý věž · a5 bílý král | a8 černý věž · a7 černý král · b7 bílý pěšec · c7 bílý věž · a5 bílý král | a8 černý věž · a7 černý král · b7 bílý pěšec · c7 bílý věž · a5 bílý král | a8 černý věž · a7 černý král · b7 bílý pěšec · c7 bílý věž · a5 bílý král | a8 černý věž · a7 černý král · b7 bílý pěšec · c7 bílý věž · a5 bílý král | a8 černý věž · a7 černý král · b7 bílý pěšec · c7 bílý věž · a5 bílý král | a8 černý věž · a7 černý král · b7 bílý pěšec · c7 bílý věž · a5 bílý král | 6 |
| 5 | a8 černý věž · a7 černý král · b7 bílý pěšec · c7 bílý věž · a5 bílý král | a8 černý věž · a7 černý král · b7 bílý pěšec · c7 bílý věž · a5 bílý král | a8 černý věž · a7 černý král · b7 bílý pěšec · c7 bílý věž · a5 bílý král | a8 černý věž · a7 černý král · b7 bílý pěšec · c7 bílý věž · a5 bílý král | a8 černý věž · a7 černý král · b7 bílý pěšec · c7 bílý věž · a5 bílý král | a8 černý věž · a7 černý král · b7 bílý pěšec · c7 bílý věž · a5 bílý král | a8 černý věž · a7 černý král · b7 bílý pěšec · c7 bílý věž · a5 bílý král | a8 černý věž · a7 černý král · b7 bílý pěšec · c7 bílý věž · a5 bílý král | 5 |
| 4 | a8 černý věž · a7 černý král · b7 bílý pěšec · c7 bílý věž · a5 bílý král | a8 černý věž · a7 černý král · b7 bílý pěšec · c7 bílý věž · a5 bílý král | a8 černý věž · a7 černý král · b7 bílý pěšec · c7 bílý věž · a5 bílý král | a8 černý věž · a7 černý král · b7 bílý pěšec · c7 bílý věž · a5 bílý král | a8 černý věž · a7 černý král · b7 bílý pěšec · c7 bílý věž · a5 bílý král | a8 černý věž · a7 černý král · b7 bílý pěšec · c7 bílý věž · a5 bílý král | a8 černý věž · a7 černý král · b7 bílý pěšec · c7 bílý věž · a5 bílý král | a8 černý věž · a7 černý král · b7 bílý pěšec · c7 bílý věž · a5 bílý král | 4 |
| 3 | a8 černý věž · a7 černý král · b7 bílý pěšec · c7 bílý věž · a5 bílý král | a8 černý věž · a7 černý král · b7 bílý pěšec · c7 bílý věž · a5 bílý král | a8 černý věž · a7 černý král · b7 bílý pěšec · c7 bílý věž · a5 bílý král | a8 černý věž · a7 černý král · b7 bílý pěšec · c7 bílý věž · a5 bílý král | a8 černý věž · a7 černý král · b7 bílý pěšec · c7 bílý věž · a5 bílý král | a8 černý věž · a7 černý král · b7 bílý pěšec · c7 bílý věž · a5 bílý král | a8 černý věž · a7 černý král · b7 bílý pěšec · c7 bílý věž · a5 bílý král | a8 černý věž · a7 černý král · b7 bílý pěšec · c7 bílý věž · a5 bílý král | 3 |
| 2 | a8 černý věž · a7 černý král · b7 bílý pěšec · c7 bílý věž · a5 bílý král | a8 černý věž · a7 černý král · b7 bílý pěšec · c7 bílý věž · a5 bílý král | a8 černý věž · a7 černý král · b7 bílý pěšec · c7 bílý věž · a5 bílý král | a8 černý věž · a7 černý král · b7 bílý pěšec · c7 bílý věž · a5 bílý král | a8 černý věž · a7 černý král · b7 bílý pěšec · c7 bílý věž · a5 bílý král | a8 černý věž · a7 černý král · b7 bílý pěšec · c7 bílý věž · a5 bílý král | a8 černý věž · a7 černý král · b7 bílý pěšec · c7 bílý věž · a5 bílý král | a8 černý věž · a7 černý král · b7 bílý pěšec · c7 bílý věž · a5 bílý král | 2 |
| 1 | a8 černý věž · a7 černý král · b7 bílý pěšec · c7 bílý věž · a5 bílý král | a8 černý věž · a7 černý král · b7 bílý pěšec · c7 bílý věž · a5 bílý král | a8 černý věž · a7 černý král · b7 bílý pěšec · c7 bílý věž · a5 bílý král | a8 černý věž · a7 černý král · b7 bílý pěšec · c7 bílý věž · a5 bílý král | a8 černý věž · a7 černý král · b7 bílý pěšec · c7 bílý věž · a5 bílý král | a8 černý věž · a7 černý král · b7 bílý pěšec · c7 bílý věž · a5 bílý král | a8 černý věž · a7 černý král · b7 bílý pěšec · c7 bílý věž · a5 bílý král | a8 černý věž · a7 černý král · b7 bílý pěšec · c7 bílý věž · a5 bílý král | 1 |
|   | a                                                                         | b                                                                         | c                                                                         | d                                                                         | e                                                                         | f                                                                         | g                                                                         | h                                                                         |   |

Ačkoliv pravidla šachu jsou celkem jednoduchá, někteří autoři šachových studií občas využijí drobných nejasností k sestavení šachových problémů s žertovným řešením. Jedním z příkladů je pozice zobrazená na diagramu vlevo. Úloha zní „Bílý táhne a dá prvním tahem mat.“ Na první pohled se to zdá zcela nemožné. Jediným „řešením“ je proměna bílého pěšce v černého(!) jezdce, čímž černý král přijde o svou jedinou únikovou cestu na pole b8. Ovšem současná pravidla Mezinárodní šachové federace takové řešení neumožňují, neboť požadují, aby pěšec, který dosáhne poslední řady, byl proměněn ve figuru stejné barvy, takže podobnou proměnu lze spatřit jen v některých exošachových úlohách.